# Üveg

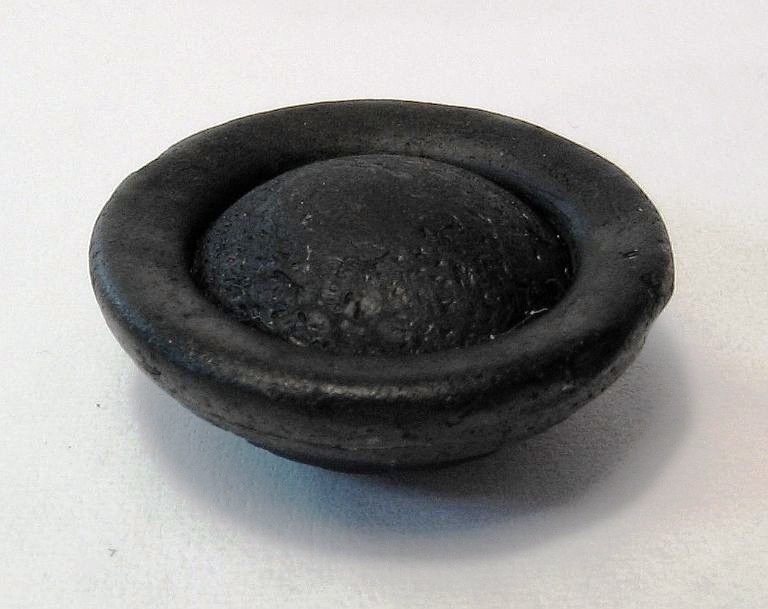
Tektit (ausztralit) — átmérője 20 mm, tömege 3,5 g

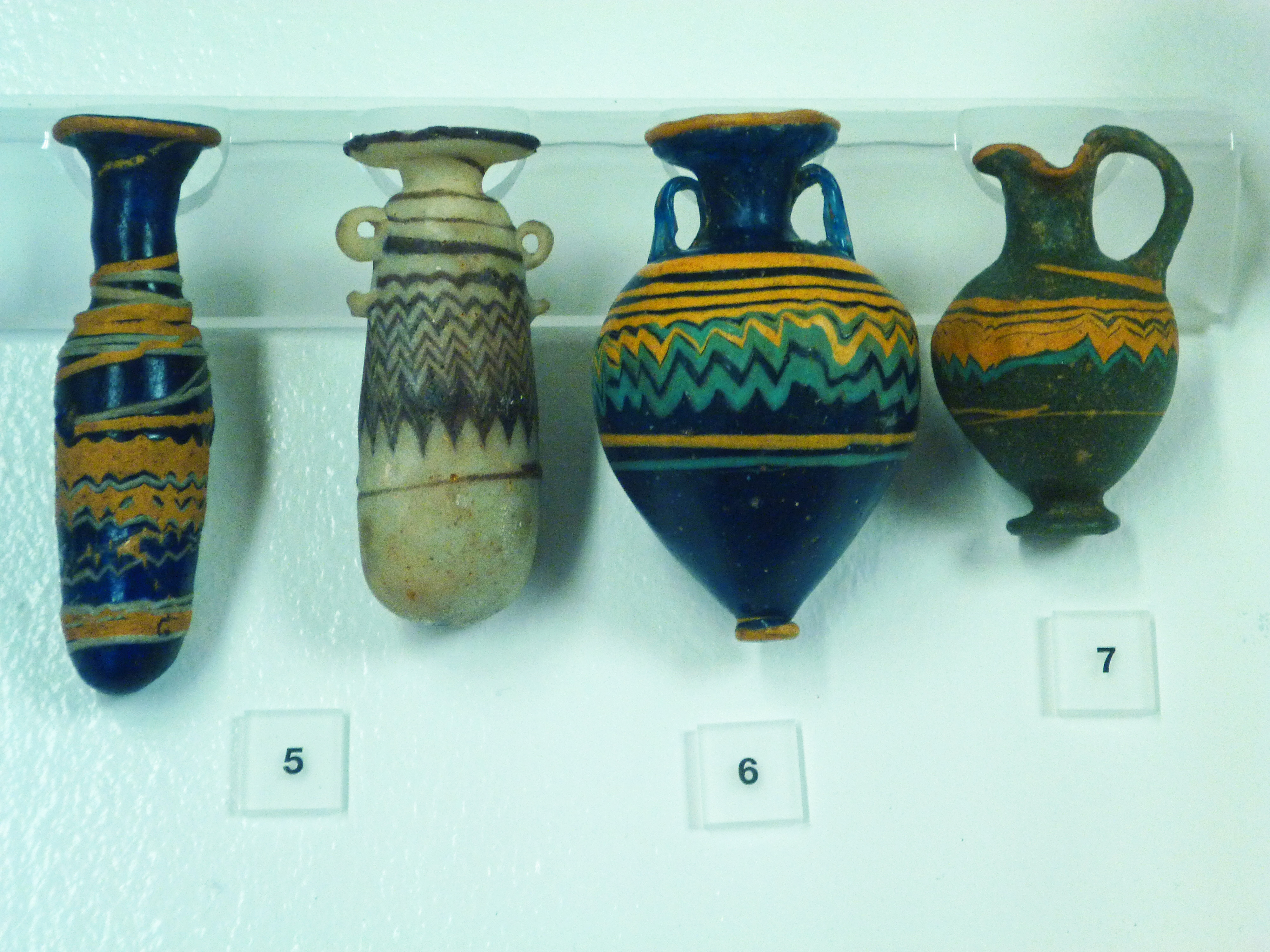
Illatszeres üvegcsék az i. e. 6–4. századból (Katalán Régészeti Múzeum)

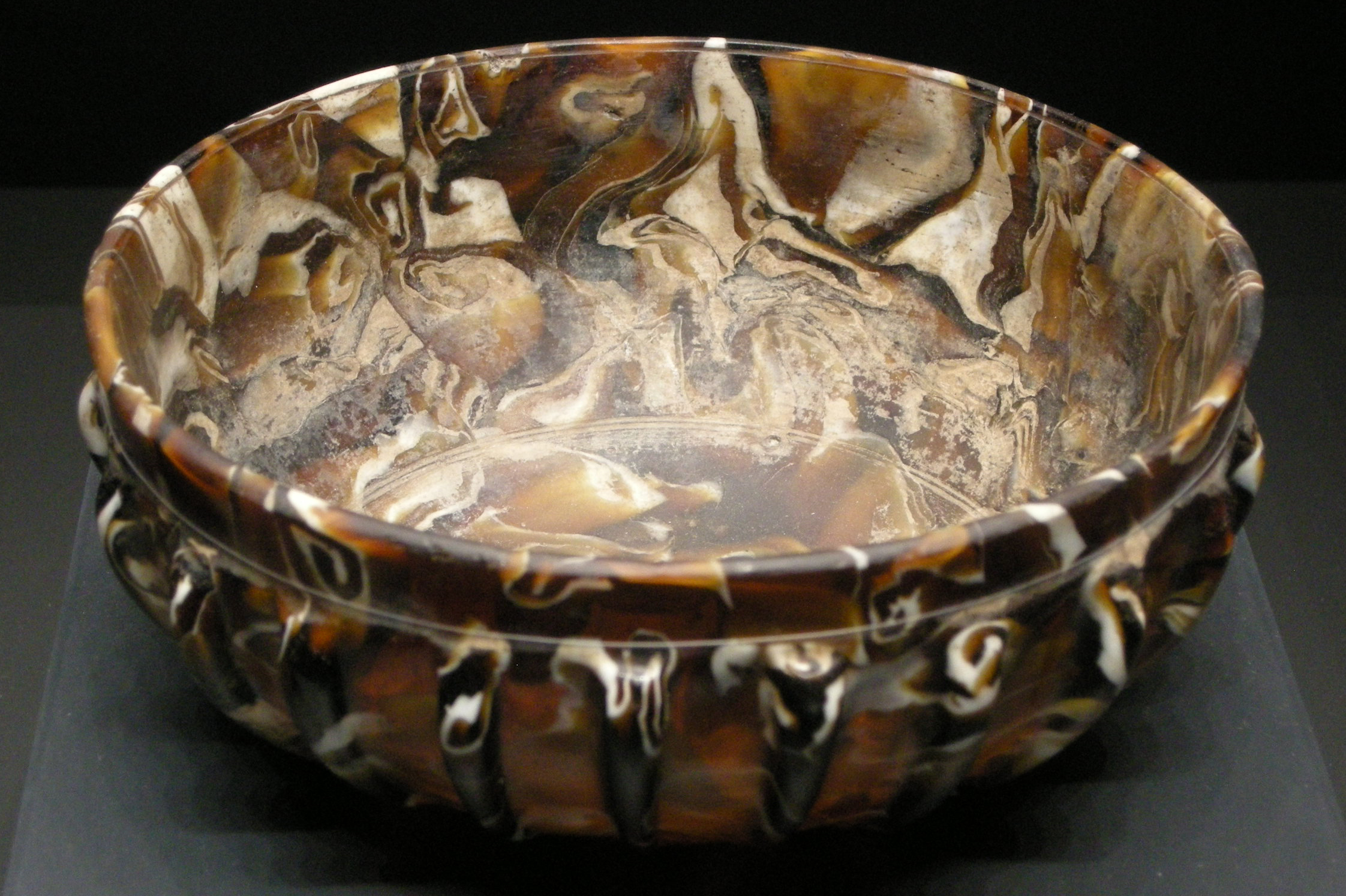
Római üvegedény, i. e. 1. század

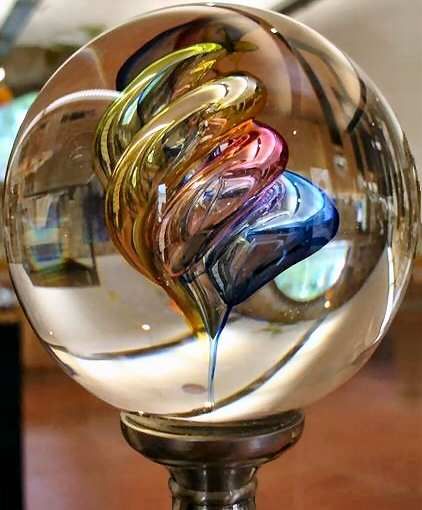
Az üveg többnyire átlátszó, és akár formába is önthető

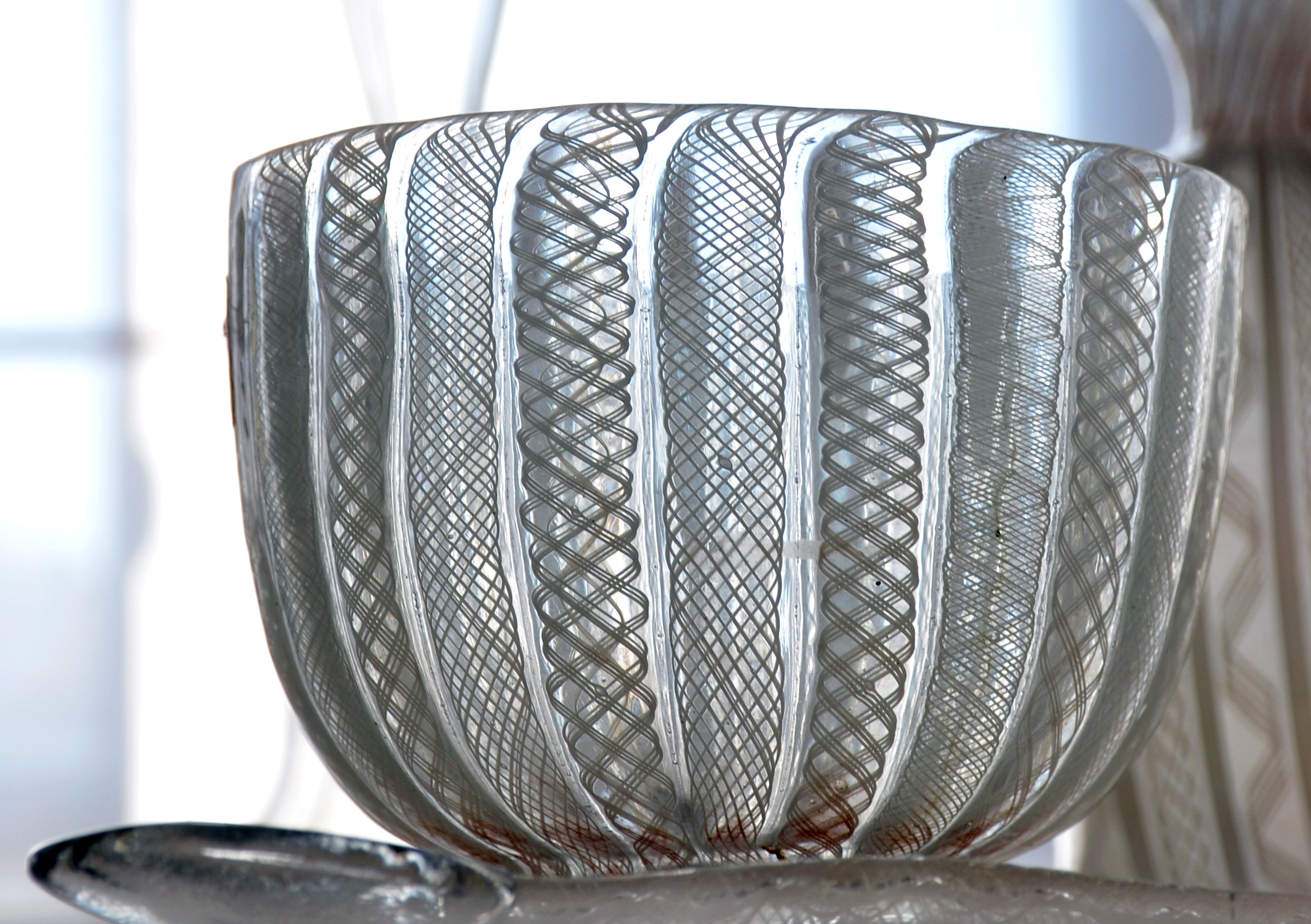
Muranói üvegedény (1600 körül)

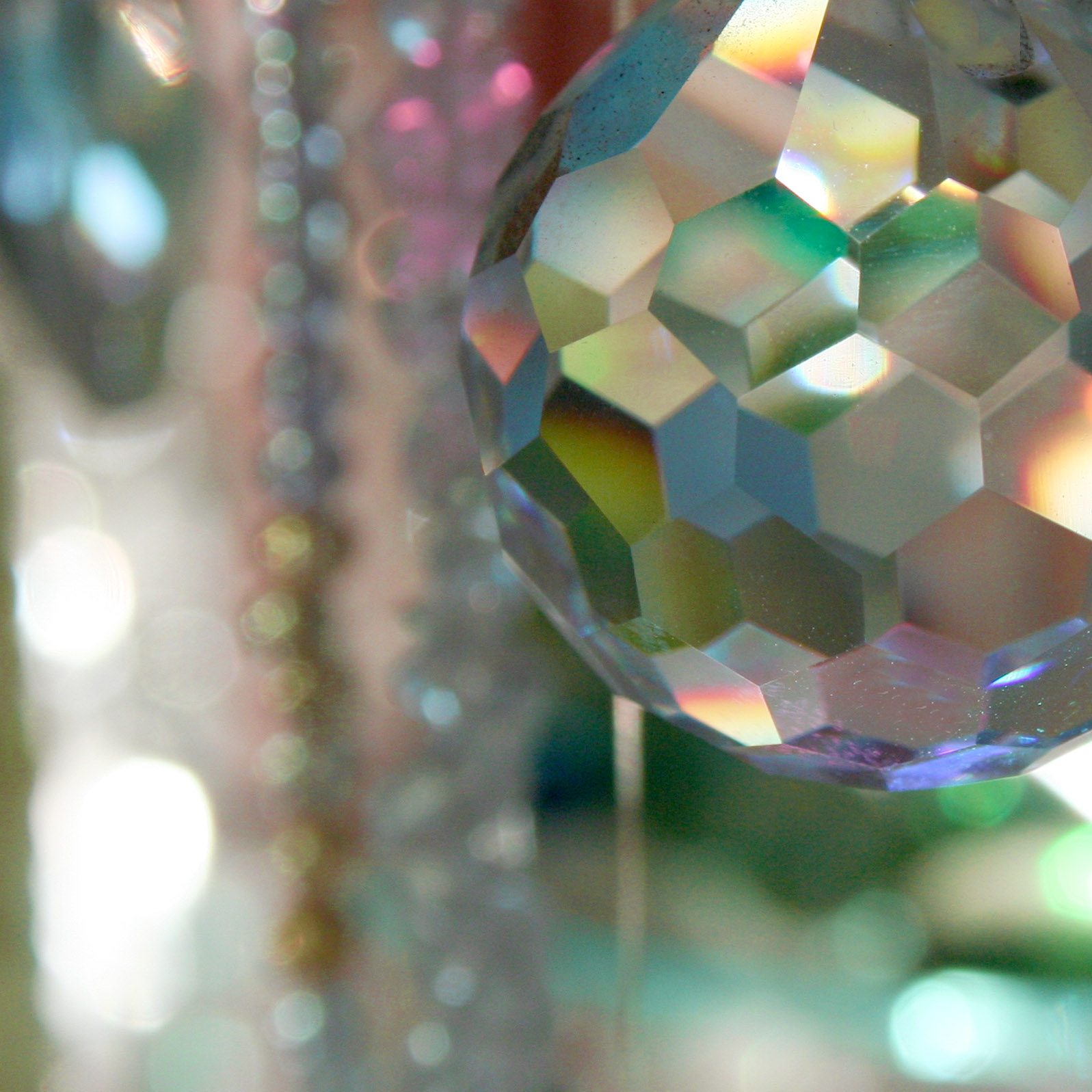
Csiszolt kristályüveg, a feng shui lakberendező elv egyik fontos kelléke

Az üveg általános értelemben amorf szilárd anyag, amelynek egyes tulajdonságai a folyadékokra jellemzőek. Az üveg olyan keverék anyag, amely lehűlés közben kristályosodás nélkül jut mechanikailag szilárd állapotba. Ez a cikk alapvetően a szűkebb értelemben és a köznyelvben „üvegnek” nevezett kvarcüvegről és annak változatairól szól, és nem tárgyalja a különböző egyéb üvegfajtákat, például a vulkáni kőzetek tömegének nagyobb részét adó kőzetüvegeket.
A vulkáni üvegek legismertebb fajtája az obszidián. Emellett létrejönnek tektitek meteoritbecsapódáskor, fulguritok villámcsapáskor, trinititek atombomba robbanásakor, és a köfelsit friktionit hegyomláskor. Ezek az üvegek főként a homok megolvadásával alakulnak ki, de a kristályrács a lökéshullámok hatására olvadás nélkül is tönkremehet – így jön létre például a földpátból a maszkelinit. Szol-gél folyamatokkal is előállíthatók üvegek; így készülnek az aerogélek.
A kvarcüveg technológiai szempontból folyadék; viszkozitása mintegy 1040 Pa·s. Mintegy 100 000-féle üveget ismerünk, amelyek közül 7–800-at használunk a gyakorlati életben – ezek a kereskedelemben is kaphatók. Összetételük és ezzel tulajdonságaik eltérőek. Szerkezetük a folyadékokéhoz hasonlóan véletlenszerű; az olvadt ömledékből rögzül a megszilárdulás pillanatában. A folyadék- és az üvegállapot között az a különbség, hogy a megszilárdult üvegszerkezetben (üvegállapotban) az atomok hőmozgása gátolt.

## Alapanyagai

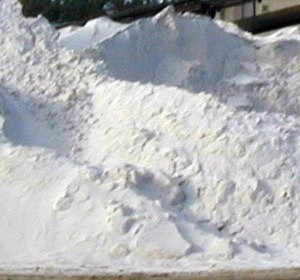
Kvarchomok

Mivel a tiszta kvarchomokot sokáig nem tudták megolvasztani (a kvarc olvadáspontja 1700 °C körül van), nátriumot és/vagy káliumot tartalmazó, úgynevezett folyósító anyagokat kevertek hozzá. Az alkáliákat változatos nyersanyagokból (pl. sziksó, sótűrő növények, tengerparti cserjék és tengeri algák hamuja, fahamu) biztosították. Ezekkel ugyan le tudták vinni az olvadáspontot 1000–1200 °C közé, de ezzel jelentősen csökkent az üveg kémiai stabilitása, mivel az alkáliák jól oldódnak a vízben. A kémiai stabilizálás érdekében harmadik összetevőként mészkövet adtak a keverékhez; olvasztás közben ebből a szén-dioxid elillant.
Az üveggyártás jelenleg mintegy 90%-át kitevő nátronüveghez ezeket az alapanyagokat használják:
- Kvarchomok. Ennek anyaga, a szilícium-dioxid az üveg fő tömege. Fehérüvegben a vas-oxid (Fe2O3) nem lehet több 0,05%-nál, különben az üveget zöldre vagy barnára színezi — így színeződnek el az üvegpalackok.
- Nátrium-karbonát, Na2CO3, a kvarchomok olvadáspontjának csökkentésére, folyékonyabbá tételére, az üvegszerkezet kialakítására és a nátrium adagolására. Összeolvasztáskor a nátrium-karbonátból felszabadul és távozik az olvadékból a szén-dioxid. A nátriumot esetenként nátrium-nitrát vagy nátrium-szulfát formájában viszik az üvegbe.
- Kálium-karbonát, K2CO3, a nátrium-karbonáthoz hasonló célokra és kálium-oxid hozzáadására.
- Földpát alumínium-oxid hozzáadására és a kémiai ellenállás javítására.
- Mészkő az üveg szerkezetének kialakításához. A belőle visszamaradó kalcium-oxid növeli a kémiai ellenállóképességet és keményebbé teszi az üveget.
- Dolomit magnézium-oxid és kalcium-oxid hozzáadására. A magnézium-oxid a kalcium-oxidhoz hasonlóan hat, de a túl sok magnézium-oxid kellemetlenül megemelheti az olvadáspontot.
- Törtüveg: akár az olvadék 90%-át is elérheti. Lehet újrahasznosított vagy selejt üveg; legfeljebb 80%-a lehet üveggyapot.[5] Ezzel nyersanyagot és energiát spórolnak, mivel a törtüveg könnyebben olvad, mint a keverék. Problémás lehet a színek, a speciális üvegek szétválogatása és az idegen anyagok, fémek, műanyagok, kerámiák bentmaradása. Az idegen anyagok tökéletlen olvadása üveghibát okozhat, emellett az olvasztómedencét is tönkretehetik, mert a fémek beépülnek a tűzálló alapanyagba.

Speciális üvegekhez használnak még ólom-dioxidot, bóraxot, bárium-karbonátot és ritkaföldfémeket.

## Szerkezete

Kevert alkáli alapüveg szerkezete (a nátriumot részben kálium helyettesíti)

Bár az üveget régóta használjuk, atomos felépítése és szerkezete máig sem teljesen ismert. William Houlder Zachariasen 1932-es, általánosan elfogadott elmélete szerint a kémiai kötések olyanok benne, mint a kristályos kvarcban, de molekulái nem rendeződtek kristályrácsba. A kötéstávolság és a kötések szöge is változó. Az elemi cellák szintjén még látszanak benne a SiO4 tetraéderek, de nagyobb méretekben már nem. Ezért is nehéz leírni szerkezetét, különösen a köztes tartományban, ahol se a statisztika, se a tetraéderek nem segítenek. A kötések változatosságának kutatása a fizika egyik alapkérdése.
Amikor az üveg lehűl, akkor lényegében nem alakul át a halmazállapota, hanem egy bizonyos hőmérséklet-tartományban megnő a viszkozitása és megkeményedik. A kristályos anyagoktól eltérően az üvegnek, mint amorf anyagnak nincs fagyáspontja. Az átalakulási tartomány hideg végén végbemenő termodinamikai átalakulás jellemző az üvegre. Itt megváltozik néhány fizikai tulajdonsága: a viszkozitás, a hőtágulási együttható és a fajhő. Ez az átalakulás nemcsak a kvarcüvegnél megy végbe, hanem minden üveges szerkezetű anyagban.

## Története[6][7]

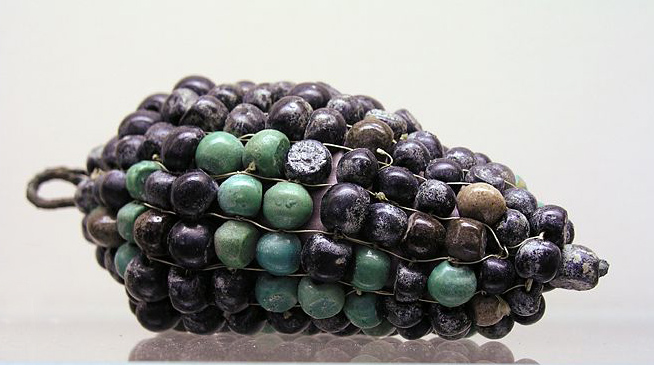
Szőlőfürt bronz és üveg szemekkel (El-Amarna)

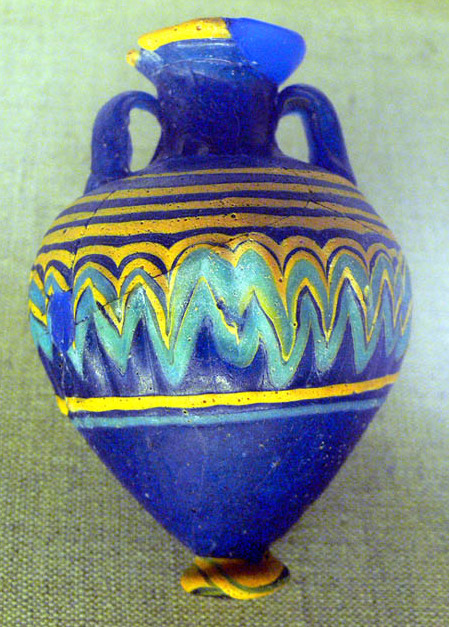
Ibiza szigetéről előkerült pun kancsó

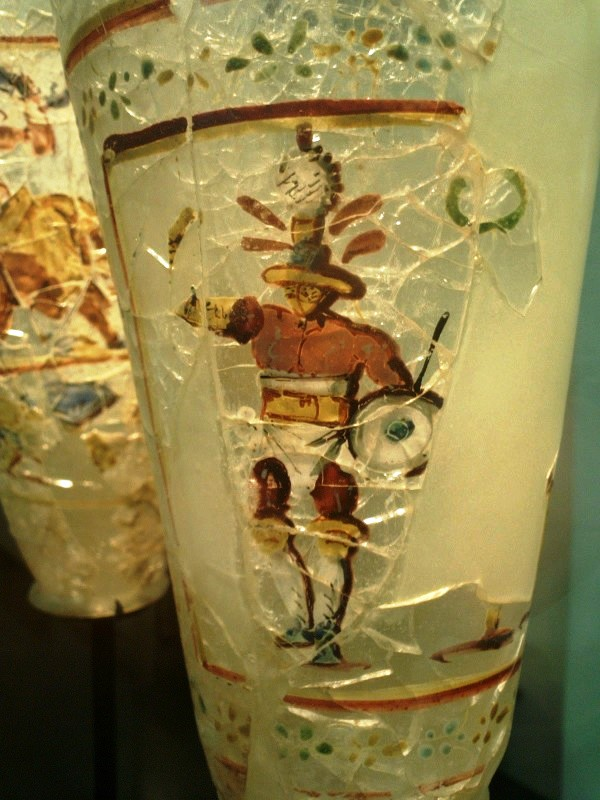
Gladiátorral díszített görög-római váza

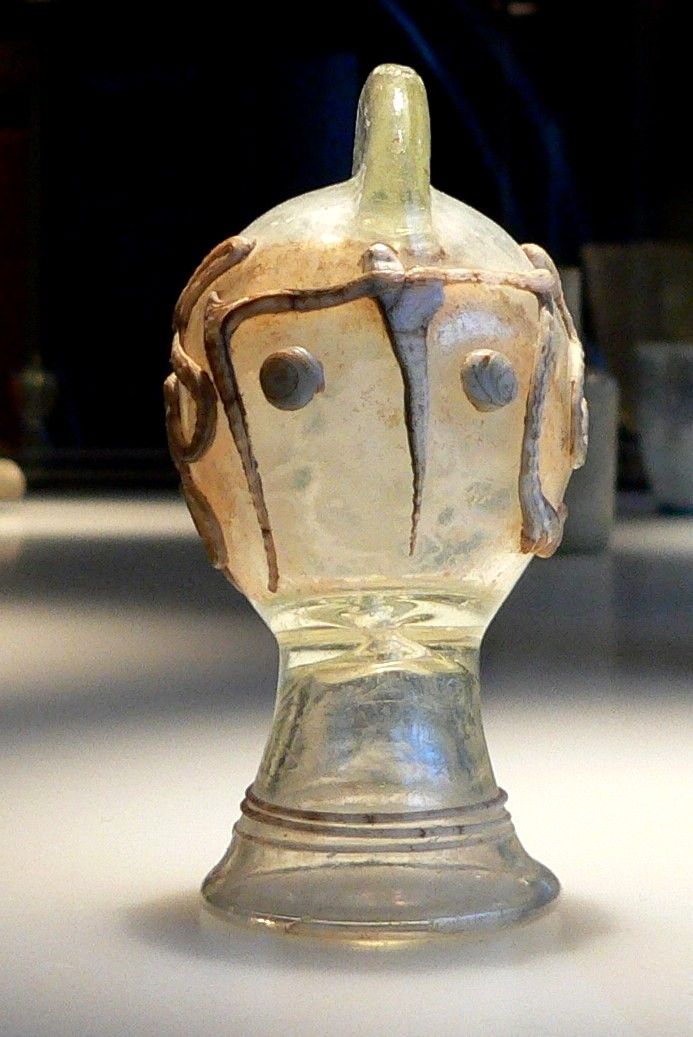
Secutor gladiátor sisakját formázó római üvegedény

Az üvegtárgyak sokáig alapvetően dísztárgyak (vagy azok részei) voltak. Ennek megfelelően az üvegművesség sokáig egységes szakma volt: az üveget ott formázták, díszítették, ahol gyártották. Az elkülönülés fokozatos volt, és útja a félkész termékek árusításán át vezetett (a muranói üvegesek millefiori rudakat exportáltak). A Habsburg-birodalomban a cseh kristályüveg gyártása (Csehországban) és csiszolása (német nyelvterületen) már jelentősen elkülönült, majd döntően az üveg iparszerű tömegtermelésével vált el egymástól, mivel ettől fogva az üvegtárgyak többsége hétköznapi használati tárgy lett, alárendelt díszítő funkcióval. Ezért az üveg története nagyjából a 19. század végéig írható le egységesen; onnantól külön kell beszélnünk az üveggyártásról és az üvegművészetről.
Külön kell említeni egyes speciális üvegfajtákat, amelyek gyártása már korábban elkülönült az üvegművesség fő vonalától. Ilyenek:
- a fénytani üvegeket (flintüveg, koronaüveg stb.) az 1700-as évek óta gyártják speciális adalékokkal és eljárásokkal.

### A kezdetek
Az üveggyártás kezdetéről több legenda is szól. Egyesek szerint az üveget a zsidók ismerték meg, amikor egy nagy erdőtűz után a hamu és a homok összeolvadásából keletkezett üvegszerű anyagot találtak. Idősebb Plinius szerint a föníciaiak fedezték fel egy szerencsés véletlen folytán, amikor a szódát szállító hajósok a vihar elől partra szálltak, és tüzet gyújtottak. Az edényeiket szódadarabokkal támasztották alá, és a szóda a parti homokkal üveggé olvadt. E legendákat régészeti leletek nem támasztják alá.
Az első üvegszerű anyagok Nyugat-Ázsiában, illetve Mezopotámiában tűntek fel valamikor az i. e. 5-4. évezred táján, részben a kerámiakészítés melléktermékeiként, mint a porózus kerámiát vízhatlanná tevő mázak. Hasonló mázakkal idővel égetett agyag gyöngyöket is burkoltak. Bizonyosra vehető, hogy az első üvegeknek lehetett valami köze az ekkoriban kibontakozó fémművességhez. Az ércek olvasztása ugyanis több meleget igényelt, mint a cserépedények és mázaik égetése, és valószínű, hogy az eközben véletlenszerűen keletkezett üvegdarabkákat kezdték el idővel tudatosan használni, majd előállítani. Az első keverékek alapanyaga homok, mész és szóda volt, amit rézzel (olvasztott malachittal) színeztek. A kezdetleges olvasztás és a nyersanyagok szennyeződései miatt az üveget a tömeges légbuborékok és zárványok átlátszatlanná, opakká tették. Az első üveggyöngyök szíriai lelőhelyekről kerültek elő az i.e. 5. évezredből. Ez a mezopotámiai alapüveg két komponensből készült: kvarchomokból és sótűrő növények hamujából. Egy, az i.e. 18. században írt ékírásos szöveg említ egy harmadik összetevőt is, de hogy mit, azt nem sikerült azonosítani. Az első öblösüvegek ugyancsak Mezopotámiában kerültek elő az i.e. 12. századból.
Egyiptomban az üveg gyártását az újbirodalomban, I. Thotmesz fáraó szíriai hadjáratáról hozott ázsiai üvegmunkások a kor egyik legelterjedtebb technikájával, a homokmag körüli formálással kezdték meg. Ehhez homokos agyagból kiformálták az edény alakját, és ezt a formát vonták be az olvadékkal. A felszínből kidomborodó üvegszálak az üvegtárgyak felületének népszerű díszei voltak. A szálak többnyire színtelenek voltak, ritkábban sárga-opál árnyalatúak. A száldíszítés gyakran a kígyó tekergő mozgását utánozta. A vékony üvegszálakat fakéssel fésülték meg, így alakították ki az egyiptomi üvegek jellegzetes díszeit. Miután az üvegcse kihűlt, kiütötték belőle az agyagmagot. Ezzel az eljárással csak kisebb illatszer-, illetve balzsamtartókat tudtak készíteni; ezek gyakran voltak figurálisak (pl. hal alakúak). A legkorábbi, hitelesen datálható egyiptomi üvegtárgyak az i. e. 1470 körül készült, ún. III. Thotmesz-féle edények.
Ugyancsak Egyiptomban készítették az első síküvegeket, de ezek a kis lapkák még csak dobozok díszítésére voltak alkalmasak.
I. e. 500-ban Európában és a Közel-Keleten már épületekben is alkalmazták az üveget, jellemzően a falak kisebb réseinek kitöltésére, az ablaküveg kezdetleges formájaként. Ez a funkciója sokáig megmaradt; ilyen töredékeket találtak az i.sz. 79-ben elpusztult Pompeiiben is.

### Kevert alkáli alapüveg
Sokáig, de meglehetősen kis területen gyártott típus volt az úgynevezett kevert alkáli alapüveg. Pontos összetevőit nem sikerült rekonstruálni; a kifejezésben szereplő „kevert” jelző arra utal, hogy nagyjából azonos mennyiségű káliumot és nátriumot tartalmaz. Egyes változatok kalciumtartalma annyira nagy, hogy azok masszájához valószínűleg adtak meszet is. Ilyen üvegeket a mai Írország, Franciaország és Olaszország területén állítottak elő az i. e. 14. századtól az i. sz. 2. századig (ritkán előfordult a középkorban és az újkorban is). Ilyen üvegeket készítettek például a kelták. Az alkáliákat gyaníthatóan valamilyen növény hamujából nyerték.

### Az üvegfúvás és a reliefüveg

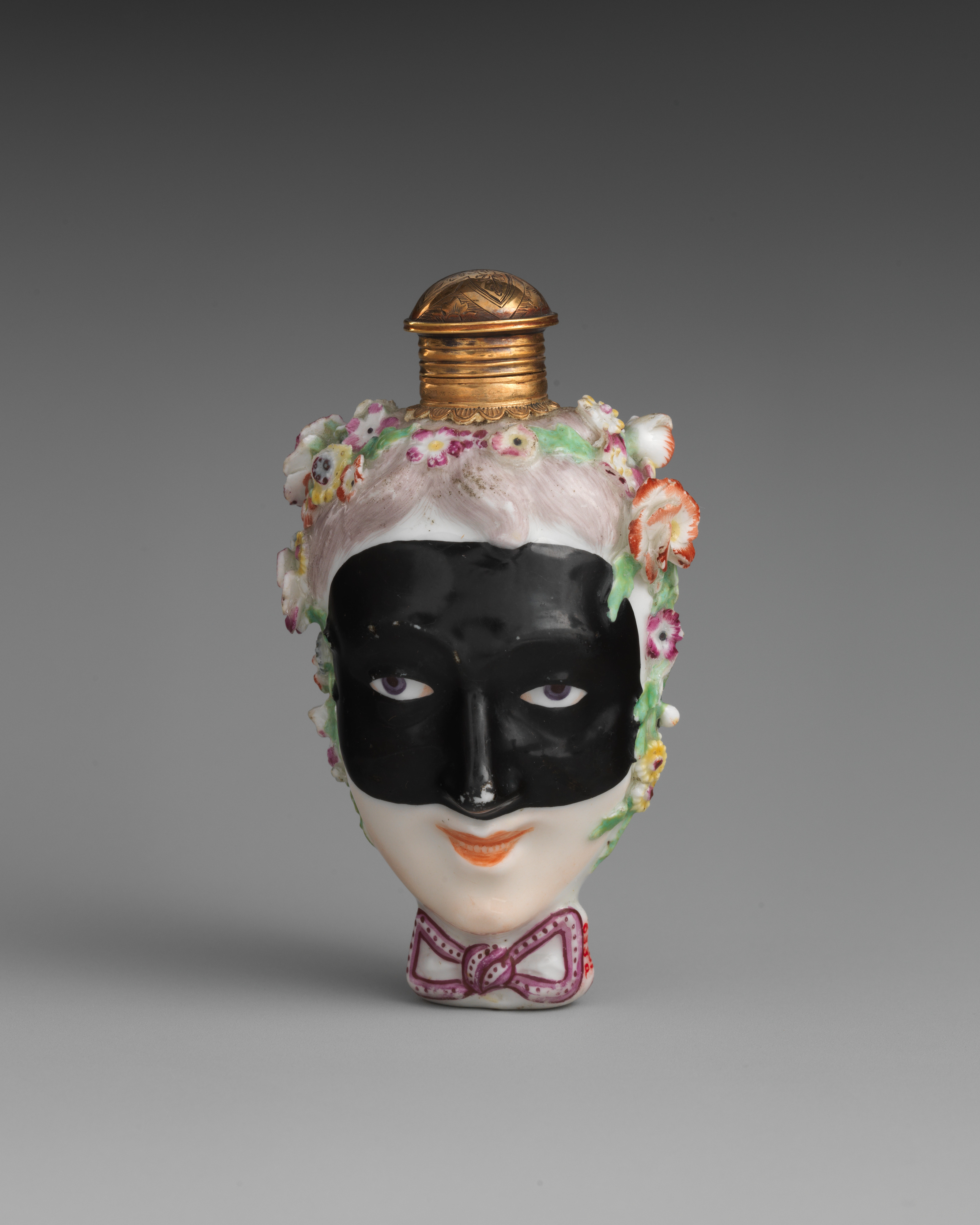
Janus-üveg egyik arca

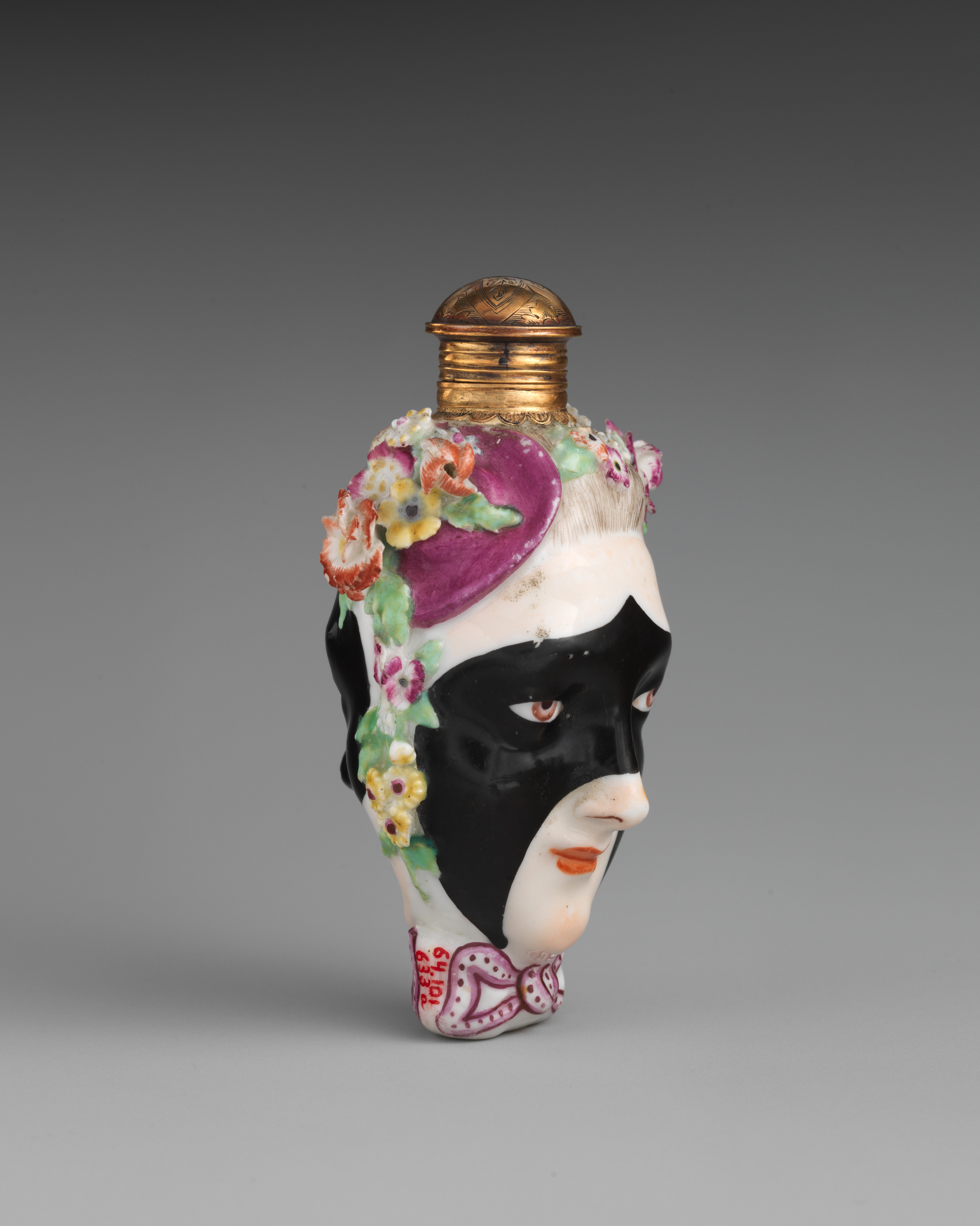
Janus-üveg másik arca

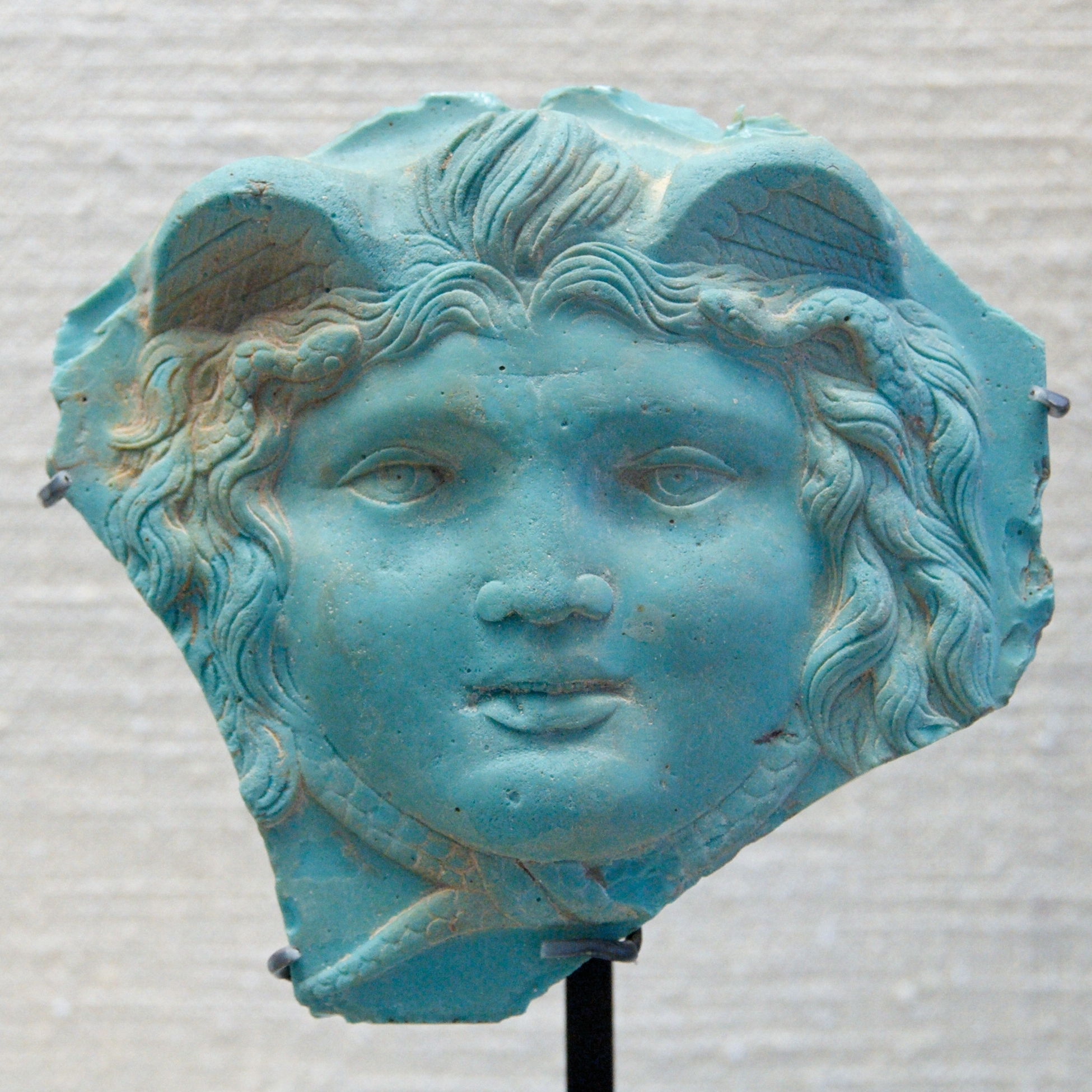
Gorgoneion (Meduza-fő)

A fúvópipát az i. e. 1. században valószínűleg egy ismeretlen szidóni mester találta fel; odáig nagyobb üvegtárgyakat csak ragasztással tudtak előállítani. A fúvópipa alakja, mérete azóta alig változott. Az így fújt üvegtárgyak fala a korábbinál vékonyabb és egyenletesebb lett. A pipával az üveget agyagformába fújták; ezek a formák a pipa feltalálásával szinte egyszerre jelentek meg. A forma lehetővé tette a tárgy felületének dombormintás díszítését: a forma bemélyedései lettek a kész tárgy domborulatai. A formába fújt üvegek jellegzetes típusa az ún. szidóni reliefüveg. Ezeknek a színezett anyagú, hat- vagy nyolcszög keresztmetszetű, lefelé enyhén szélesedő, füles kannáknak és palackoknak a talpazatát és vállát levélfrízekkel osztott antik tojássor díszíti, oldallapjaikat pedig rozetták, gyümölcsök vagy antik korsók.
Türosz, Szidón és Alexandria üvegkereskedelme híres volt. A hellenisztikus korban az üveggyártás központjává egyértelműen Alexandria vált; a Földközi-tenger keleti medencéjének szigetein (Kréta, Leszbosz, Rodosz) is egyiptomi szakemberek rendezték be az első hutákat.
Az üveg a kvarchomokban fellelhető vasoxi-hidroxidoktól sokáig tisztátalan, sötét, zöld, zöldeskék volt. Salétrom, ólom-oxid és más anyagok hozzáadásával idővel sikerült halványsárga, áttetsző üveget gyártani, majd a terméket tökéletesen színteleníteni. Ezt időszámításunk kezdetén Alexandriában, mangán-dioxid hozzáadásával oldották meg, de a gyakorlatot a római üvegművészet terjesztette el. A színtelenített üveget ezután már színezni is lehetett.

### Római üvegek
A Római Birodalomban Augustus idején indult nagy fejlődésnek az üveggyártás. Az első üveghutát Cumae és Liternum között, a Volturnus folyó torkolatánál egyiptomi mesterek alapították. Eleinte alexandriai mesterek vezették a Rómában alapított üzemeket is. Még Augustus idejében Hispániában és Galliában is elkezdtek üveget gyártani. A technológia a Rajna vidékére Galliából, Trier közvetítésével terjedt át. Az i. sz. 2. század végén már híres volt Colonia üvegipara; az ott kidolgozott eljárásokat az egész római üvegipar iránymutatónak fogadta el.
A rómaiak az üveget mindig ugyanabból a három alapanyagból:
- kvarchomokból,
- natúr szódából (ami zömmel nátrium-hidrogén-karbonát), és
- mészkőből állították elő – ez az úgynevezett római alapüveg.

Az ehhez szükséges szódát (sziksót) a Nílus-delta szikes területeiről, főleg a Nátron-völgyből (Vádi el-Natrún) szerezték be – később erről a völgyről kapta nevét a nátrium.
A rómaiak nagyobb, elsősorban folyadékok tárolására használt edényeket állítottak elő a korábbiaknál nagyobb szériákban. Az üveg továbbra is átlátszatlan és színes volt; a mangános színtelenítést csak az i. sz. 2. században fedezték fel. Az 1. században jelentek meg az ugyancsak relieftechnikával készített cirkuszi serlegek. Ezeket a formába fújt üvegeket különböző cirkuszi viadalokat – a leggyakrabban kocsiversenyt, ritkábban gladiátorok küzdelmét – ábrázoló reliefekkel díszítették. Anyaguk átlátszó, színes vagy színtelen üveg, alakjuk henger vagy félgömb. Hasonló technikával készültek a győzelmi tálkák. Ezeket az egyszerű hengeres formába fújt edényeket borostyánlevél-koszorú és a győzelmet megörökítő görög nyelvű felirat díszítette. További, jellegzetesen római formák:
- Janus-palack, két átellenes oldalán egy-egy emberfejjel;
- Medúza-fő, erős plasztikával;
- egyéb emberi fejeket ábrázoló flaskák.

Az ábrázolt fejek gyakran groteszkek, karikatúraszerűek.
Nagyobb, ablaküvegezésre is alkalmas üveglapokat először a rómaiak öntöttek. Ehhez a képlékeny üvegolvadékot sima alapra öntötték, majd fogókkal húzták ki a széleit. Az üveglap közepe így elvékonyodott, de azért elzárta a belső teret és átengedte a fényt. A római kori ablaküvegek egyik oldala sima és fényes, a másik durva. A táblák szélein és sarkain szerszámok nyomai láthatók (ezekkel húzták szét az olvadékot). A sarkok legömbölyítettek. Az ablaküveget először Lactantius említi i. sz. 290-ben.
Az első festett üvegablakok közé tartozhatnak a lateráni bazilika szentélyének ablakai. Ezek csak részlegesen maradtak fenn; Jacopo Torriti 1290 körül restaurálta és egyúttal át is alakította őket.
Az üveg megmunkálásának, felhasználásának további római találmányai:
- csiszolókorong;
- többrétegű üveg; ez később német nevén, mint Überfangglas terjedt el;
- üvegmozaik.[12]

#### Murrhaüveg, mozaiküveg, cameo üveg, hálóüveg

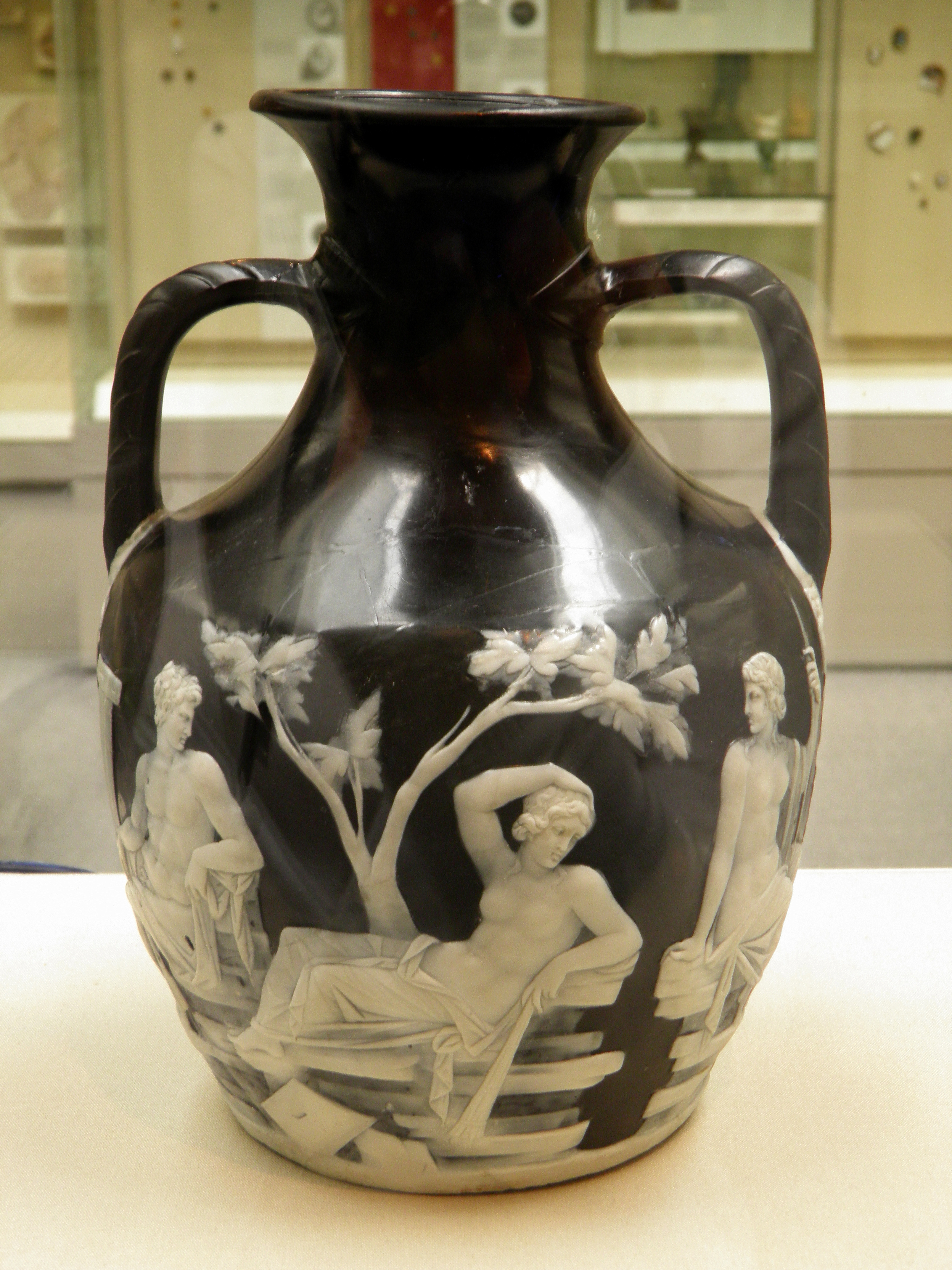
Cameo üveg váza, készült kb. i. sz. 5–25 között

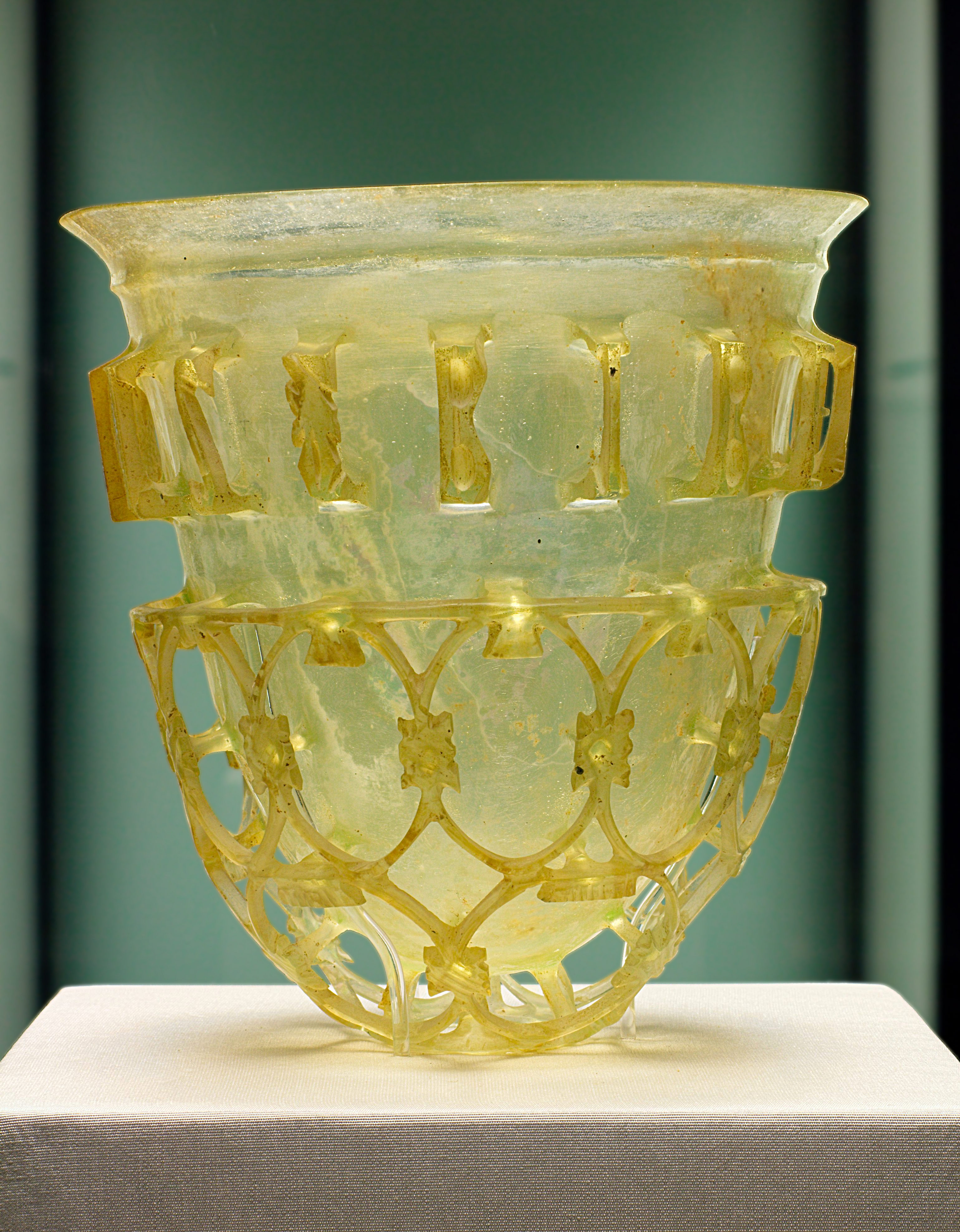
római hálóüveg

Jellemző római használati tárgyak voltak a „sima” és mozaik-, illetve murrhaüvegből egyaránt készített bordás ivótálkák is.
A murrhaüveg (vasa murrhina) különböző féldrágaköveket utánzó, sávozott anyagú üvegtípus, a mozaiküveg különböző színű, méretű és formájú darabokból mozaikszerűen összeolvasztott üveg. Mozaiküveget már viszonylag korán készítettek, de igazán népszerűvé az 1. században vált. Nemcsak átlátszó üvegdarabokat használtak hozzá, de gyakran áttetszőeket és opakokat is. Mezopotámiában és Iránban már az i. e. 15. században készült mozaiküveg tárgyakat, illetve töredékeket is találtak.
A római üvegművesség egyik legjelentősebb üvegdíszítő módszere a cameo üvegek készítése volt. Ehhez a leggyakrabban először egy sötét (általában kék) üvegtestet készítettek el, majd azt folyékony opak, fehér üvegbe mártották. Az így kialakult bevonatot megszilárdulása után valamilyen minta szerint lecsiszolták úgy, hogy a (fehér) díszítmény kidomborodjon; ez a módszer a cameo-csiszolás. A csiszolás mélységével a színárnyalatok is variálhatók. A legismertebb ilyen római üveg a Portland-váza (Barberini-váza).
A római kor üvegművességének legkülönlegesebb típusa a hálóüveg (vasa diatreta', illetve vas diatretum). Ezeket a többnyire a 3. század végén – 4. század elején készült, gömb alaptestű, csészeszerűen kihajló peremű üvegedényeket a testhez pálcikaszerű, áttört üvegnyúlványokkal kapcsolódó áttört háló, esetleg felirat díszítette. A háló gyakran naturalisztikus virágornamentikát vagy absztrakt geometrikus mintát formázott. Komplikált módon, csiszolást és fúrást kombinálva, sok munkával állították elő. Mintegy húsz olyan példányt ismerünk, amelyek alsó része indahálós, a felső pedig feliratos. Ezeket a részben pogány, részben keresztény darabokat feltehetően az antik Kölnben készítették. A budapesti Nemzeti Múzeumban őrzött, 12 cm magas, töredékeiből rekonstruált és „vasi diatrétumnak” nevezett diatrétát 1845-ben a szekszárdi dologház alapjainak kiásásakor, az ún. szekszárdi szarkofágban találták. Az áldozati kehely egyedi formája eltér a megszokott harang alakú diatrétákétól. A kuparész laposabb; az ívben lefelé hajló áttört galléron felül körbefutó görög felirat szövege magyarra fordítva: „Áldozz a pásztornak, igyál, s élni fogsz!”. A lábazatot három delfin és három csiga plasztikája díszíti.

### Kora-középkori üvegek Európában

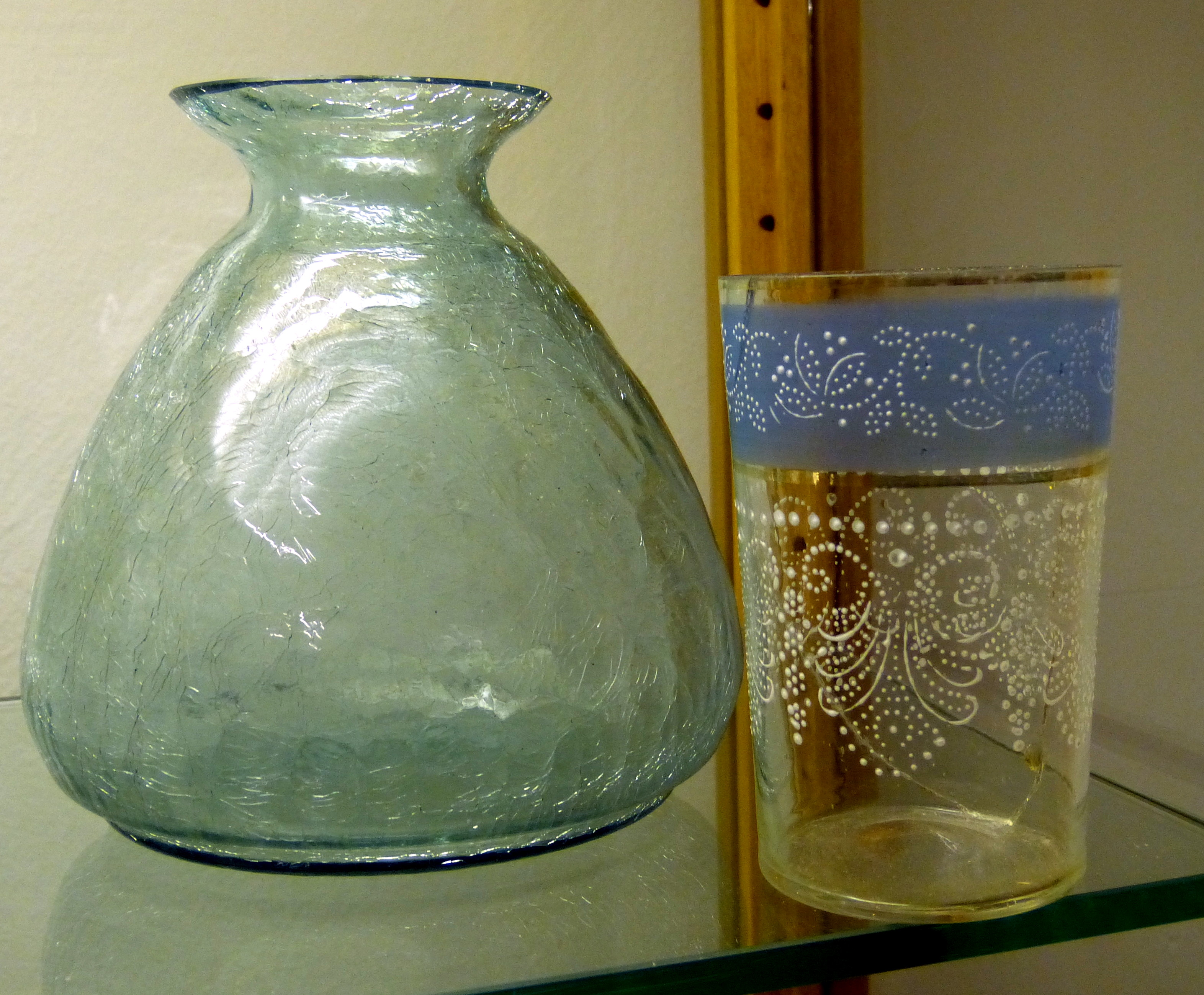
Waldglas üvegedények (Felső-Ausztria, Ulrichsberg)

A Nyugat-római Birodalom bukásával bukott az európai üvegművészet is. Az 5–13. század között Európában kevés üvegtárgyat készítettek. A kevésbé tehetősek számára az üveg luxus volt, az elit pedig a keleti termékeket vásárolta.
Csak három központ mentette át a középkorba az üvegkészítés titkait:
- a népvándorlás harcaitól mentes Bizánc,
- a Rajna-vidék, ahol a 2 században igen fejlett volt az üvegipar és
- Velence.

Leginkább azok a különböző színű és méretű üvegdarabokból készült ablakok említendők, amelyek átengedték a fényt és egyúttal szép színhatást adtak. Ezek fénykora a gótika idején jött el a templomok üvegablakaival. Az első ilyen, festett üvegablakot, amiről tudunk, 875-ben helyezték el a Sankt Gallen-i apátság egyik templomában.
Az ausztriai Tegern-tó melletti apátságban fennmaradt ablaküveg 999-ben készült. Kb. 1000-ből való a Saint Benígne de Díjon-i templom üvegezése — 1029-ből Hildesheimben, 1065-ből a Monte cassinói kolostorban, 1108-ból a Saint-Denis-székesegyházban maradt ránk egy-egy ablaküveg. Ezek korát a rájuk festett betűk alakja, a személyek ruházata és az építkezés ideje alapján, bizonytalanul határozzuk meg. A Saint-Denis-székesegyházban egy másik üveg Sugerius apátot ábrázolja barátcsuhában, pásztorbottal. A felirat (Sugerius abbos) alapján a 
kép 1140 körül készült. A kor ablaküvegei nagyon kicsik (legfeljebb 30 cm²-esek) vastagságuk egyenetlen: 2,5–6  mm között változó. Körszerű alakjukat a Szíriában föltalált forgatásos-pörgetéses eljárással állították elő. Mivel gyártás közben alakjuk koronához volt hasonlatos, rajtuk maradt a koronaüveg elnevezés, illetve a köralak gyakori torzulása miatt holdüvegnek is nevezték őket.

Középkori üvegfúvó, Hrabanus Maurus De universo, 1023

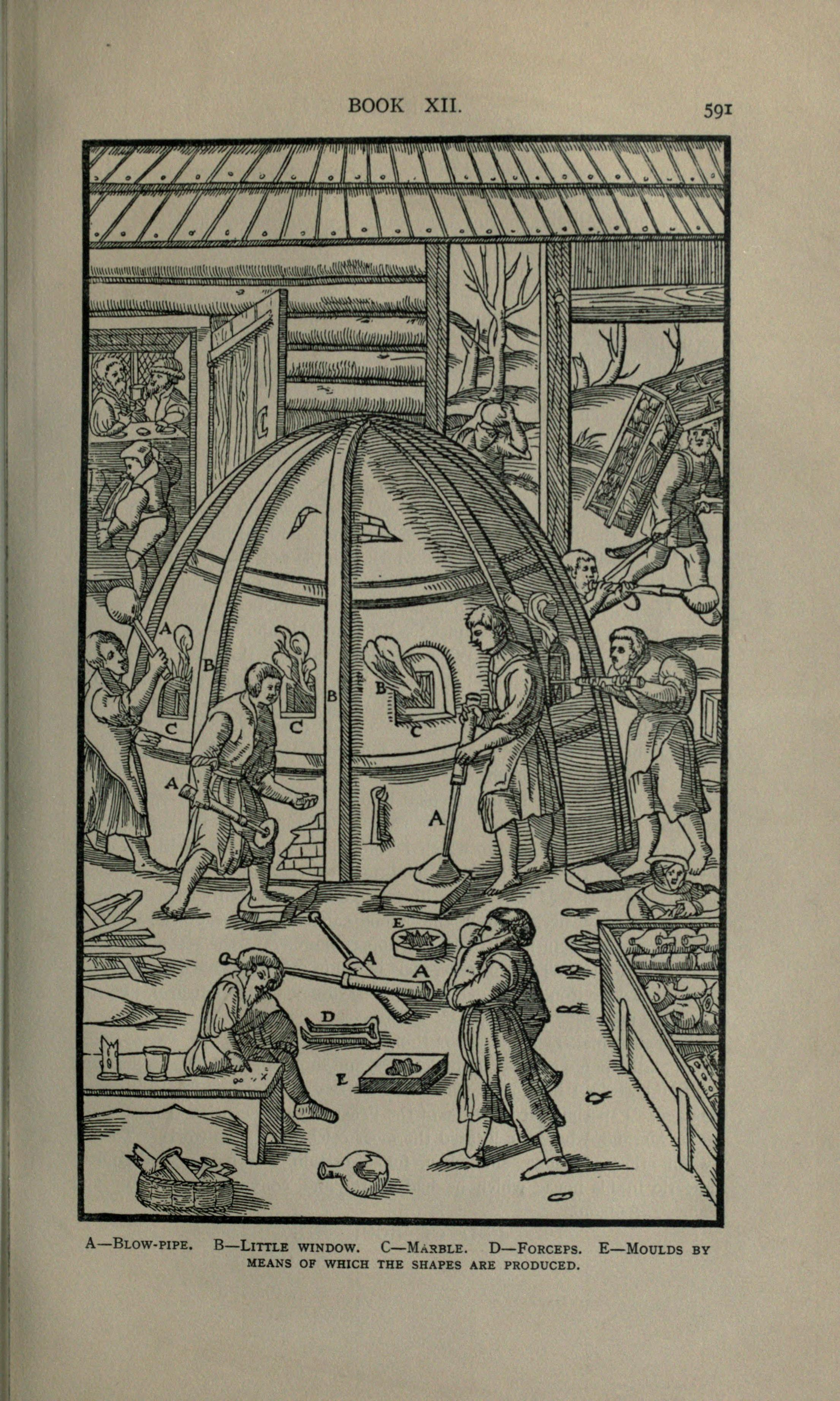
Középkori üveghuta, Georgius Agricola De re metallica című művének illusztrációja

Az üvegfúvás térhódításával egyre nagyobb üvegeket állítottak elő. A 10. században találták fel a hengerfújást — ezt a technikát először Theophilus Presbyter ismertette „Schedula Diversarum Artium” ('Különféle mesterségekről') című technikai kézikönyve második kötetének hatodik és kilencedik fejezetében. Ezután egészen a 19. századig ezzel a módszerrel készítették a táblaüvegeket.
A kontinens belső területein az üvegiparra nagy csapást mért a kereskedelem hanyatlása, lévén a folyósító anyagként használt szódát (illetve a tengeri algák hamuját) messze földről kellett hozatni. Ezek pótlására helyben termő növények hamujával kísérleteztek, régiónként más-más eredménnyel. Európai üveggyártó központok és termékeik:
- a Rajna vidékén gyártott, zöldes- vagy sárgásbarna Waldglast (erdőüveget) homok és lomblevelű fák (főleg tölgy és bükk) hamujának keverékéből olvasztották az erdőben felállított kemencékben.
- a frank területeken készített verre de fougere (páfrányüveg) a nem színtelenített üveg francia változataként páfrány és fahamu felhasználásával készült.

A fahamuban sokkal több a K, mint a Na, ezért ezt az üvegfajtát időnként „káli alapüvegnek” is nevezik. Ezek voltak az első káliüvegek (korábban a kevert alkáli alapüveg kivételével minden üveg nátronüveg volt). Mivel a hamuban viszonylag sok volt a Ca is (kevesebb a Mg, a P és a Si), ehhez az üveghez kezdetben nem adtak meszet. A mész adagolására akkor tértek át, amikor egyrészt takarékoskodni kellett a fával, másrészt az átlátszóság javítása érdekében tisztítani kezdték a fahamut, amitől drasztikusan csökkent annak Ca-tartalma. Sem a Waldglas, sem a páfrányüveg színtelenítését nem sikerült megoldani.
A frank területeken már az 5. században elterjedt karmos (körmös) poharak nem tömegtermékek voltak, hanem luxuscikkek. Nevüket jellegzetes díszítményeikről, a fúvópipával készült és az üveg oldalára két sorban felragasztott üreges és meghúzott karmokról kapták. Az Alsó Rajna-vidékről kirajzó frank üvegfúvók gyártották és terjesztették el szerte Európában.
A középkor leggyakoribb alapüveg típusa a Waldglas volt, a legkorábbi ilyen üvegek a 800-as évekből maradtak fenn.
A 7–8. században az üveggyártás központjává a Charleroi és Saint-Gobain közötti, Thiérache-nak nevezett erdős terület vált, ahonnan Angliába, a Németalföldre, Észak-Németországba és Skandináviába szállították az üvegtárgyakat. Az észak-galliai és a Rajna-vidéki frank hutákból áramoltak szét az üvegkészítők Európa egyéb tájaira, hozták létre az ún. kolostori üveghutákat. Az ezekben leggyakrabban készített edények:
- hosszú szárú kelyhek kupolatalapzattal,
- henger alakú edények,
- egyszerű függőlámpások,
- többszínű rátéttel díszített palackok.

Eközben a Közel-Keleten tovább fejlődött az üvegművesség. A síküveg gyártását i. sz. 5–600 között találták fel. Miután az egyiptomiak átvették ezt a technikát (a gömb alakra fújt üveget a kemencében tovább forgatva kiszélesítették), kidolgozták az üveg aranyozásának módját is.

### Bizánc és a Közel-Kelet

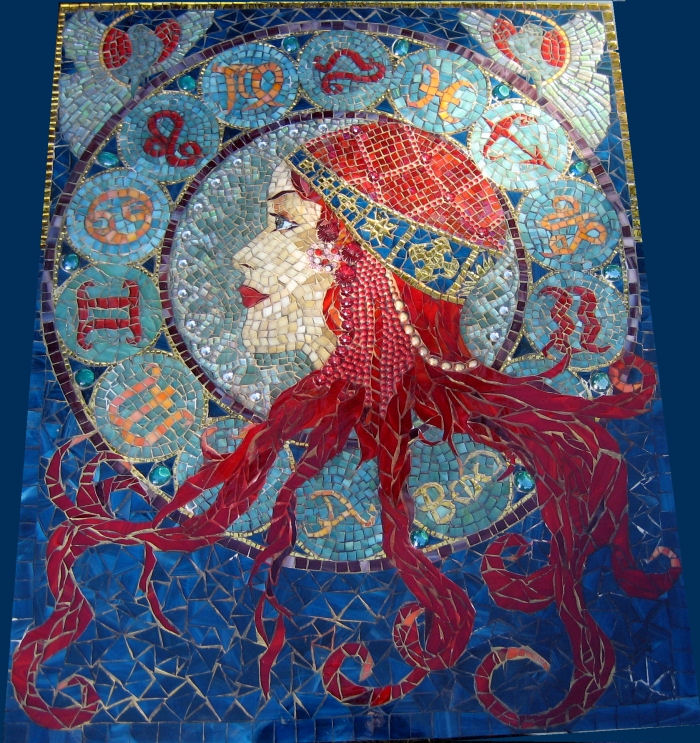
Részben üvegből készült bizánci mozaik

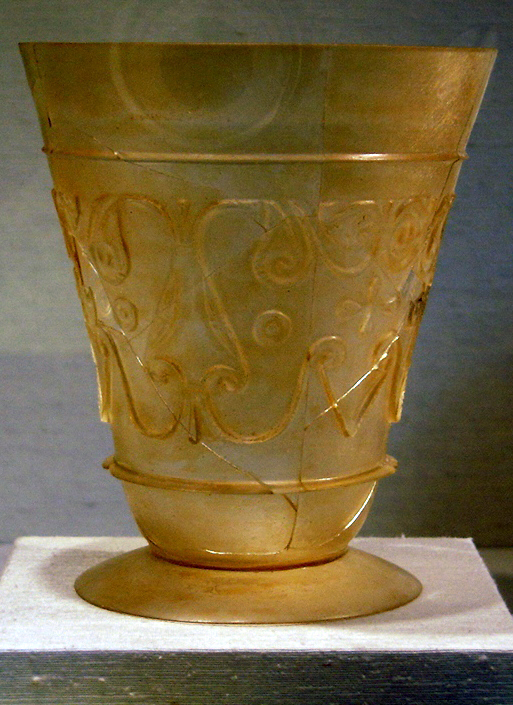
Hedvig-pohár a British Museumból

A leghíresebb bizánci díszítés a mozaik volt, amellyel mind világi, mind egyházi épületeket ékítettek. A mozaikok kövei közül némelyik valójában színes üvegdarab volt, a díszes üveget azonban főleg ablakokban használták; híresek voltak a konstantinápolyi Hagia Szophia székesegyház nagy, színes üvegablakai.
Bizánc európai területén Korinthoszban alakult ki messze földön híres huta. Az itteni üvegesek nemcsak számos műszaki és díszítő eljárást vettek át a Közel-Keletről, de tovább is fejlesztették azokat, fontos szerepet játszva a keleti vívmányok megismertetésében.
A 7-8. század között született meg a Földközi-tenger partvidékén az Afrika partjaitól Ibériáig terjedő iszlám birodalom. Ennek üvegművészetében két korszakot különböztetnek meg:
- az elsőben (kb. 661–750) főleg használati edényeket készítettek,
- a másodikban (kb. 750–1258) alapvetően díszüvegeket.

Meghatározó technológiájuk a vésés volt, fő motívumaik pedig hullámzóak, illetve geometrikusak (pl. olyan méhkasforma, amelynél a félgömb alakú mélyedések kerülnek egymás mellé – ezzel főként kancsókat, tálakat, poharakat díszítettek. Üvegfúvóik egyszerű függőlámpásokat, palackokat és poharakat készítettek, valamint jellegzetes formájú üvegcséket és hat- vagy nyolcszögű, vallási szimbólumokkal díszített halotti edényeket.
A perzsa és egyiptomi hatásokat is sikerrel ötvöző iszlám üvegművesség vívmányait a keresztesek terjesztették el. Így jelentek meg Európában a gazdagon metszett, úgynevezett Hedvig-poharak és a „Verres a la façon de Damas” néven ismertté vált, zománcfestéssel díszített szíriai poharak.
A 7-15. század közötti időszak iszlám üvegáruira az üvegfúvás-vésés-cameo csiszolás együttese volt jellemző. A díszítő technikák között azonban előbb-utóbb sajátos „iszlám specialitások” tűntek fel:
- a lüszterezés lényege, hogy a savban feloldott aranyat, ezüstöt, illetve rezet olajos anyaggal megkötötték, és miután befestették vele az üvegtárgyat, azt kiégették (vigyázva, hogy ne olvadjon meg). Ettől az üveg felülete fémesen, majolikaszerűen csillogóvá vált. (Nemcsak az üvegek, de gyakran a kerámiák felületét is lüszterezték).
- az aranyozásos zománcfestéshez a fémoxidokkal színezett üvegre előrajzolt minta szerint folyékony zománcot és aranylemezkéket simítottak; utóbbiakat gumiarábikummal és vízzel rögzítették. Miután a ragasztó megszáradt, a zománcot és a lemezkéket kemencében ráégették az üvegre. Így eleinte csak kisebb tálakat és palackokat díszítettek, majd egyre nagyobbakat.

### A velencei üveg

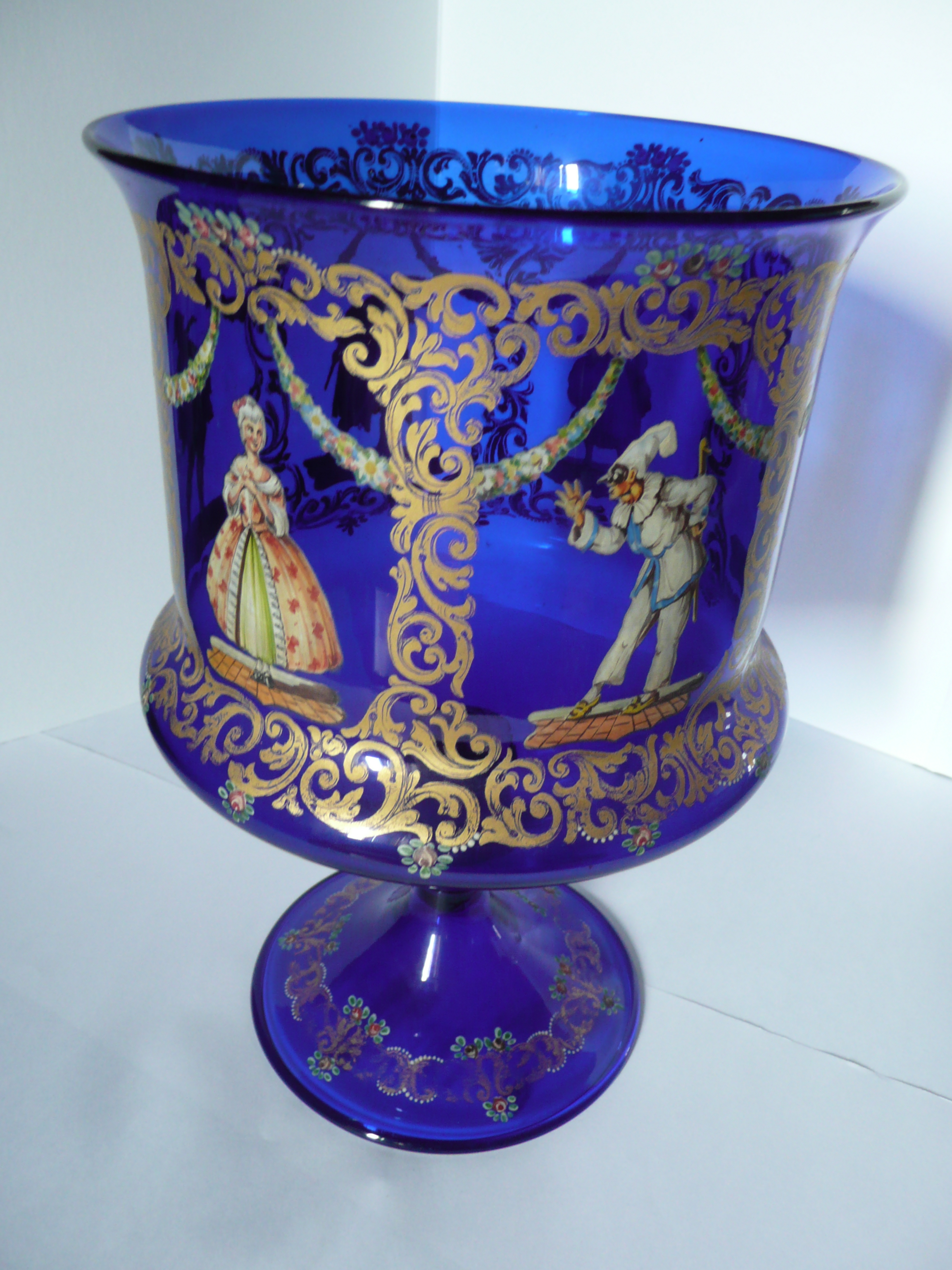
Karneváli jelmezeseket ábrázoló muranói kupa

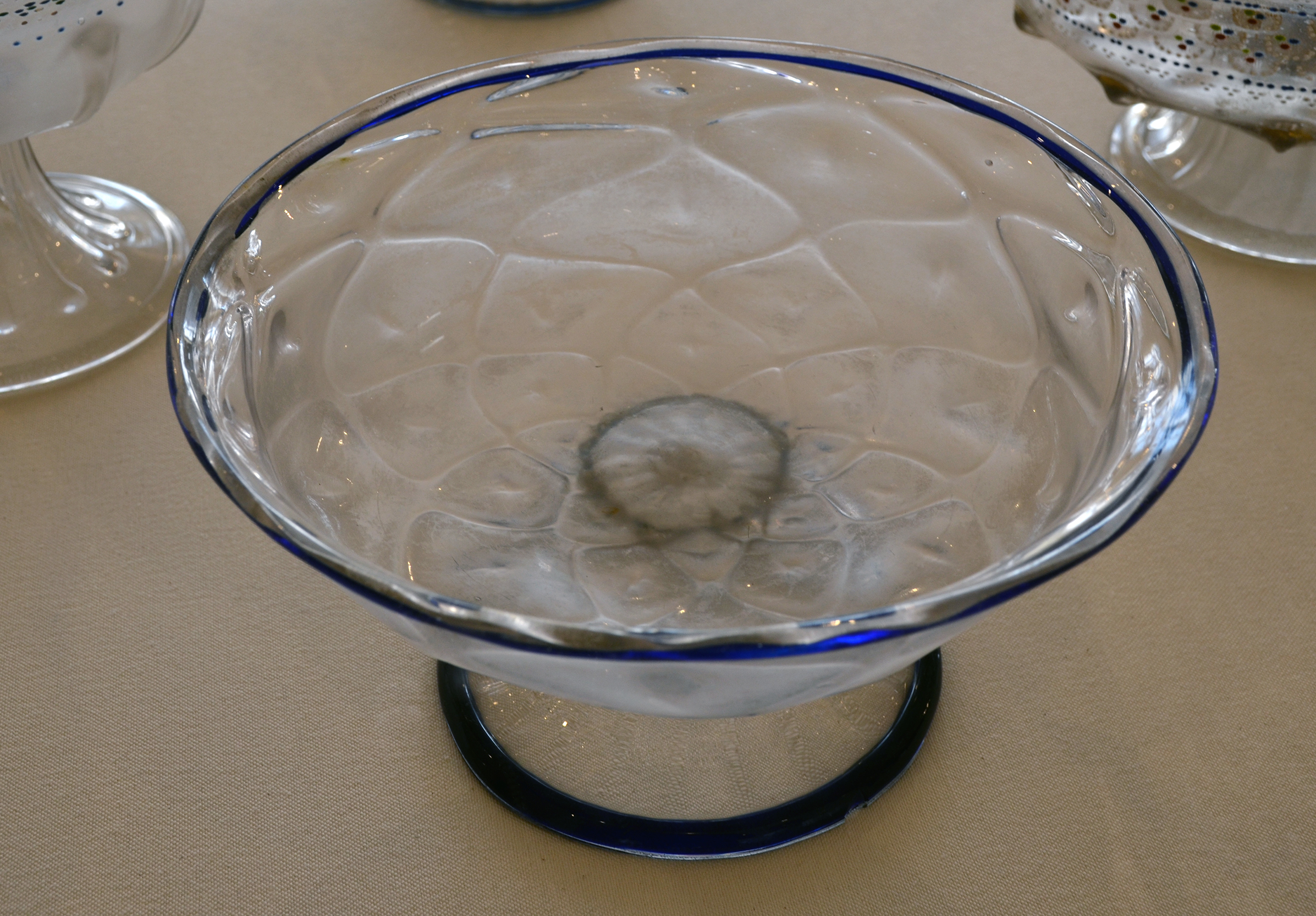
Talpas kupa a 15-16. század fordulójáról a Muranói Üvegmúzeumban

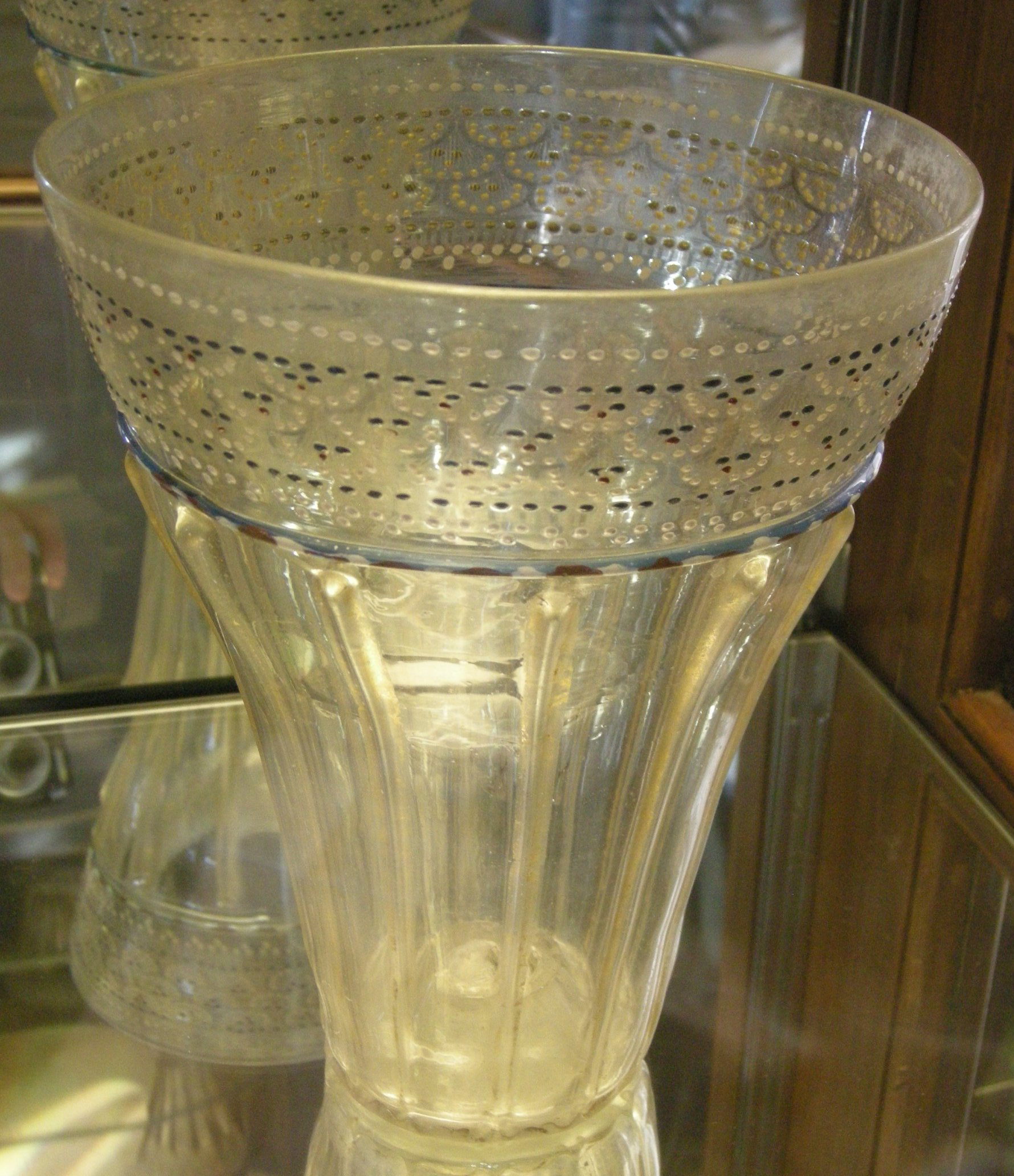
Angelo Barovier: borospohár (1475–1510 között)

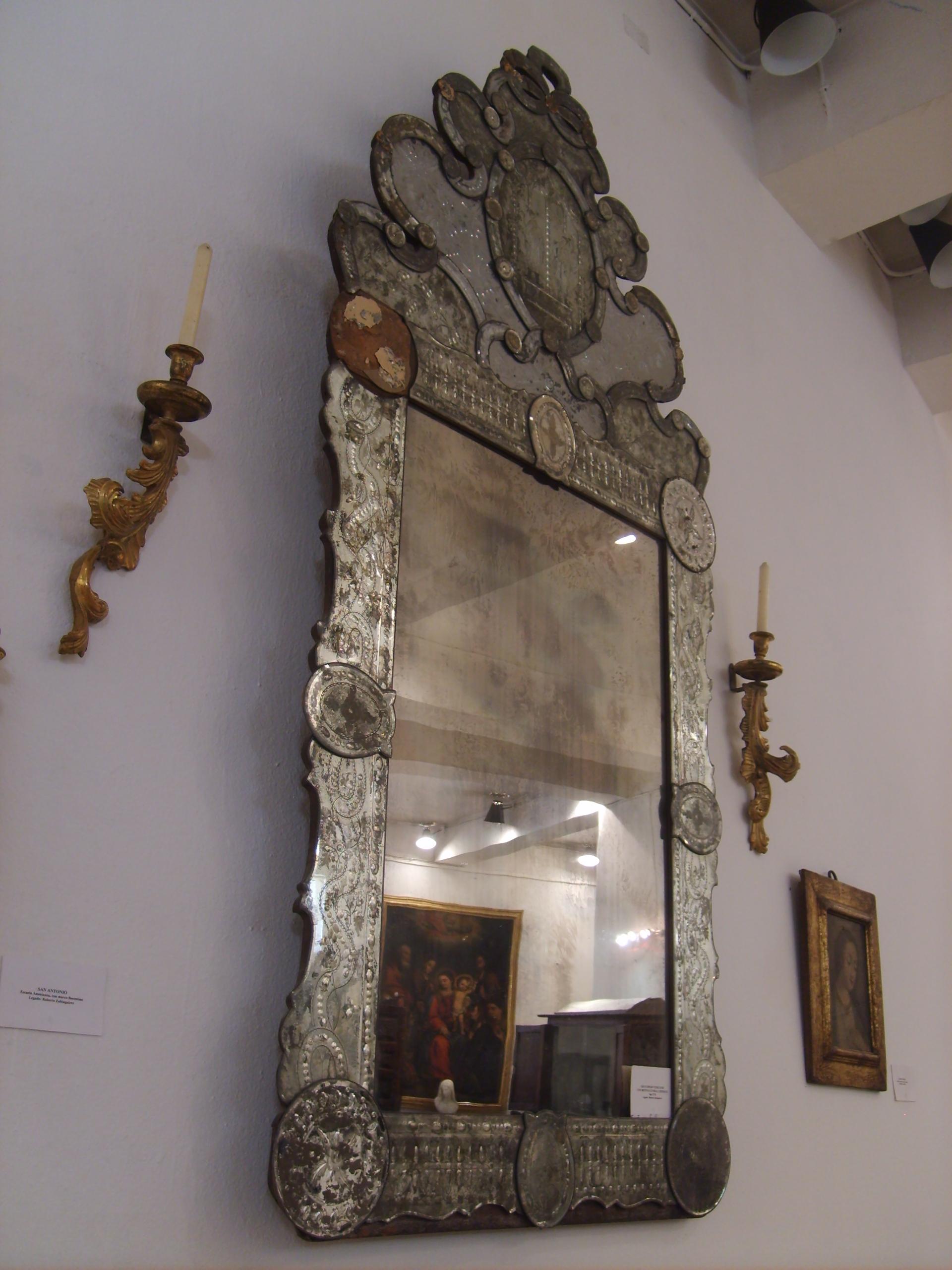
Kínai motívumokkal díszített tükör a 17. századból (Santiago de Chile)

A velencei üveggyártást a Lagunák északi részén elhelyezkedő Torcello szigetén a 6. század végén vagy a 7. század elején bencés szerzetesek honosították meg. Az első szervezett velencei üvegkészítő műhelyek az 1200-as évek végén jelentek meg, és a század végére Velence lett Európa vezető üveggyártója. 1268-ra az üvegesek igen szigorú szabályzatú céhbe tömörültek, majd 1291-ben Murano szigetére kellett költözniük, mert a városlakók féltek attól, hogy tűzvészt okoznak. A velencei üvegművesek határozatgyűjteményében, a Capitolaréban 1271-ben rögzítették (és 1441-ben a Mariegola pontjaival kibővítették) szövetségük alapszabályát. Századokon át ezek a normák határozták meg a velencei üveggyártást. A készítők az állam határain kívül nem gyakorolhatták mesterségüket, technikákat és alapanyagokat nem juttathattak ki és semmilyen egyéb módon nem segíthették konkurens műhelyek alapítását vagy működését. A mesterek és a tanoncok különleges státust kaptak. Tevékenységük fontosságát társadalmi megbecsülésük is tükrözte.
A 13. században a velencei üvegipar fő terméke a tesserae, azaz mozaiküveg volt, de már ekkor sok boros- és olajosüveget, poharat, üvegsúlyt, gyöngyöt és ablaküveget is gyártottak.
Velence földrajzi helyzetéből adódóan az üveggyártáshoz szükséges szilícium-dioxidot nem kvarchomokból olvasztották az üvegbe, hanem a Ticino folyó kavicsaiból.

#### Foncsorozott tükrök
A „velencei üveg” nemcsak a díszüveg gyártásában nyitott új korszakot, de a táblaüvegében is. A ragyogó fényű, víztiszta üvegből nagyszerű tükröket készítettek. Fémlapra helyezett üvegtükrök már az ókorban is voltak, de az első ólom-higany amalgámmal foncsorozott üvegtükröket csak 1240-ben készítették el. Márványlapra ólomlemezt helyeztek, és higanyt öntöttek rá. Az így kialakuló amalgámra szorították rá a sima üveglapot, aminek felületét az amalgám hajszálvékony, ezüstfénnyel tükröző réteggel vonta be. Idővel az ólmot kiszorította a drágább, de nem mérgező ezüst. A középkor végére a muranói tükör ára az aranyéval vetekedett.

#### Ornamentális üvegek
Az úgynevezett ornamentális üvegeket röviddel 1450 után kezdték gyártani, ezután alakultak ki a jellegzetes velencei üvegtárgyak. A 15. században, egészen a cristallo felfedezéséig a színes, különösen a sötét kobaltkék és a mangánlila üvegek voltak népszerűek. Ezeket gazdag aranyozással és zománcfestéssel díszítették. Talán a legérdekesebb színes üvegtárgy az eljegyzési, illetve házassági serleg, az ún. coppa nuziale volt, amelyet általában medallion-portrékkal, körmenetek, felvonulások ábrázolásaival és szerelmi témájú Cupido-képekkel díszítettek.

#### Cristallo üveg

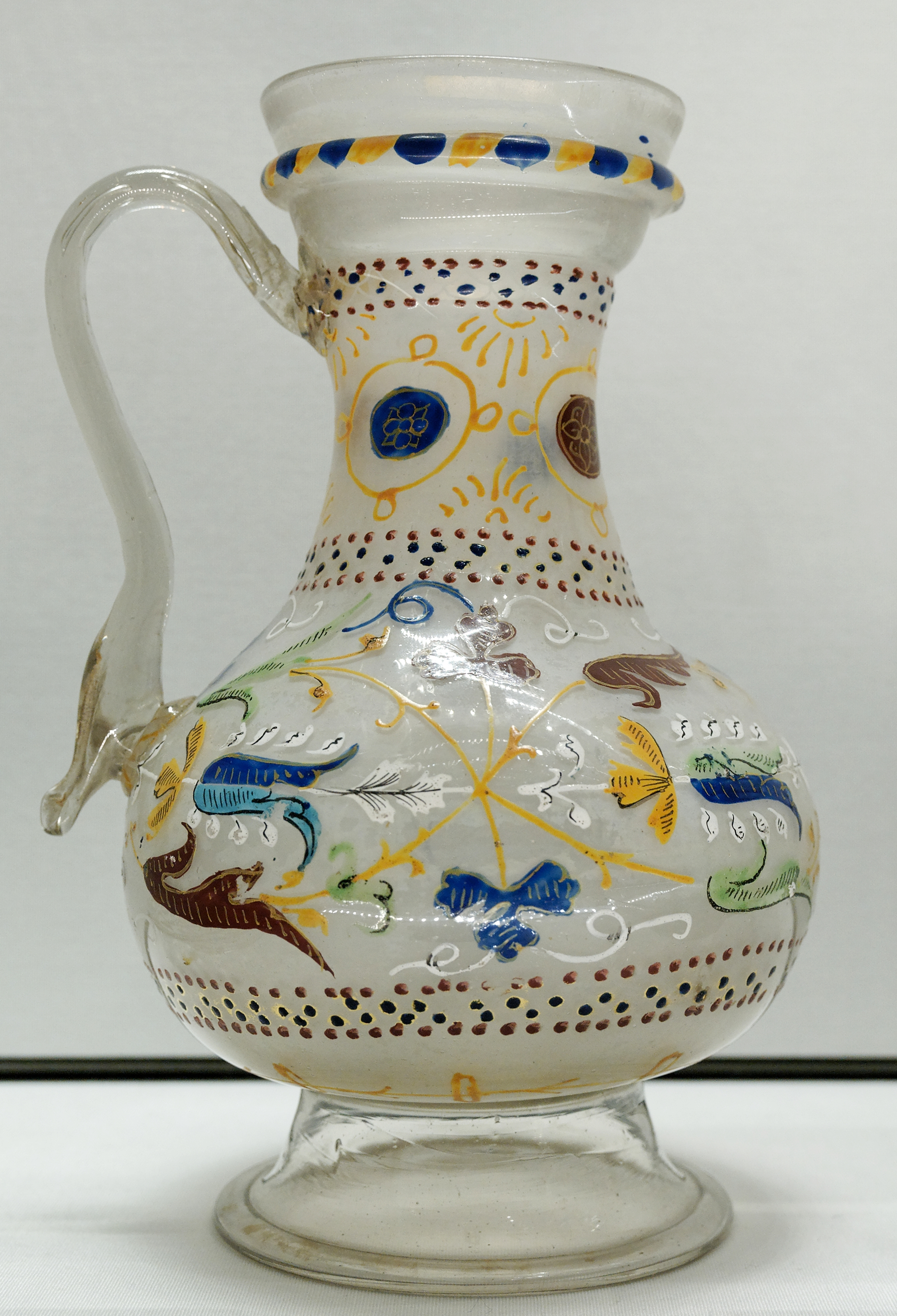
Cristallo kancsó, 1520 körül (Louvre)

A szódaüveg cristallo neve a hegyikristályra utal; az ilyen üveg ugyanis átlátszó és csaknem színtelen, legfeljebb halványan sárgás vagy barnás árnyalatú. Színtelenítő anyagként a velenceiek is mangánt használtak. A cristallo edények a korábbi fajtákénál sokkal vékonyabb faluk miatt igen törékenyek és emiatt az akkor ismert technikákkal csiszolásra és vésésre alkalmatlanok voltak, ezért főként melegen felcsavart üvegfonallal, beágyazott fonalakkal és préselt szárnyakkal díszítették őket. A 16. század közepére a cristallót igen könnyen alakíthatóvá, képlékennyé és nyújthatóvá tették. A különböző fogókkal préselt szárnyas sárkányokkal főleg az edények fülét, illetve nyelét, szárát ékítették. Az alaptestet szabadon formálták vagy formába fújták.

#### Filigrana, millefiori, aventurin

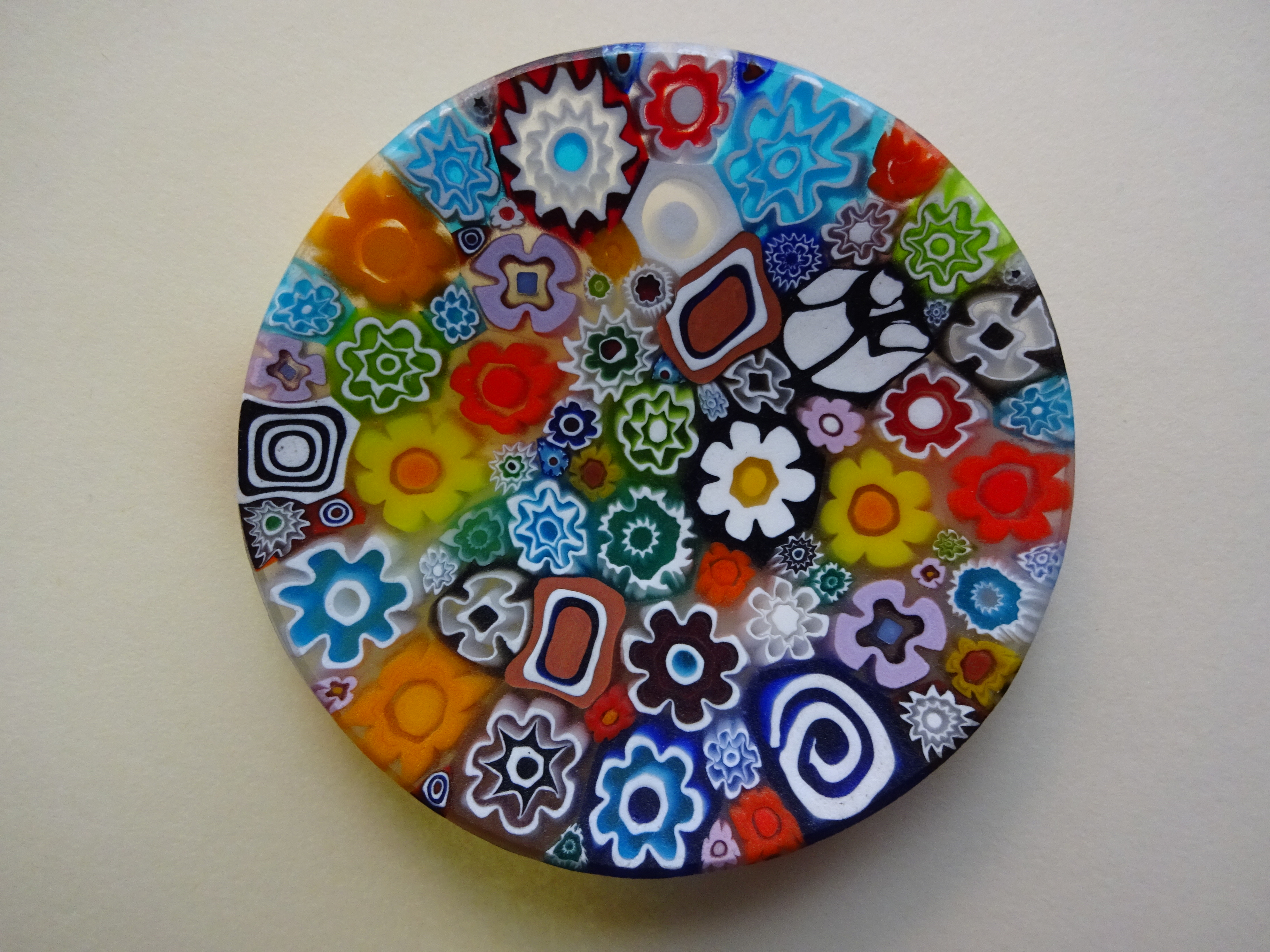
Millefiori rudak szeleteiből egybeolvasztott tányér

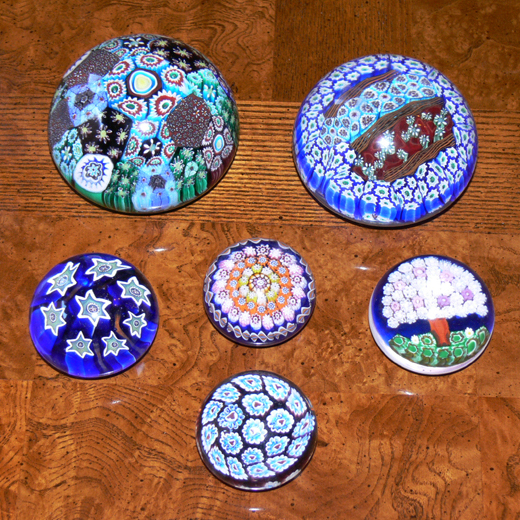
Muranói papírnehezékek

A filigrana (vetro a filigranato) üveget melegen felhelyezett és beágyazott fonalakkal díszítették. Velencében a 16. század elején kezdték gyártani, valószínűleg a rómaiak melegen felcsavart üvegfonalas díszeit követve. Az opak fehér, néha színes üvegfonalakat általában színtelen, átlátszó üvegbe ágyazták. Megsodort üvegszálak rétegeit helyezték egymásra úgy, hogy az ellentétes szálak megfeleljenek egymásnak. Ezzel a technikával főként tálakat, tároló edényeket, vázákat és serlegeket készítettek.
Ugyancsak római példákat követve fogtak a 15. században a mozaik-, illetve millefiori üveg gyártásához. A millefiori jelentése „ezer virág”, és arra utal, hogy az üveg belsejében úgy rendezik el a különféle színű szálakból, illetve cseppekből komponált üvegrudak szeleteit, hogy azok apró virágoknak látsszanak. Ez időben Velence fő exportcikkei a millefiori-rudak voltak, amikből az importőrök készítettek dísztárgyakat és csecsebecséket saját műhelyeikben.
Új üvegtípus volt a 15. században véletlenül felfedezett aventurin üveg, amely onnan kapta a nevét, hogy hasonlított a kvarc krómcsillám- zárványoktól zölden csillogó, aventurin nevű változatára – az aventurin üveg előállításához azonban nem króm-, hanem rézvegyületeket adtak az üvegmasszához. A díszítő eljárások közül Velencében találták fel az úgynevezett gyémánthegy pontozást–metszést: az üvegtárgyakba gyémánthegyű eszközökkel vésték bele a cristallo vékony fala miatt ekkor még nagyon egyszerű mintákat.

#### Zománcfestés

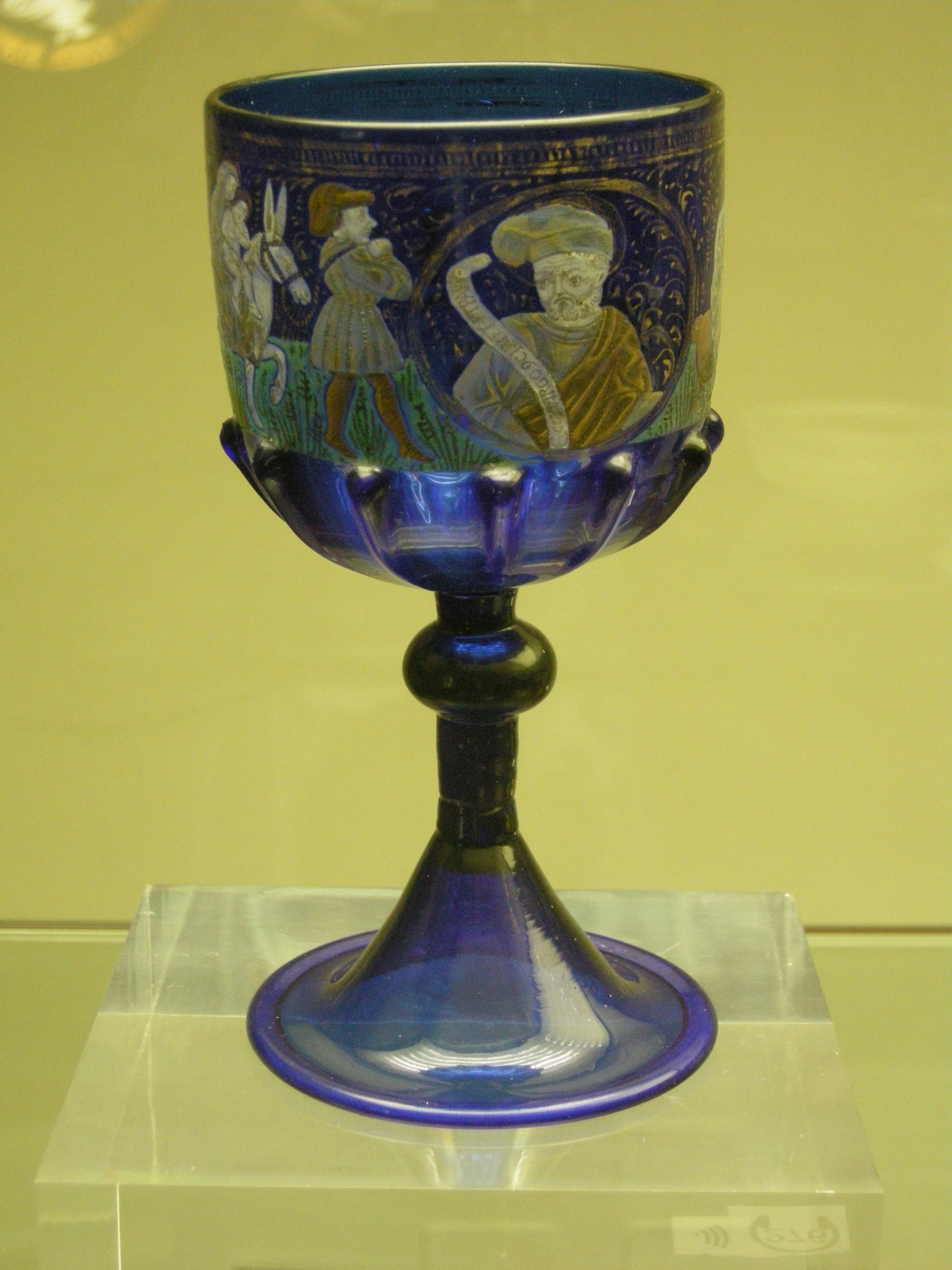
Angelo Barovier: Kehely ószövetségi motívumokkal (A napkeleti bölcsek imádása — Menekülés Egyiptomba). Magassága 19 cm, átmérője 9 cm

A kor uralkodó díszítő eljárása Angelo Barovier (1424–1460) hatására a zománcfestés lett. Az üveg színei szabály szerint a sötétkék, a világoszöld, az ibolya és az aranysárga lettek. E színekből emelkedett ki szinte világítva a színes zománcfestés, aminek technikáját a muranói mesterek továbbfejlesztették. A zománc üvegporból, színező fémoxidokból és olajos kötőanyagból (leginkább levendulaolajból) állt; ezt a masszát az üveg olvadáspontja alatti hőmérsékleten égették a díszíteni kívánt tárgyra.

#### Jégüveg, tejüveg, kalcedonüveg
A jégüveg (kraklé) készítésének lényege ez volt, hogy fúvás közben a még képlékeny üvegmasszát hirtelen jeges vízbe mártották, amitől annak felszíne összerepedezett. A további fúvás a repedések egy részét eltüntette.
A tejüveg olyan, ón-oxid adagolásával előállított fehér üveg volt, amelynek csillogása a porcelánéra emlékeztetett (a porcelán ebben az időben nagyon ritka volt, gyártani pedig Európában még nem tudták).
Felelevenítették a régi egyiptomiak és rómaiak achátot, kalcedont utánzó technikáit is, amikkel féldrágaköveket, drágaköveket és porcelánt utánzó üvegeket állítottak elő. A kalcedonüveg alapanyagához úgy adagoltak fémsókat, hogy a termék megjelenése a kovának erre az ásványára emlékeztessen. Később kiterjesztették az elnevezést minden, valamilyen ásványt (leginkább féldrágakövet) utánzó üvegre.

#### Lattimo üveg
A kalcedon üveg feltalálása után a 15. században a mesterek opalinüveggel kísérleteztek. Az opakfehér lattimo üveget az akkor divatos és becses kínai porcelánok utánzására fejlesztették ki. A lattimót később kötegelték mint a nádat vagy pálcákat, így hozták létre a latticino üvegek csodálatos, bonyolult mintáit.

### Kolostori és erdei üveghuták

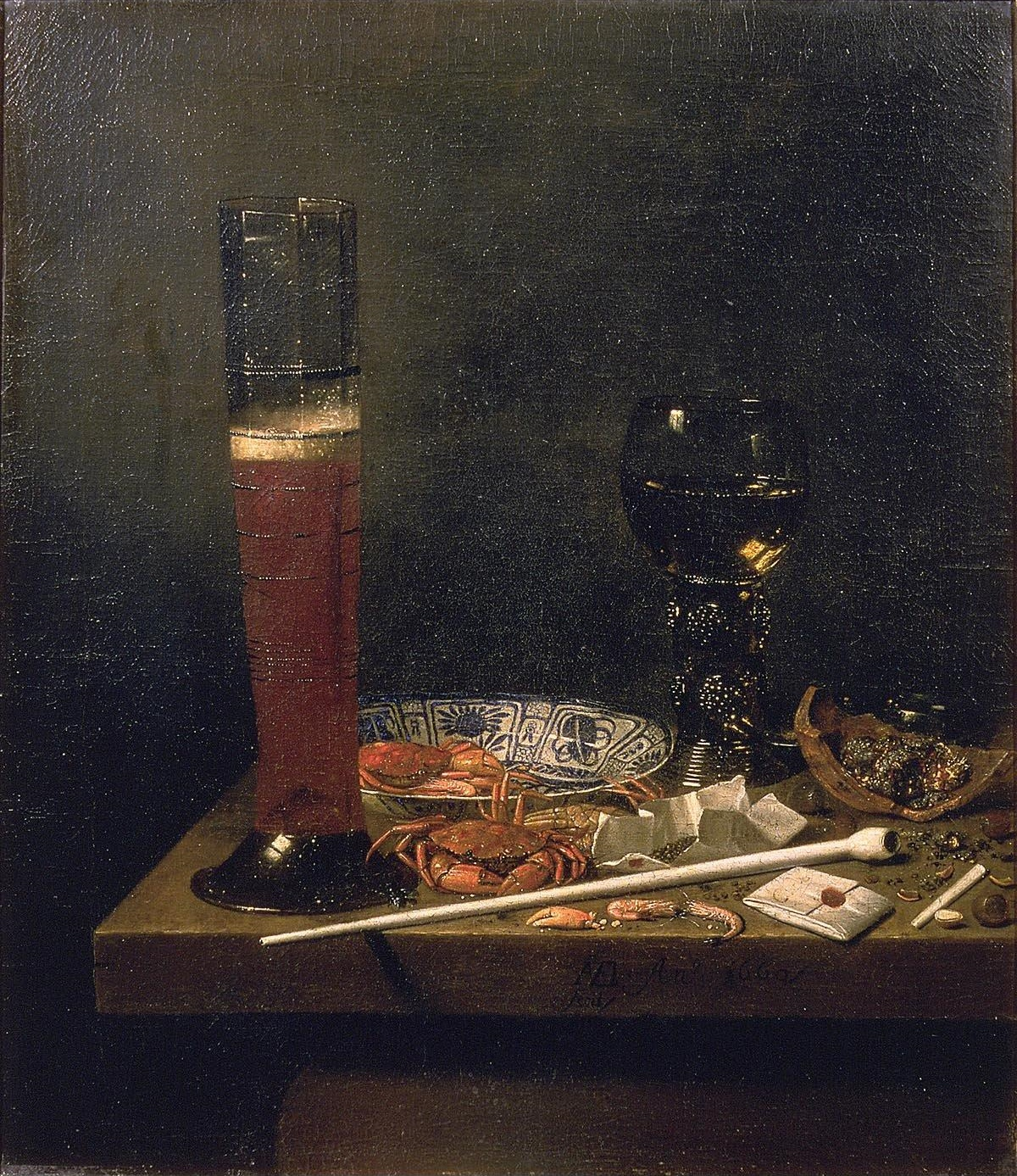
Jan van de Velde: Csendélet poharakkal (1660, a bal oldali pohár a Passglas)

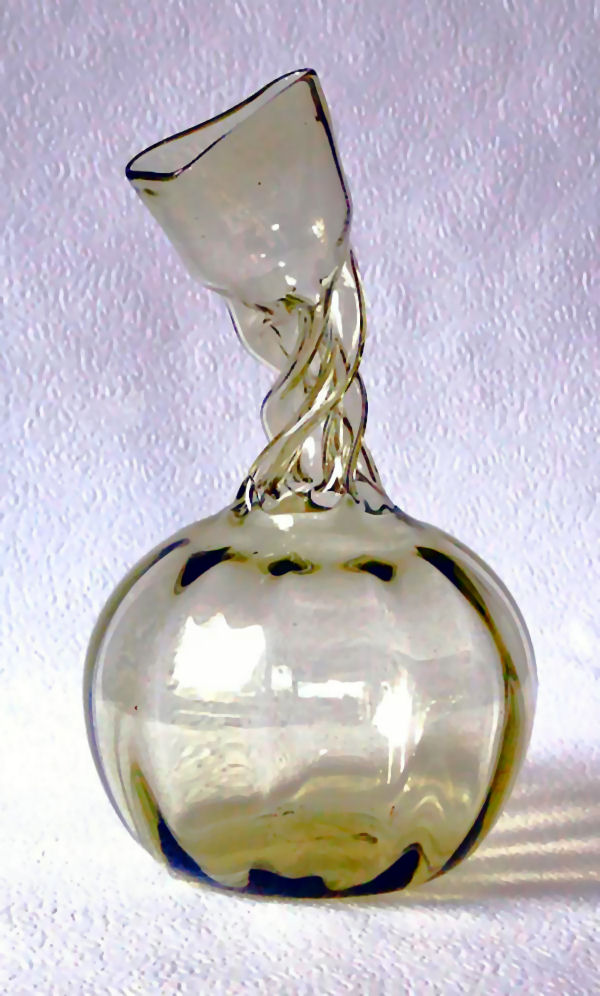
Angster palack

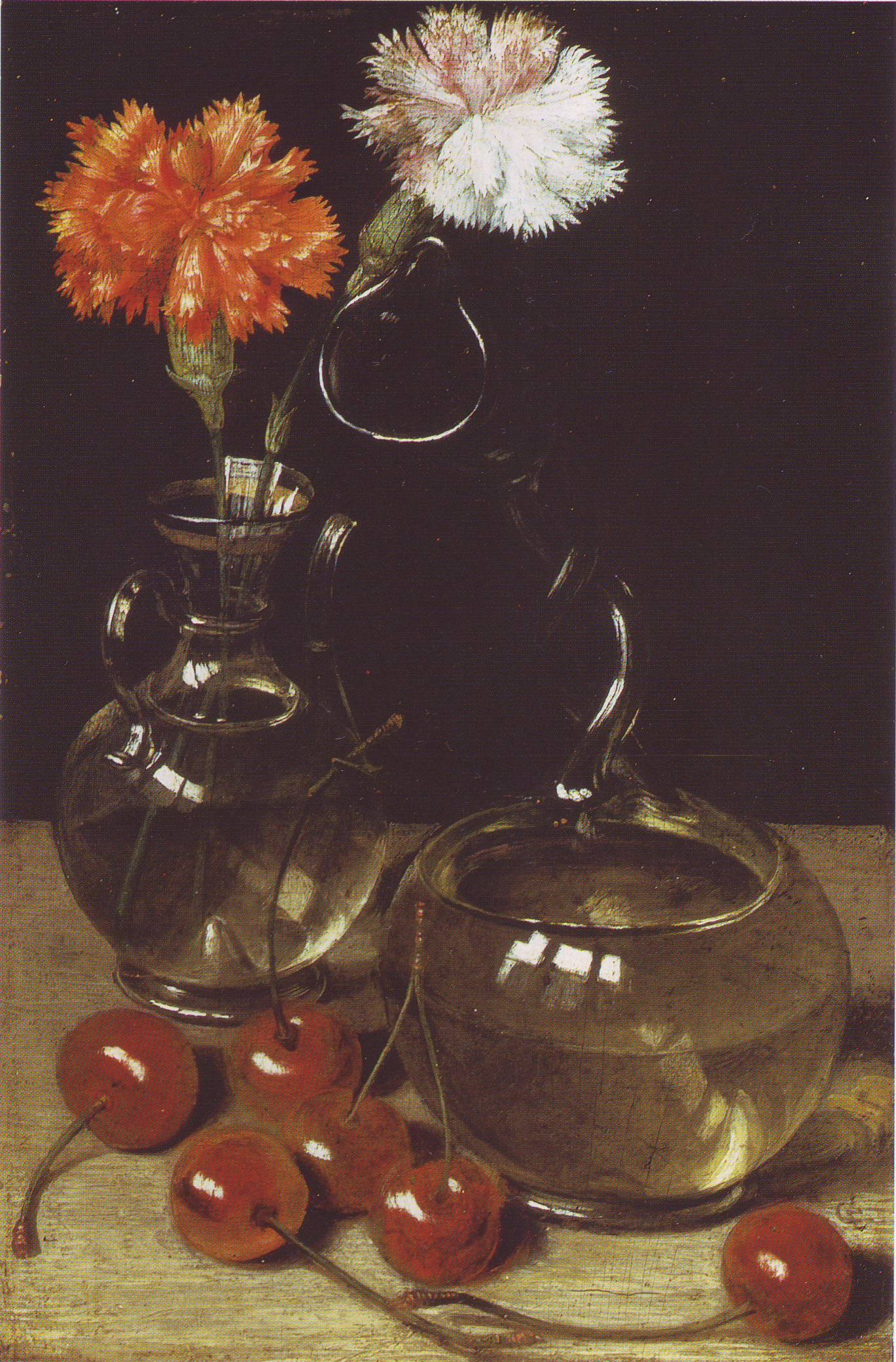
Georg Flegel (1566–1638): Csendélet Kuttrolffal és kancsóval

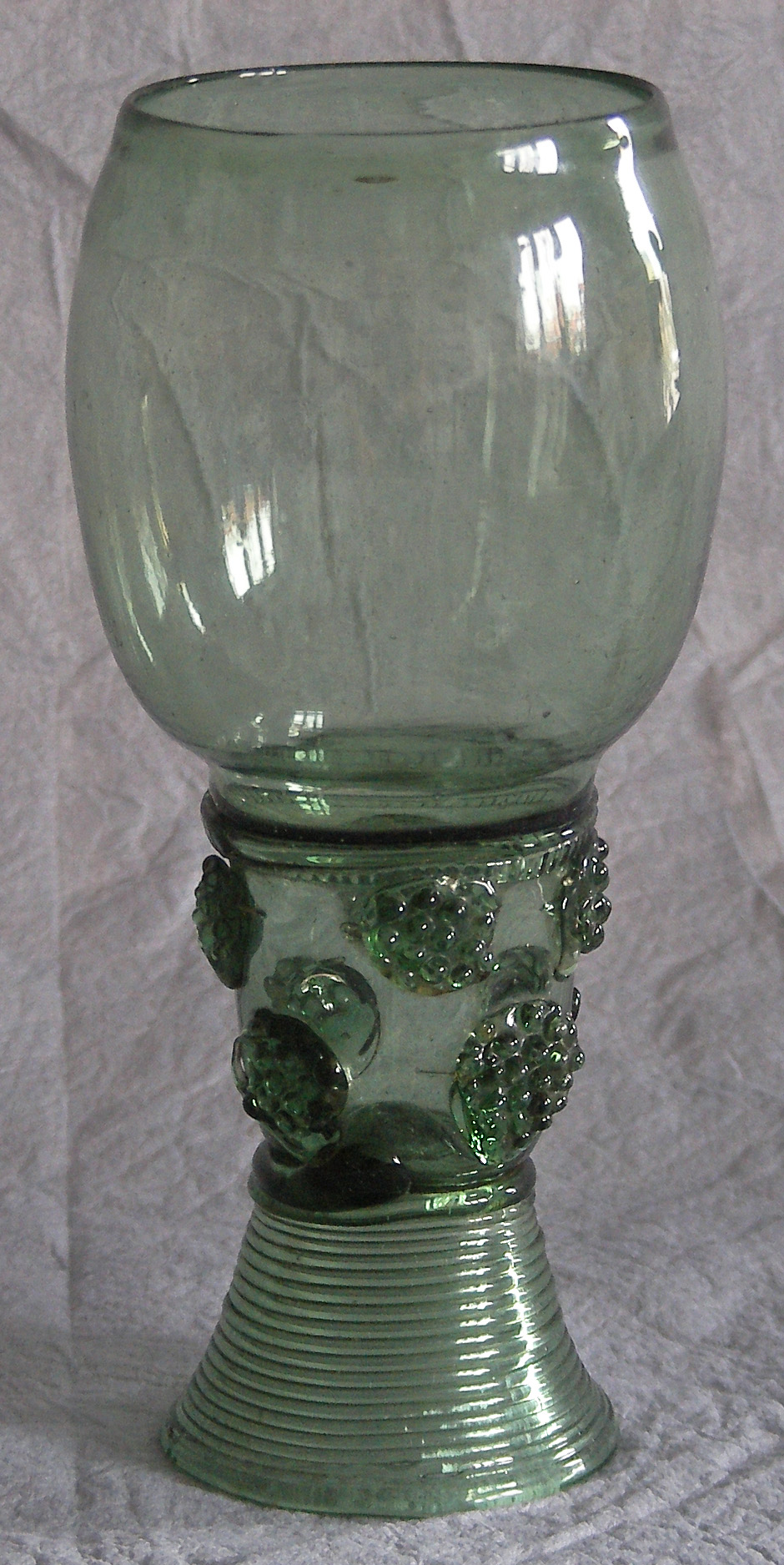
Waldglasból készült Römer

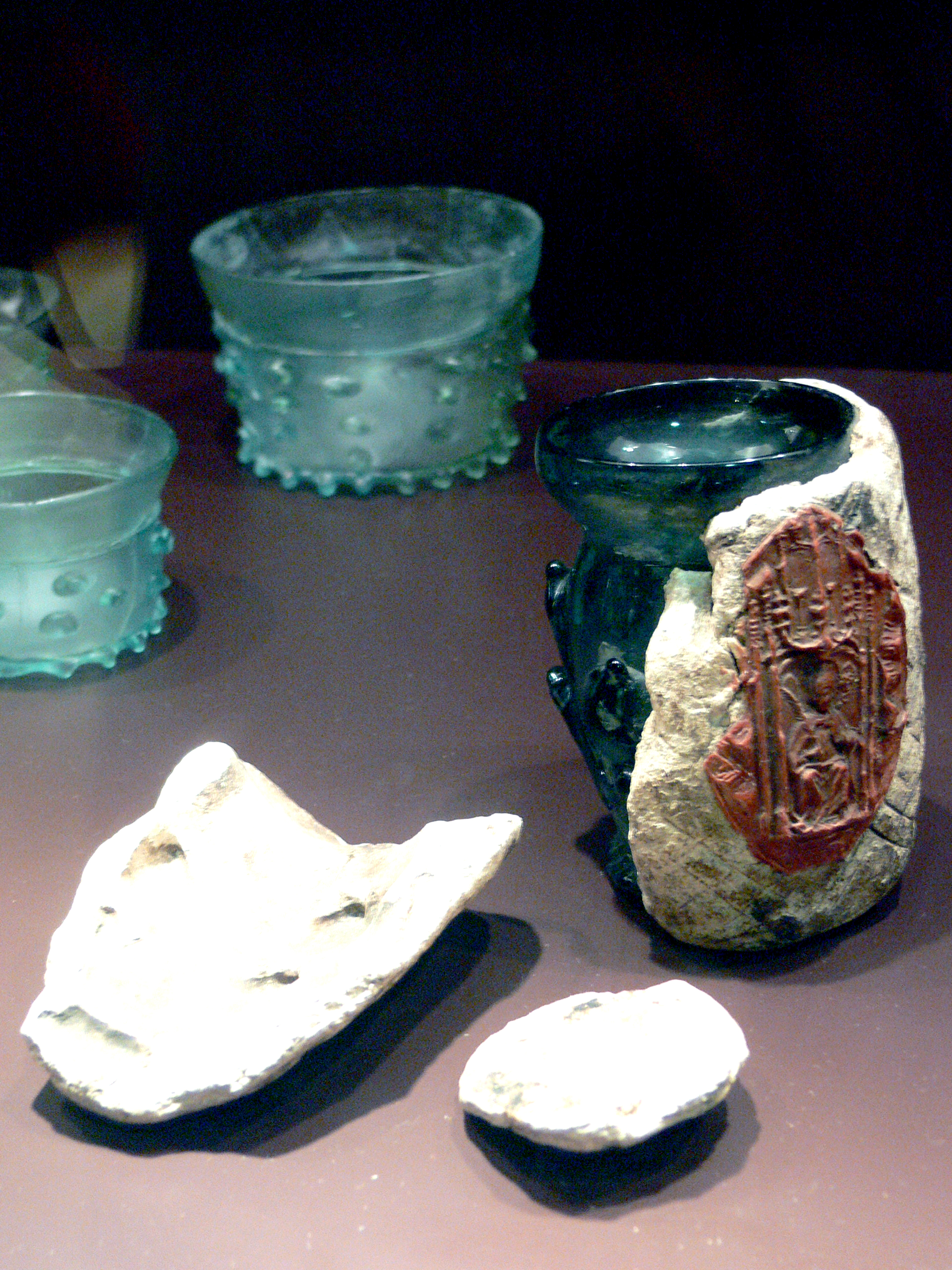
1500 körül, Tirolban készült Krautstrunk

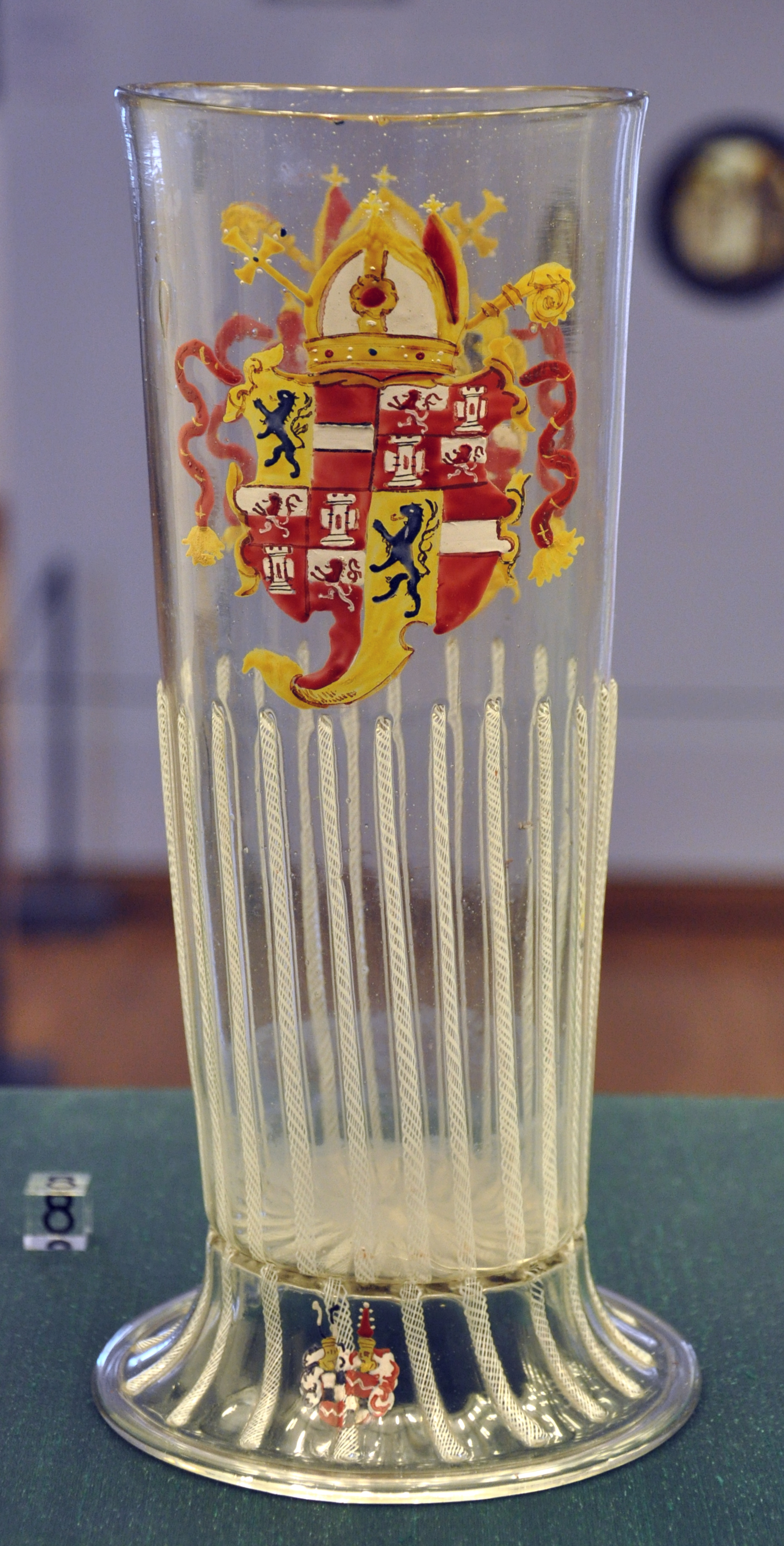
1560–1580 között készült Stangenglas

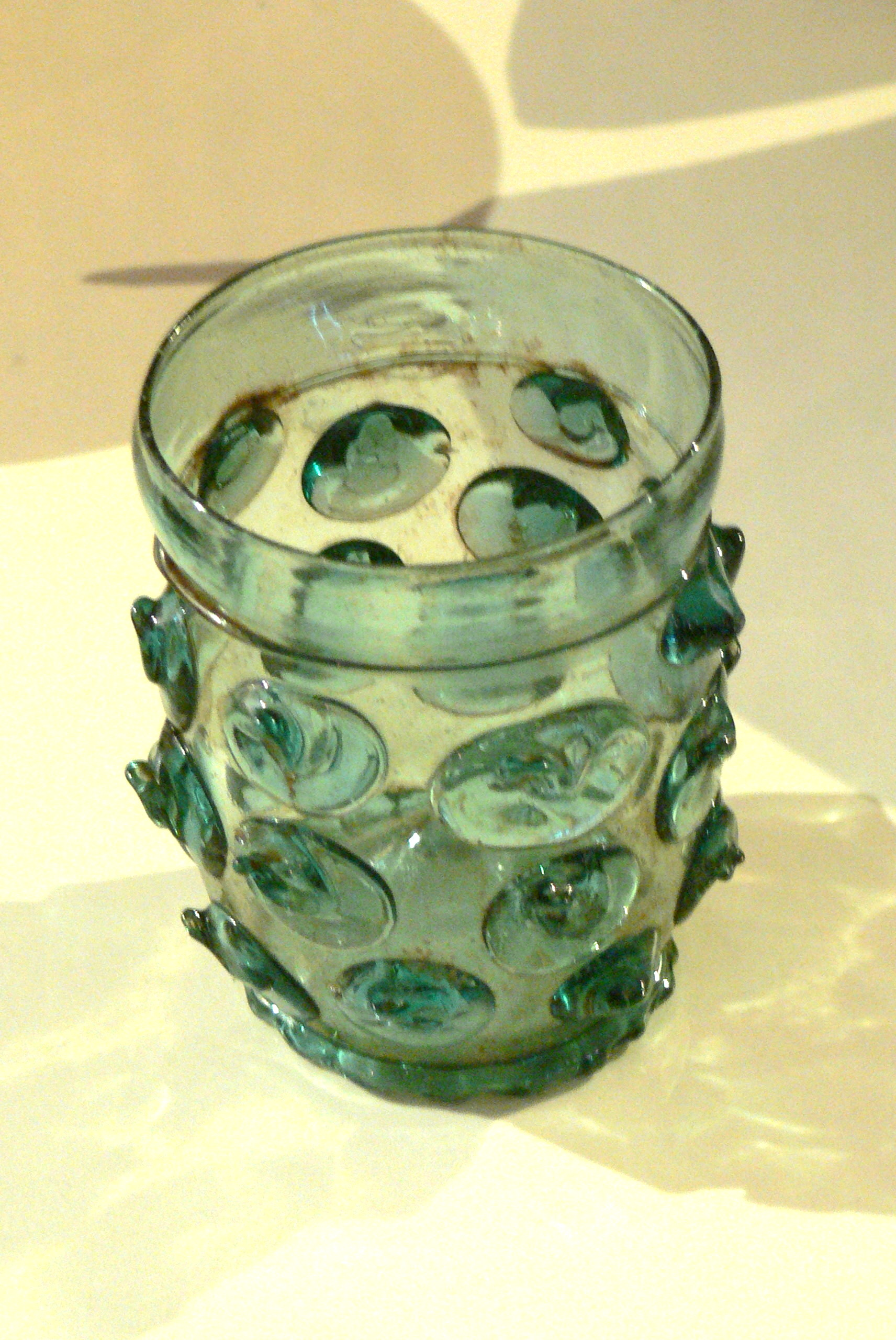
14. századi Nuppenbecher

Káliüveg lévén a Waldglas a nátronüvegeknél gyorsabban dermed, azoknál kevésbé alakítható. A szállítási költségek csökkentése érdekében a Wladglast gyártó hutákat közvetlenül az erdőbe telepítették: oda, ahol bőviben volt a megfelelő fa. Mivel ezeket az „erdei hutákat” könnyen át lehetett telepíteni, a faanyag fogytán odébbköltöztették őket (ezért nevezik őket vándor hutáknak is). Ezekben az egyszerű konstrukciókban a színtelenítést nem sikerült megoldani, így a Waldglas-tárgyakat jobbára a köznép vásárolta. Magyarországon a Börzsönyben tárták fel középkori erdei üveghuta maradványait.
A középkorban az üvegkészítéssel – miként a többi művészettel is – főleg a szerzetesek foglalkoztak. A hutákat a kolostorok mellett építették, és azok főleg a templomok egyre növekvő igényeit szolgálták ki. A színes ablaküvegek készítésével felvirágzott az üvegfestés művészete. Egyre nagyobb figyelmet fordítottak az öblösüvegek előállítására. A szerzetesek:
- Sevillai Izidor (560–636), a Codex Luccensis szerzője;
- Hrabanus Maurus (784–836), a Mappae Clavicula szerzője;
- Heraklius (10. század), a De coloribus et artibus Romanorum (A rómaiak festékei és művészetei) szerzője, akinek művét a 12–13. században egy harmadik, a korszak Európájában ismert technológiákat tartalmazó kötettel egészítették ki;
- Theophilus Presbyter (Theophilus Mönch; kb. 1070-1125), a 11-12. század fordulóján írt, három részes Schedula diversarum artium művében elsőként ismertette egyebek közt a táblaüveg készítését

összegyűjtötték és rendszerezték a római üvegművességről fennmaradt, illetve a kor közel-keleti üvegművészetéről megtudható ismereteket. Részben ennek köszönhetően a 11–12. században a kontinentális üvegművesség újra fejlődésnek indult. A legismertebb, Szíriából (főleg az Edesszai Grófságból és az Antiochiai Fejedelemségből) behozott edények:
- a gazdagon metszett, ún. Hedvig-poharak és
- a „Verries a la façon de Damas” néven forgalmazott, zománcfestésű poharak voltak.

A Hedvig-poharak nevüket szent Sziléziai Hedvigről, Szilézia fejedelemasszonyáról, Szakállas Henrik (1174–1243) feleségéről kapták. Ezeket a poharakat ereklyetartónak használták, és foglalatba helyezték. A fennmaradt foglalatok 13. századiak, aminek alapján maguk a poharak a 12. századiban készülhettek. Az biztosnak tűnik, hogy formájukat a Közel-Keleten dolgozták ki, az azonban erősen vitatott, hogy a fennmaradt példányokat is onnan hozták-e be, vagy európai mesterek munkái. A budai királyi palota ásatásánál is előkerült egy Hedvig-pohár töredéke.
A „Verries a la façon de Damas” néven ismert, színes zománcfestéssel díszített poharakat hadizsákmányként hozták Szíriából Európába. Óriási hatással voltak Európa üvegiparára, pohártípusaira.
Ugyancsak Szíriából kerültek át az egy időben roppant divatos, hosszú nyakú, gömb testű palackok. Utódaikat a 18. század végéig használták szerte Európában.
A 14. század kezdetén egy új formájú pohár jelent meg és indult hódító útjára Európában. Tároló része tál formájú volt. Testét olvasztott üvegcseppek díszítették, a talpát pedig csípett fonáldíszek. Az első darabokat valószínűleg Korinthoszban készítették A pohár gyorsan népszerűvé vált, és többfelé utánozták.
A 12–13. században Itáliából került át Európa többi vidékére egy ugyancsak Keletről származó, hosszú nyakú, karcsú szárú kehelytípus sima kúp vagy harang formájú tárolórésszel.
A 13–14. században, itáliai formák alapján Európa szinte minden országában (de különösen Németországban) gyártották az úgynevezett angster palackokat. Ezek a szűk nyakú, egycsöves palackok, amikből a folyadékot cseppenként lehetett adagolni, nevüket a latin eredetű anghestern, inghistera, angustarium kifejezésből kapták; ennek német megfelelője az Angster. Az 1406-ban alapított spessarti huta termékeinek felsorolásban már szerepel.
Ugyancsak Itáliából terjedt el szerte Európában a kutrolf palack. Ilyet már a rómaiak is készítettek; akkori neve a guttus = szűk nyakú korsó szóból képzett gutturnium volt, mivel ebből az edényből is cseppenként, illetve kotyogva folyt ki tartalma. A Római Birodalom felbomlása után a kutrolfokat sokáig Szíriában készítették, onnan kerültek vissza Európába. Itáliában nem lett népszerű, viszont a németek Kuttrolf, illetve Guttrolf néven igen kedvelték; tőlük terjedt tovább Közép-Európába, egyebek közt Magyarországra is.
A Waldglasból német és cseh nyelvterületen – nem csekély mértékben keleti hatásra – jellegzetes edényeket formáltak:
- 13-14. században alakult ki a Krautstrunk, ez a jellegzetes, káposztaszárra hasonlító pohár.
- Ugyanekkor fejlődött ki Stangenglas (rúdpohár) is, ami magas, hengeres ivópohár;
  - egyik fajtája a nagyobb összejöveteleken, lakomákon használt Passglas, amin körbefutó, melegen felcsavart üvegfonalak jelezték az ital szintjét.
- A fentebb említett Kuttrolf különös, többszörösen csavart nyakú fonatos üveg széles kiöntővel. 1406-ban a spessarti hutában már gyártottak ilyeneket.
- A Nuppenbecher (buborékkupa) az edény falára applikált üvegcseppekkel díszített ivópohár; legtöbb példányát ugyancsak a 13–14. századból ismerjük. A gyártás fejlődésével az üvegcseppeket préselt oroszlánfejek, eper- és főleg málnaformák váltották fel.
- A Römer a rajnai bor számára készített kerek kehely, aminek lefelé szélesedő, hengeres szárát dudorok és málna alakú szemek díszítették – egyúttal megakadályozva azt, hogy a pohár kicsússzon az elbizonytalanodó kézből.

Az edényeket többnyire zománcfestéssel díszítették – még azután is, miután megismerték a velencei típusú üvegek készítésének módját. Jellegzetesen németes díszítmények a melegen applikált üvegcseppek.

### Nyugat-európai üveg a középkor végén, újkor elején

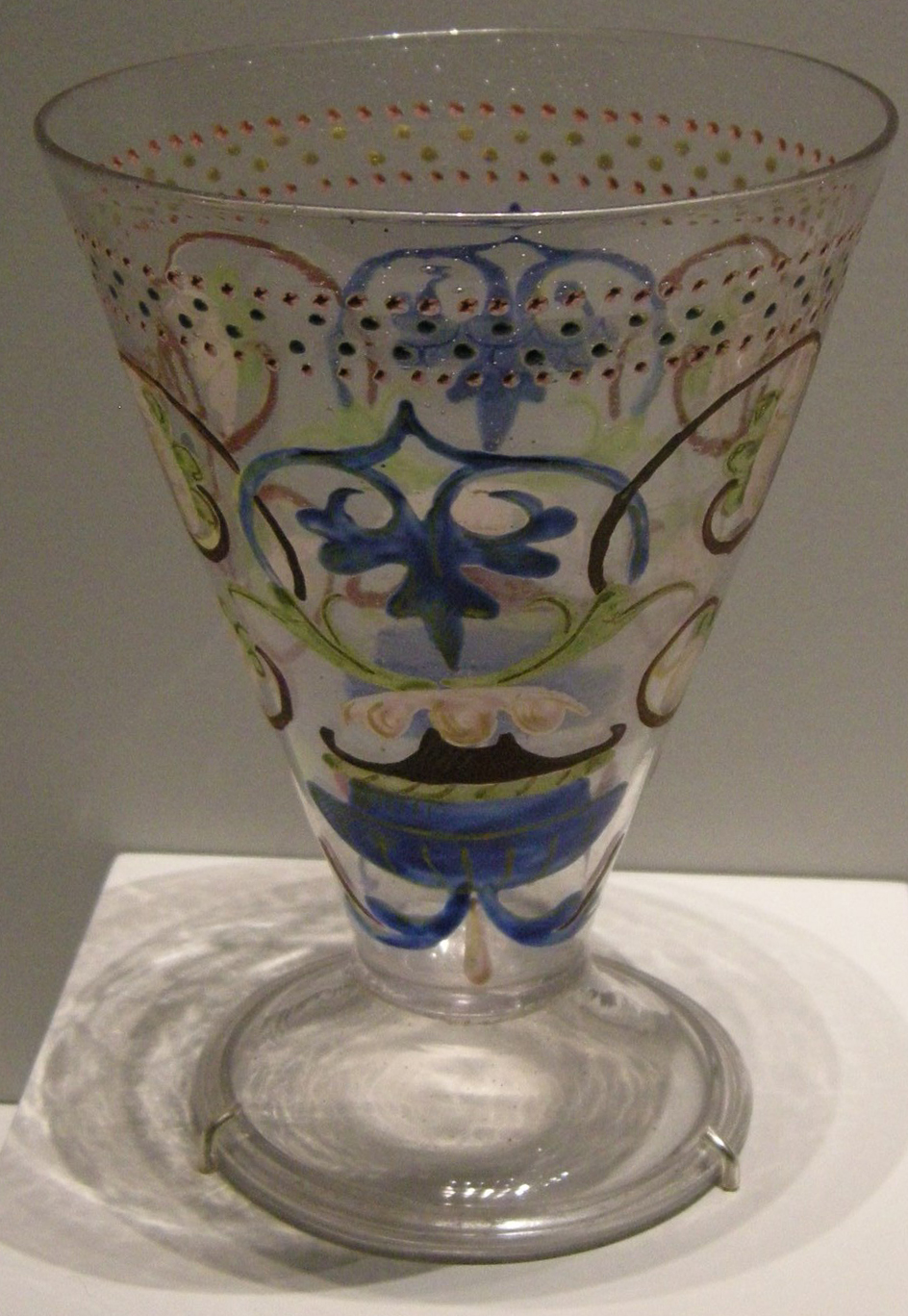
1500 körül készült muranói üvegpohár

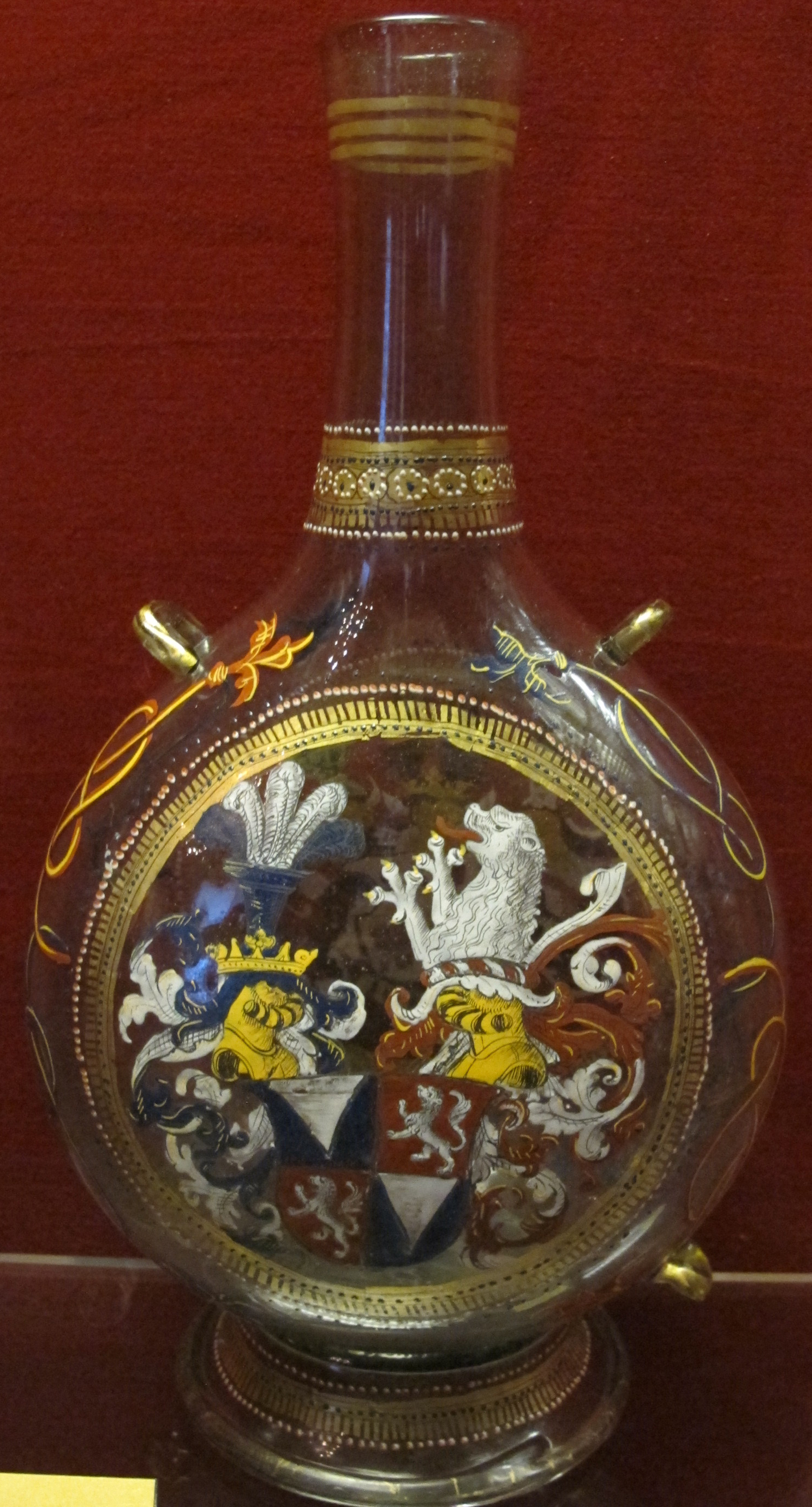
Üvegkulacs (Murano, 1523–1526 között)

Velence szigorú törvényei szerint az idegenbe távozott üveges otthon maradt családtagjaira börtön, a szökött mesterekre pedig halál várt. Több feljegyzésben is szerepel, hogy a Velencéből elmenekült üvegmívesekkel orgyilkosok végeztek, akár távoli országokban is. A szigorú tiltás ellenére dezertőr velencei üvegművesek sorra alapítottak üvegcsűröket először Itáliában:
- Treviso,
- Vicenza,
- Padova,
- Mantova,
- Ferrara,
- Ravenna,
- Bologna stb.,

majd Európa más vidékein is.
Az európai uralkodók látták, hogy milyen hasznot hoz Velencének az üveg, és saját üvegiparuk felvirágoztatását velencei példára képzelték el. Szorgalmazták a velencei mesterek betelepülését, és ha nem jártak sikerrel, más itáliai városokból hívtak üvegeseket.
A velencei típusú üvegeket a 15–16. századra sikerült lemásolni – először a német–cseh nyelvterület néhány hutájában, egyebek közt a tiroli Hallban és Innsbruckban, illetve a bajorországi Münchenben és Nürnbergben. Ezekből a központokból terjedt szét az újmódi üveg Nyugat-Európa egyéb részeire, így Franciaországba és Angliába is. A „velencei modorú üveggyárat” említő dokumentumok nem mindig különböztetik meg a Velencéből bevándorolt üvegeseket a más itáliai városokból jöttektől. Feltehető, hogy a „velenceinek” nevezettek legtöbbször nem a Velencei Köztársaságból érkeztek, hanem más itáliai városokból, különösen Altaréból.
Altare kis település volt Genova közelében, a Monferrat hercegség határán. Normandiából származó lakói a 12. század óta vetélkedtek a velencei üveggyártókkal. Egyáltalán nem akadályozták az üvegmívesek kivándorlását, sőt, szokássá tették, hogy a fiatal üvegeslegények a külföldet járják. Ezek az ún. „altaristák” különösen Franciaországban és Németalföldön dolgoztak, gyakran a muránói szökevényekkel együtt.

#### Német üvegművészet

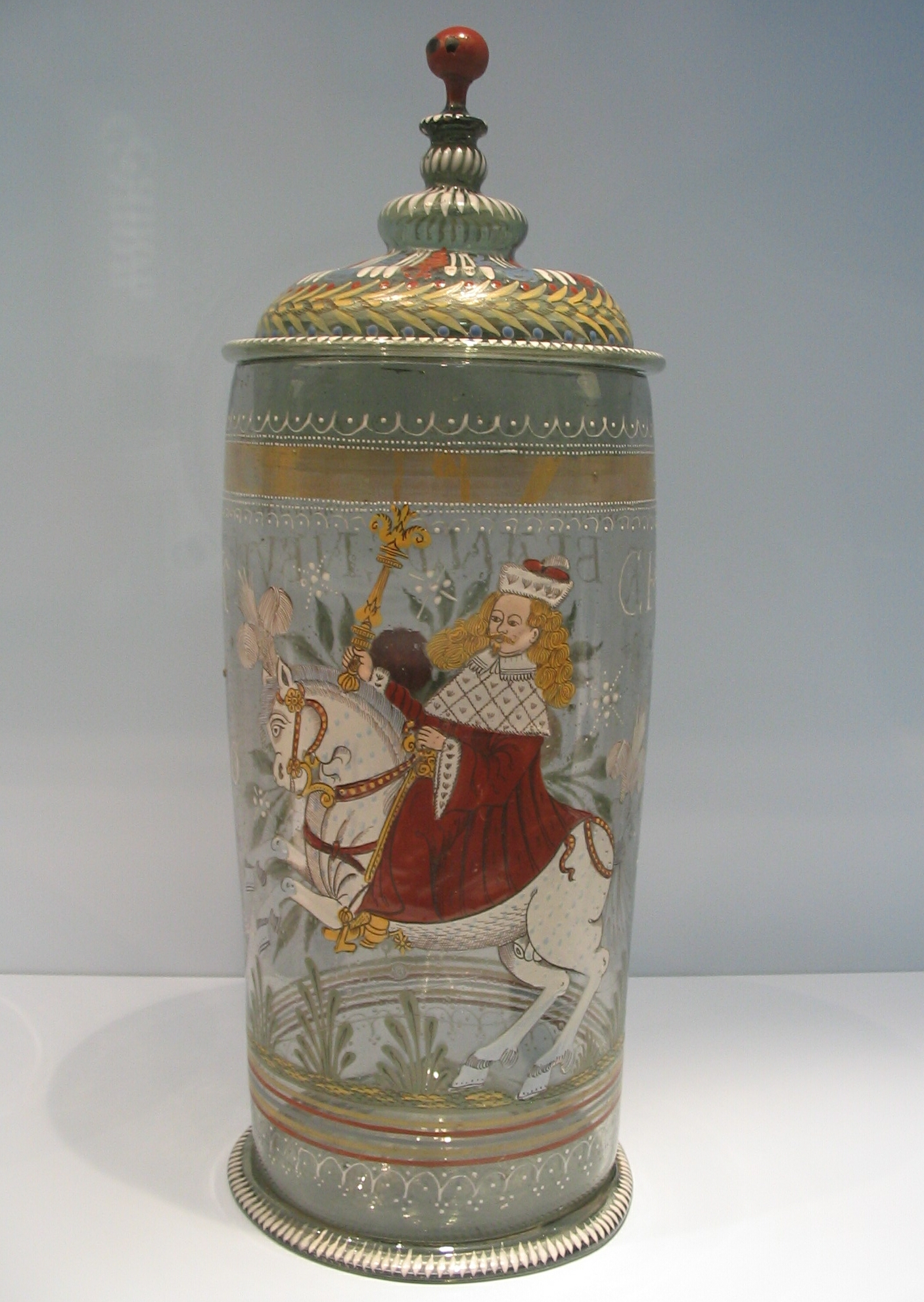
1455-ben készült Humpen

A német üvegek színvonala megközelítette a velenceiekét, csak kissé homályosabbak és szürkésebbek voltak; ezt a hiányosságukat azonban ellensúlyozta a rendkívül színvonalas zománcfestés. A velenceiektől eltérően a német mesterek gyakran az évszámot is felírták munkáikra, ami nagyon megkönnyíti a régészek munkáját. A díszítő elemek igen változatosak:
- városok és nemesi családok címerei,
- emberalakok,
- virág- és állatmotívumok stb.

Kialakult a Humpen — ez a hengeres edény a Stangenglasra hasonlít, de alacsonyabb (kb. 60 cm magas) és szája kissé befelé ível. Gyakran fedeles.
Az üvegolvasztó kemencét és annak működését szabatosan először Georgius Agricola írta le 1530-ban, majd az üvegkészítésről összegyűjtött ismereteket posztumusz főműve, a DE RE METALICA LIBRI XII. utolsó kötetében foglalta össze. A gyémántos üvegvágás 1550 körül terjedt el.

#### Francia üvegművészet
Franciaországban a 16. század végéig gyártották a páfrányüveget, amiből kisebbrészt használati tárgyakat, nagyobbrészt ablaküveget készítettek; az ablaküveget egész Európába exportálták. A templomi üvegablakokat, üvegfestményeket és a táblaüveget főleg Normandiában és Lotaringiában készítették — a forgatott üvegtáblát 1330-ban találta fel Philippe de Cacquerai. A használati és díszüvegek gyártását viszonylag későn, és akkor is külföldi technikai, forma- és dekormintákat használva kezdték el.
A velencei típusú üveg megismerése után az üveggyártás legjelentősebb központja Nevers lett, ahol egészen a 18. századig velencei stílusú üvegeket készítettek; ezek legjellemzőbb típusai már a 16. század végén kialakultak.

#### Angol üvegművészet
Angliában már a kora középkortól gyártottak némi üveget (Waldglasst) az erdős területeken, főleg:
- Sussex,
- Surrey és
- Kent grófságban.

Az első üvegmívesek valószínűleg Normandiából települtek át. Fő termékeik templomi üvegablakok és üvegfestmények voltak; kevés használati tárgyat állítottak elő. Újabb, a 14-15. századra kialakult üvegközpontok:
- York,
- Gloucester,
- Oxford,
- Colchester.

A velencei típusú üveg gyártását a 16. század közepén ismerték meg, ezután egyre-másra alapították az ilyen üveget gyártó hutákat: ez az időszak az angol üvegmívesség virágkora.

### Európai üvegművészet a 17–18. században

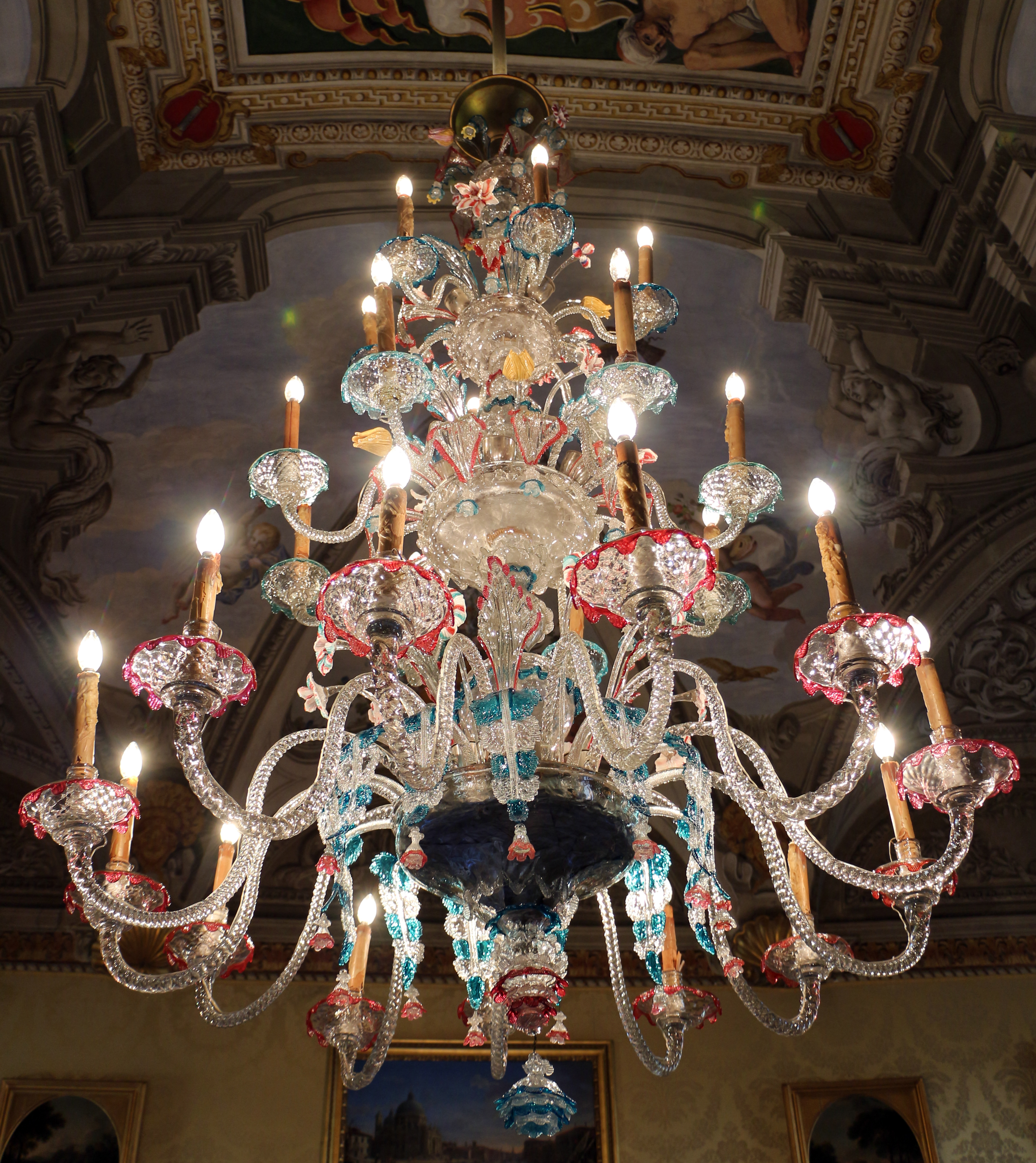
A római Palazzo Colonna nagy üvegcsillárja (Murano, 18. század)

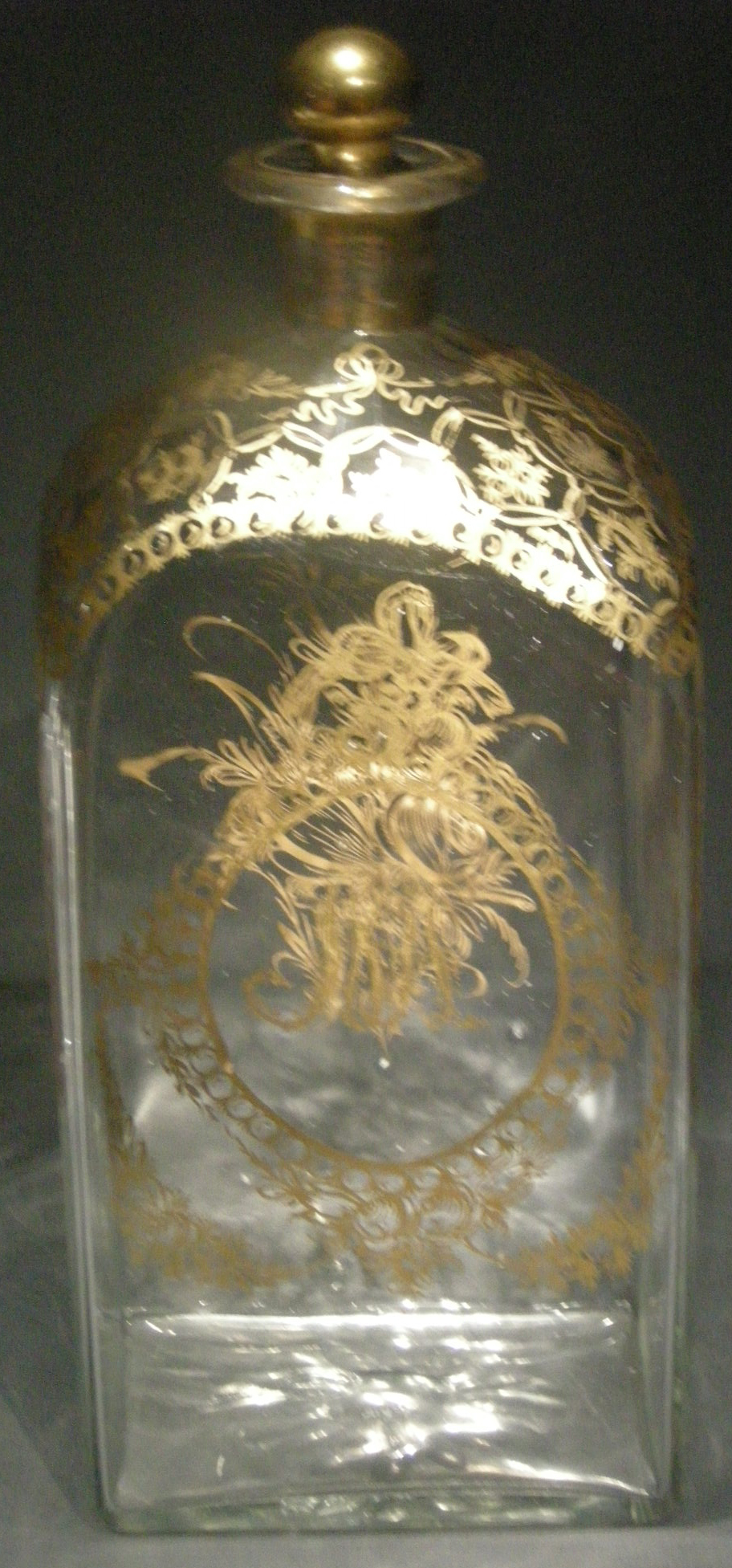
Üvegpalack (Murano, 18. század)

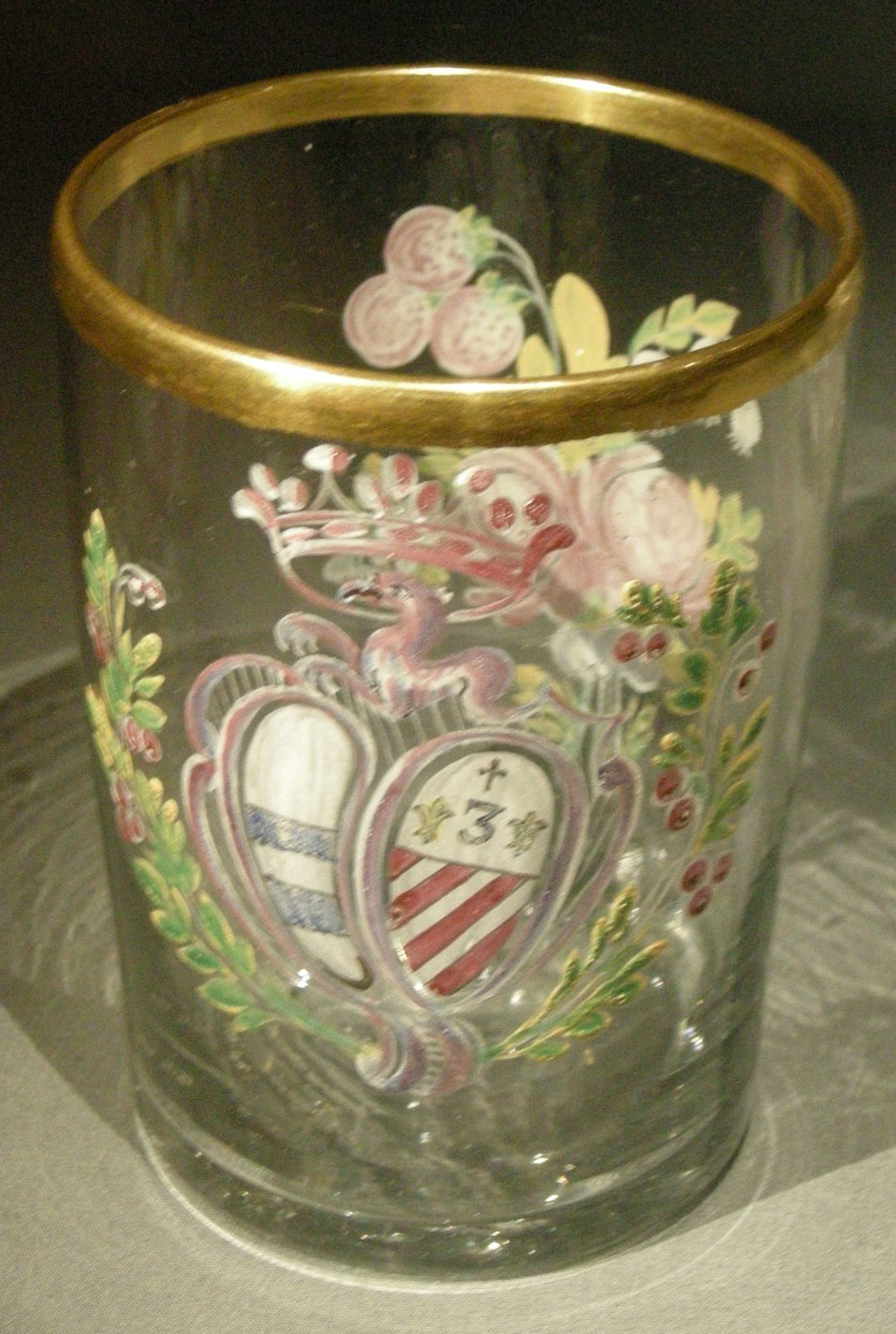
Borospohár (Murano, 18. század)

A velencei üvegművesség fejlődése az 1630-as pestisjárvány után megtorpant. Ennek fő okai:
- a munkaerőhiány,
- a külföldi áruk konkurenciája és
- a Csehországban és Angliában feltalált új üvegfajták (a cseh káliüveg és az angol ólomüveg).

A muranói üvegek fő stílusjegyeivé a megnyújtott formák és kígyózó vonalak váltak. Erősödött az üvegek díszítő funkciója, akár a használati érték rovására is. A muranói mesterek speciális szerszámokkal, fogókkal kicsipkézték, üvegfonatokkal gazdagították a peremeket és a fogantyúkat. Tipikus termékeik voltak a „verres á serpent” típusú, kígyó alakú szárra támaszkodó kelyhek és a florális szárral ellátott poharak.
A konkurencia főleg azért erősödhetett meg, mert a szigorú intézkedések dacára a 14–15. században sok üvegesnek sikerült megszöknie Velencéből, és ők távoli országokban kívánták tudásukat kamatoztatni. A kontinens nagy részén azonban komoly nehézségekbe ütközött az alapvető nyersanyagok, különösen a nátronüveg készítéséhez alapvető szóda beszerzése. A velencei modorú üveg készítésével szinte minden európai ország próbálkozott, de a tengerparttól és fő kereskedelmi útvonalaktól távol épült huták hamar tönkrementek. Európában a velencei üvegkészítésre Franciaországban és a Németalföldön voltak a legkedvezőbbek a gazdasági-társadalmi feltételek, és ezekben az országokban meg is gyökeresedett az „à la façon de Venezi” típusú termékek előállítása. A cseh (következésképpen a német) és az angol üvegművesség felfutását új találmányok alapozták meg. Az üvegtárgyak díszítése technikai értelemben két igencsak különböző úton fejlődött tovább: a vékony falú, jól alakítható cristallo üvegek formája lett egyre bonyolultabb úgy, hogy felületüket (hidegen) kevésbé munkálták meg, a jóval keményebb és vastagabb falú kristályüvegek formái egyszerűsödtek, viszont felületüket egyre többféle eljárással egyre aprólékosabban munkálták meg. A 17. sz. közepétől a reformáció hatására a vallásos témájú díszítéseket világi témák (üvegre festett portrék, tájképek stb.) váltották fel.
További csapás volt a velencei üvegesek számára az ízlés és vele a divatos művészeti stílusok változása. „Kint a világban” a barokkból kifejlődött a rokokó, majd azt „leváltotta” a szigorú, formalista és geometrikus klasszicizmus, a muranói mesterek pedig tovább alkották barokkos tárgyaikat, mintha mi sem történt volna.

#### Csehország
A fejedelmi udvarokban előszeretettel használták a hegyikristályból (a kvarc víztiszta változatából) készült edényeket. Az alapanyagot (a megfelelő méretű kvarckristályokat) azonban egyre nehezebb volt beszerezni, és II. Rudolf prágai udvarába gyűjtötte a leghíresebb üvegműveseket, hogy próbálják meg a hegyikristályt (és egyéb féldrágaköveket) üveggel helyettesíteni. Ebben a műhelyben találta fel a Lüneburgból érkezett szász kristálymetsző, Caspar Lehmann az üvegmetszés új, nagy felületek megmunkálását lehetővé tevő módját, amire 1609-ben kapott szabadalmat a császártól. Lehmann a drágakőcsiszolók forgó korongos technikáját alkalmazta az üvegtárgyak megmunkálására, fényes sikerrel. Tanítványai németek voltak, akik a harmincéves háború pusztításai elől menekülve elterjesztették az új módszert a német nyelvterületen.
Az üvegmetszés önmagában még nem vetette volna vissza a velencei üveggyártást, mert a 17. századig ismert üvegtípusokat ezzel a technikával is csak korlátozottan lehetett megmunkálni – csak a tárgyak legerősebb, legvastagabb (többnyire központi) részeit, komoly nehézségekkel. A helyzetet alapvetően a cseh kristályüveg megjelenése változtatta meg, ez ugyanis könnyen elviselte a felesleges részek eltávolítását. Ezt az üvegfajtát Morvaország három hutájában gyakorlatilag egy időben kísérletezték ki 1670–1680 között. A cseh kristályt az különböztette meg a korábbi káliüvegektől, hogy több volt benne a kálium és jóval több a stabilizátorként használt kréta. Ennek a színtelen, áttetsző üvegfajtának az összetételét gondosan titkolták a versenytársak elől. Végeredményben a 17. század végére az üveggyártás központjává Csehország (Morvaország), az üvegmetszés centrumává Németország vált.

#### Németország

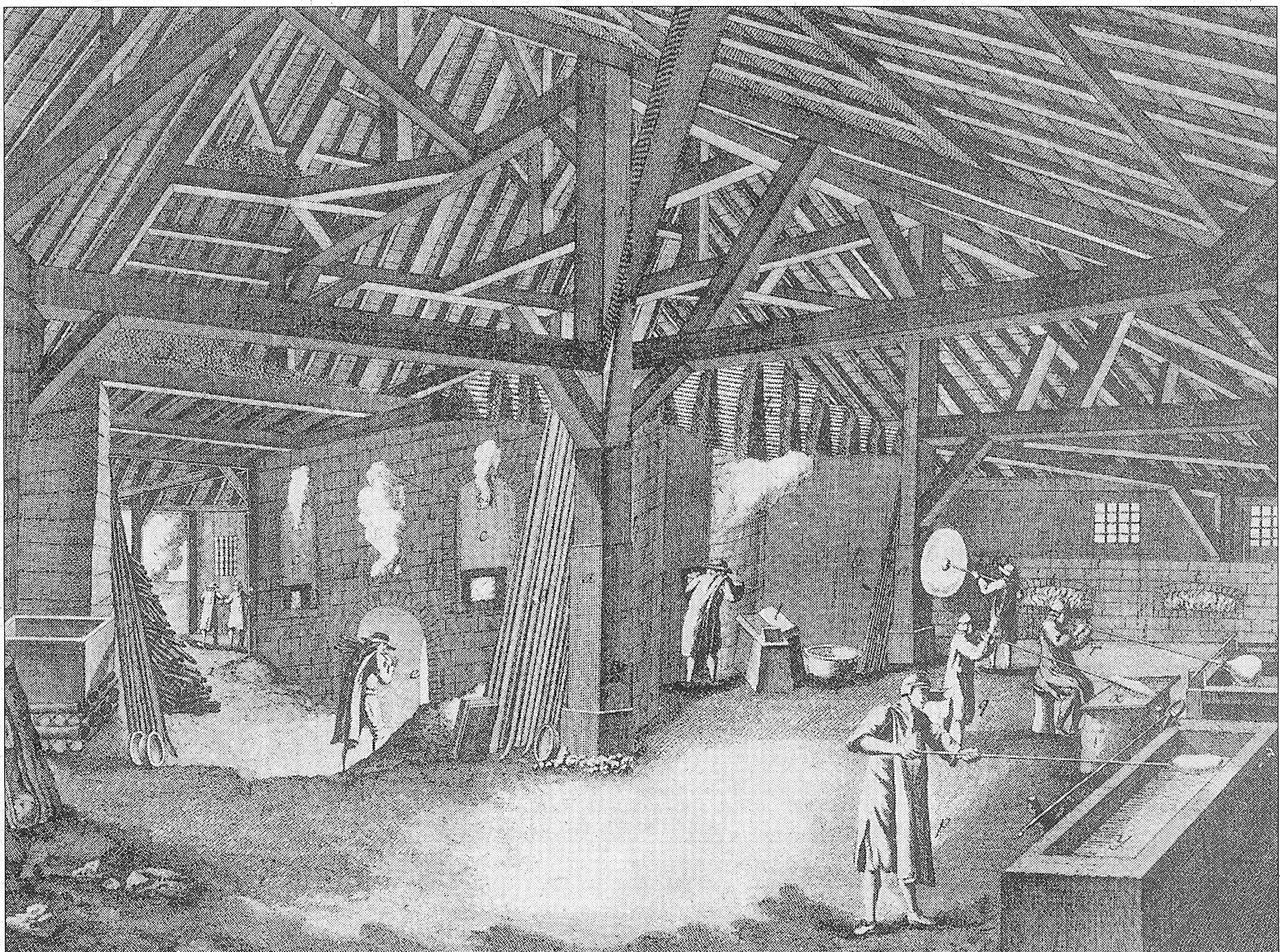
Weibersbrunn üveghutája 1706-ban

A két legfontosabb német műhely a nürnbergi és a majna-frankfurti volt. Ebben a két üzemben több új díszítő technikát kísérleteztek ki, és ezek gyorsan elterjedtek Németország nagy múltú üvegkészítő vidékein:
- Hessenben,
- Szászországban,
- Brandenburgban,
- Braunschweigben (egészen Mecklenburgig)

és persze Cseh-Morvaországban is.
Lehmann leghíresebb tanítványa Georg Schwanhardt volt. Mesterének halála (1622) után megörökölte annak üvegmetsző szabadalmát, és szülővárosában, Nürnbergben nyitott műhelyt, megteremtve a német üvegmetszők legjelentősebb iskoláját. Az újfajta gyémántmetszéssel, illetve csiszolással díszített tárgyait portrékkal, mitológiai alakokkal és allegorikus jelenetekkel díszítette. Új eljárásként alkalmazta az üveg folysavas maratását. Munkáját fia, a kiváló kalligráfus Heinrich Schwanhardt folytatta. Leszármazottai és tanítványai mintegy évszázadon át a leghíresebb üvegesek közé tartoztak.
Johann Schaper (1621–1670) 1650-ben dolgozta ki az üveg festésének Eisenrot és Schwarzlot technikáit. A metszetek stílusában készült ábrákat átlátszó vörös (Eisenrot) vagy fekete (Schwarzlot) festékkel rajzolták ki. Ez a díszítés alig domborodik ki, és a zománcfestéstől eltérően átengedi a fényt. Az ilyen festéssel készült edényeken kedvelt témák voltak a csata- és vadászjelenetek, pásztorjátékok motívumai, valamint a rács-, lomb- és szalagdíszek. Néha a szürkés árnyalatú Grisaille festést is alkalmazták.
A nürnbergi iskola legjelentősebb üvegmetszői a 17. század második felében:
- Paulus Eder,
- Hermann Schwinger kalligráfus,
- a tájképeiről híres H.W. Schmidt G.F. Killinger.[22]

Majna-Frankfurtba Morvaországból menekült id. Johannes Hess (Johann Benedikt Hess) üvegművész (aki nem tévesztendő össze a csaknem másfél századdal korábban élt Johann Hess lutheránus teológussal). Ő is üvegműves dinasztiát alapított: munkájának közvetlen folytatója fia, ifj. Johannes Hess (Johann Benedikt Hess) volt.
1678-ban Frigyes Vilmos brandenburgi választófejedelem utasítására hozták létre a potsdami üveghutát. Ennek művészeti vezetője, Johannes Kunckel (Johannes von Löwenstern-Kunckel, 1630 k. – 1703) 1679-ben újra felfedezte, hogyan lehet rézvegyületek adagolásával bíborszínű „rubinüveget” gyártani – ezt élénk színe miatt gyorsan megkedvelték, ráadásul tónusa ideális volt arra, hogy nemesfém rátétekkel, foglalatokkal díszítsék. Kunckel 1679-ben „Ars vitraria Experimentalis“ című munkájában írta le a Zwischengoldglas tárgyak készítését. Ehhez először két, egymásba pontosan illeszkedő üvegtárgyat (például poharat) kellett fújni. A külső üveg belső falát olajjal lekenték, a belső tárgy külső falára pedig egy, a kívánt díszítés mintájára vágott aranyfóliát ragasztottak. Az üvegeket egymásba illesztették, a fúgát pedig cement, kréta és lakk keverékével zárták le. Ugyanő 1680-ban ismertette az üvegfúvó asztal működését.
Michael Müller (1639–1709) 1683-ra kísérletezte ki a krétaüveget.
A keményebb és egyúttal vastagabb falú üvegek gyártása megváltoztatta az edények formáit. A Römer és a Humpen kivételével eltűntek a hagyományos formák, a Humpen viszont éppen a 17. században vált divatos ivóedénnyé. Új típusként jelent meg a Pokal serleg és a fedeles serleg (kehely).

#### Anglia és gyarmatai
Angliában a velencei mintára készült cristallo üveg uralta a piacot mindaddig, amíg 1671-ben George Ravenscroft (1632-1683) fel nem fedezte az ólomkristályt. Az ólom-oxidot eleinte sárga színezőanyagként adták az üvegmasszához (massicot, illetve litharge). Egy idő múlva (még az ókorban) már szinte minden üvegbe tettek ólmot – valószínűleg azért, mert kitágította azt a hőmérséklet-tartományt, amelyben az üveg formázható volt. Az ólomkristály sokkal szilárdabb a cristallónál, tehát jobban metszhető és könnyen csiszolható. Nagy fénytörése miatt belső reflexe a féldrágakövekéhez hasonló. Emellett jellegzetesen, szépen cseng, ami máig az egyik legbiztosabb azonosítója.
A kelyhek szára a 17. század végére megszabadult a ráapplikált díszítésektől, formája egyre oszloposabb, tömbszerű lett (néha csavart), belül akár néhány légbuborékkal is. A trombita- vagy harang alakú, esetleg széles szájú kehelyrészt különböző motívumokkal díszítették. A 18. században cseh és német mintára a csiszolt és gravírozott (vésett) üvegek váltak divatossá. Ez teljesen új típusokat és formákat eredményezett, különösen a nagy asztali készleteknél. Kedvelték a felszín ornamentális díszítését. A század közepétől egyre több színezett üveget gyártottak. Ebben az időben vált fontos üvegközponttá Bristol, ahol főleg zöld, kék, opak fehér, vörös és bíborszín üvegeket készítettek.
Az üvegolvasztó kemencét kőszénnel először az a sir Robert Mansell (1573–1656) fűtötte, aki a 17. század elején monopóliumot kapott az angliai üveggyártásra. Az általa gyártott üvegpalackok erősebbek voltak a korábbiaknál; tökéletesen bírták a másodlagos erjedéssel járó feszültséget, lehetővé téve a habzóbor, illetve a pezsgő gyártását, tárolását.
1790-ben James Watt feltalálta az üveg tükörfényes és homályos csiszolását és ehhez gépet is szerkesztett.
A 18. század elején vándorolt ki Caspar Wistar német üvegkészítő mester Amerikába, ahol 1739-ben alapította meg fiával az első amerikai üveggyárat (Wistarburgh Glassworks, New Jersey). Tiszta és kobalttal színezett üvegeket is gyártottak, és mindkettőből sokat exportáltak az angliai Bristolba, ahol (és más városokban is) ezekből a kék (de zöldben és ametisztben is készült) „bristoli üvegekből” kancsókat, tálakat, borospoharakat és egyéb tárgyakat készítettek.

#### Franciaország

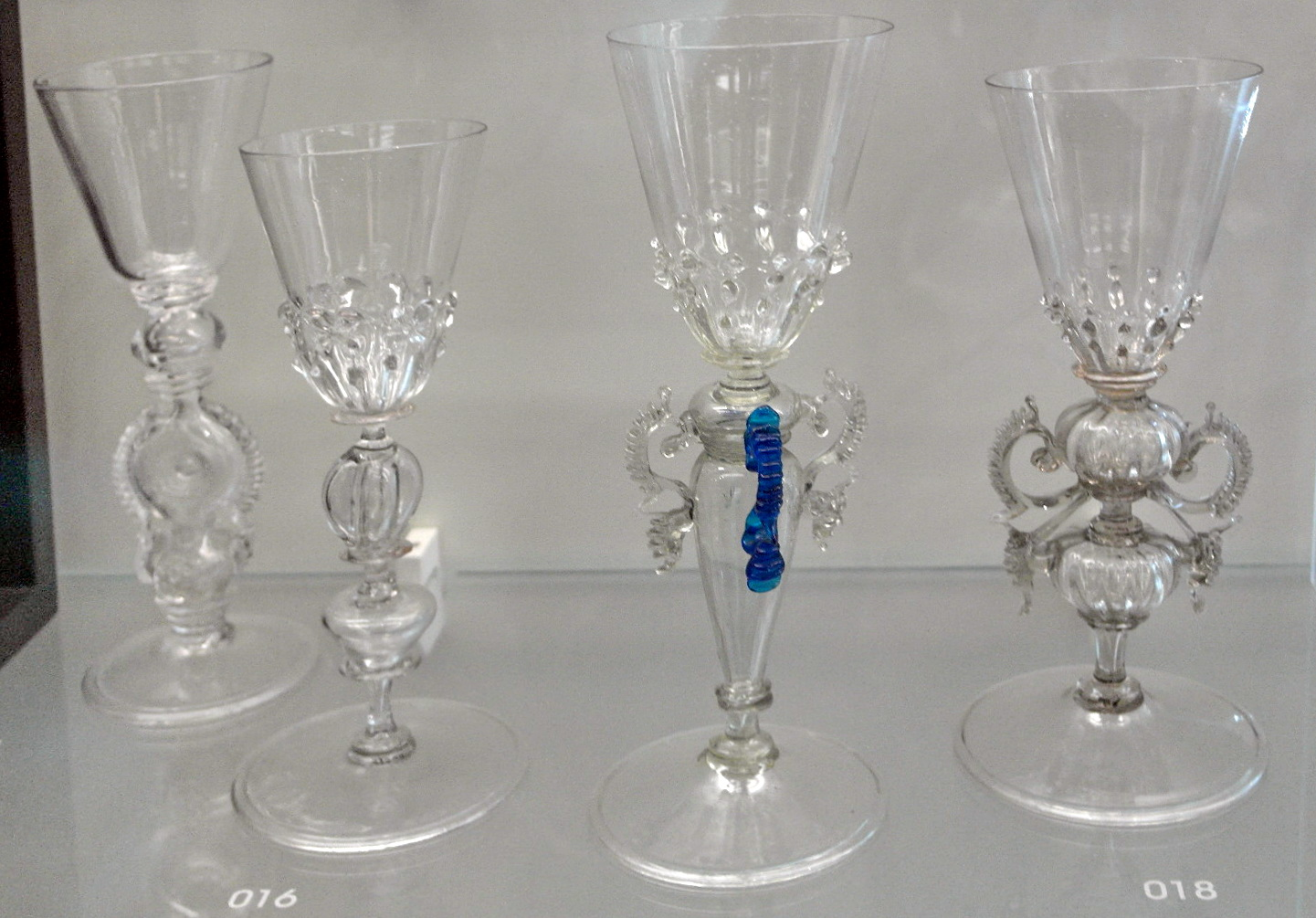
Muranói stílusú kelyhek (Liège, 17. század)

A velencei tükrök pótlására Bernard Perrot (1619-1709) új táblaüvegöntő módszert kísérletezett ki. Az olvadt üveget speciális görgőkkel hengerelték simára, így háromszor akkora üveglapokat állíthattak elő, mint korábban fújással. Ő csinált először csillárt a tisztított üvegből – korábban csillárokat csak a mind drágább hegyikristályból készítettek.
Richard Lucas de Néhou 1688-ban építette meg Franciaország első tükörüveg öntödéjét a Cherbourg melletti Tourlaville-ben. A versailles-i kastély pompájának része a magát a valóságosnál nagyobbnak mutató Tükörgaléria.
A 18. században az fejedelmi udvarok jórészt a franciát utánozták, ami már önmagában is biztosította az itteni üvegek sikerét. Az ipar részeként az üveggyártást az 1760–70-es években kezdték költségvetési pénzekből fejleszteni. Egy sor új üveggyárat építettek:
- 1764-ben Baccarat-ban,
- 1767-ben Lorraine-ben,
- 1784-ben Sèvres-ben.[8]

A szóda ipari gyártására 1791-ben Nicolas Leblanc dolgozott ki eljárást.

#### Európa egyéb részei
Az Orosz Birodalomban Erik Gustavovich Laxmann (1737–1796) finn természettudós honosította meg a kőszénnel fűtött üvegolvasztó kemencéket. Az üveg gyártásához ő használt először glaubersót (kb. 1764-től).

### A XIX. század európai üvegei
A technológia fejlődése:
1806-ban Joseph von Utzschneider (1763–1840) optikai üveget állított elő. Ennek gyártását 1813-tól Joseph von Fraunhofer fejlesztette tovább.
1830-ban találták fel az üveg préselését.
1843-ban Thomas Drayton tükörüveg hátoldalát ezüst-nitráttal vonta be, és ezzel megteremtette a modern üvegtükörgyártást.
Öntött üveget először (1846-ban) Henry Bessemer hengerelt táblába.
Az első barnaszenes, generátoros kemencét Friedrich Christian Fikentscher (1799–1864) állította fel 1850-ben, Zwickauban.
1856-ban a Siemens-fivérek — Carl Wilhelm és August Friedrich feltalálták a regeneratív tüzelést.
A homokfúvást Benjamin Chew Tilghman (1821–1901) találta fel 1871-ben.
Az edzett üveg előállítását Francois Barthelemy Alfred Royer de la Bastie (1830–1901) kísérletezte ki 1874-ben.
Hőálló üveget Friedrich Otto Schott (1851–1935) állított elő 1885-ben.

#### Klasszicista üvegművészet
A tejüvegre alkalmazott zománcfestéssel porcelánszerű tárgyakat állítottak elő.

#### Biedermeier üveg
Az észak-csehországi Haida üveggyárában kísérletezte ki lithyalinnak nevezett zománcfestő eljárását Friedrich Egermann. Az ilyen zománc alapszíne vörös vagy sárga, és a termék minden korábbinál (pl. a kalcedon üvegnél) jobban hasonlít a féldrágakövekre. A csiszolatokkal feltárt újabb és újabb erezetmintákat még különlegesebbé tették az aranyozott foglalatok és a drágakő betétek. Ugyancsak Egermann találta fel a sárga (1816-ban) és a vörös üvegpácot, amelyekkel a kétrétegű üvegéhez hasonló hatást ért el. A sárga színt ezüst-, a vöröset rézionok megfelelő adagolásával érte el. A cseh üvegcsiszolás színvonala elérte a gyártásét, és a cseh mesterek közül többen, pl. Dominik Bimann (Dominik Biemann) külföldön kamatoztatták tudásukat.
A másik új üvegtípus a fekete és pecsétviasz-vörös hyalith üveg volt – ezt von Buquoy gróf dél-csehországi üveggyáraiban (Georgenthalban és Silberbergben) fejlesztette ki a kiváló üvegtechnikus Francois Buguoy de Longueval 1816-ban (fekete), illetve 1819-ben (vörös). Ezeket többnyire egyszerű közel- és távol-keleti motívumokkal – pagodákkal, sziklakertekkel, dekoratív fűcsomókkal, keleties figurákkal – díszítették.
Az 1840-es években felfedezett urán elem hozzáadásával jött létre az „annagrün”, a fluoreszkáló uránüveg. A vegytiszta fémsók adagolásával a régen használatos tej- és opálüveg mellett a kobaltkék, mangánibolya, zöld, aranyrubin, sárga színek pazar változatait, árnyalatait hozták létre, majd ezekhez tejüveget keverve minden átlátszó színárnyalat opak változatát is.

#### Bécsi üveg a 19. században
A bécsi üveggyárat 1823-ban alapította Josef Lobmeyr (1792–1855). Innen kezdetben biedermeier üvegek kerültek ki, de hamarosan más stílusra tértek át. Nemcsak pohárkészleteket gyártottak, de vázákat, csillárokat és egyéb kristályüveg berendezési tárgyakat is. 1835-ben szállítottak először a császári udvarnak, nem sokkal később Lobmeyr a Habsburg-család hivatalos udvari szállítója lett. Halála után (1855-től) két fia vette át a gyárat. Ifj. Josef a Kärntnerstraße 13. alatti bolt gazdagon díszített, polírozott és vésett kristályválasztékát bővítette, Ludwig (1829–1917) pedig a gyártást és tervezést felügyelte. A cég az 1864-es párizsi világkiállításon ezüstérmet nyert, majd 1873-ban Bécsben nagydíjat kapott az ott bemutatott irizáló üvegeire.

#### Magyar üveg a 19. században

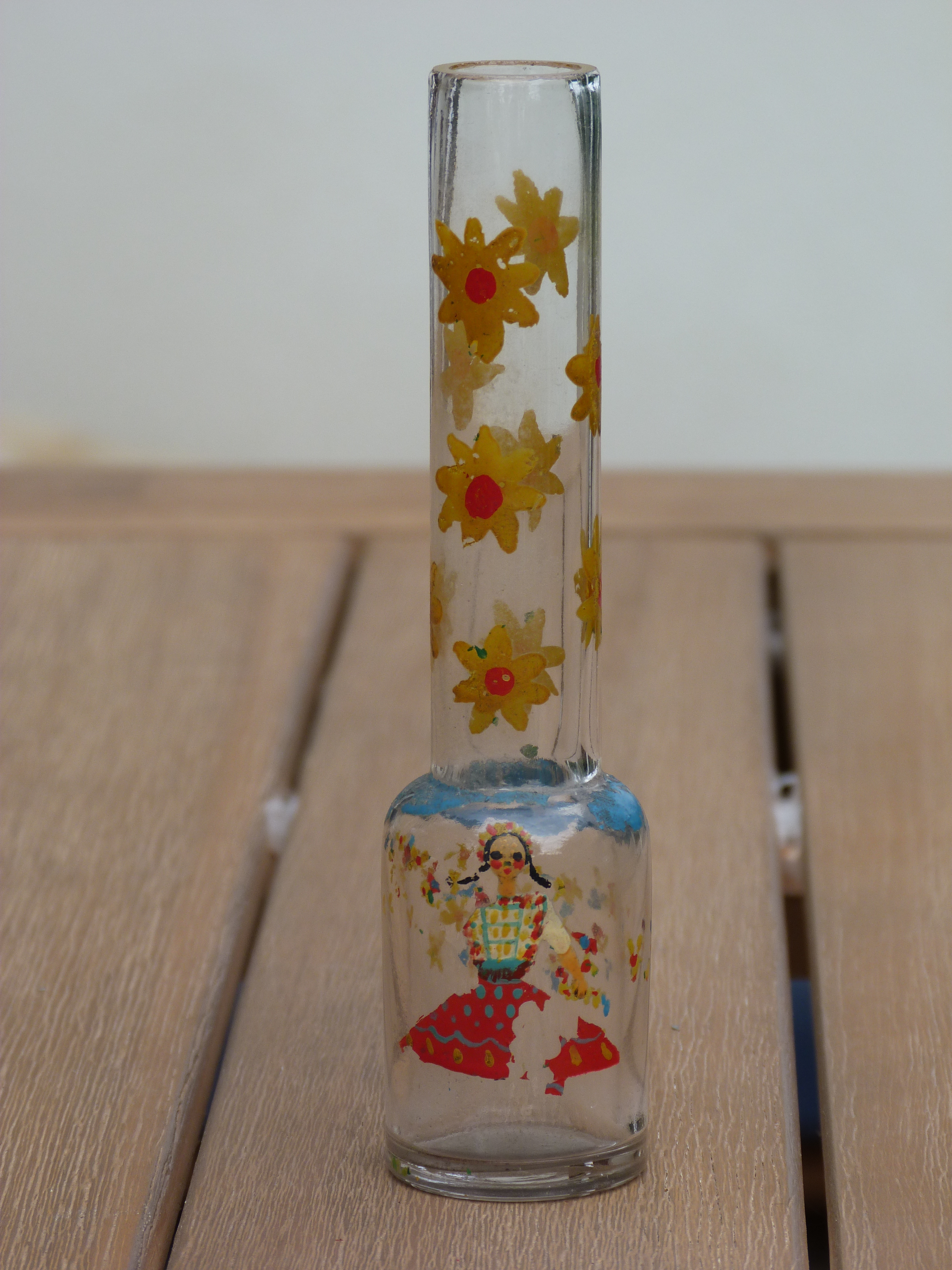
Pálinkás butykos

#### Az olasz üvegesség feléledése

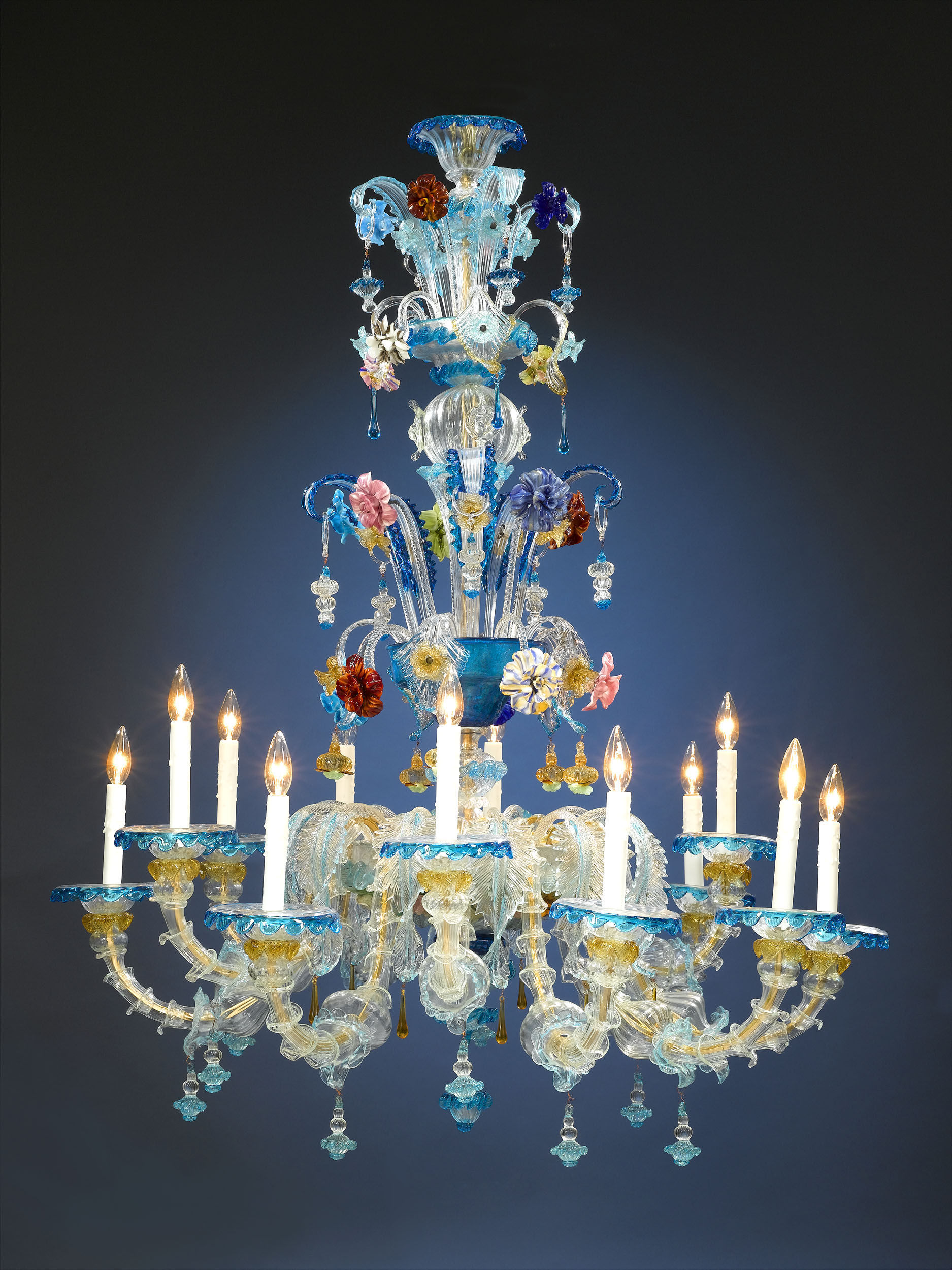
1880 körül készült muranói csillár

Az olasz üvegművészet fellendülése nem az új találmányoknak, hanem épp ellenkezőleg: a régi technikák elővételének és megújításának köszönhető. Domenico Bassoli 1838-ban élesztette fel a zománcfestés hagyományát, majd 1842-ben Pietro Bigaglia kezdett újra millefiori üvegeket gyártani. Az 1845-ös bécsi kiállításon bemutatott millefiori levélnehezéke divatot teremtett: a levélnehezékek főleg Franciaországban váltak népszerűvé.
Újra szerepet kapott az üvegmozaik. Lorenzo Radi és Antonio Salviati készítette a Westminsteri apátság főoltára mögé az üvegmozaikot.
1861-ben alapították a muranói újjáéledés jeleként a híres Museo Vetrariót, ahol nemcsak a régi példákat gyűjtötték össze, de a legjobb modern darabokat is.
A vicenzai Antonio Salviati 1859-ben alapította meg manufaktúráját. A velencei hagyományokat követő szárnyas serlegeit, kígyó alakú száron ülő kupáit, vázáit és egyéb üvegtárgyait 1862-es londoni és az 1867-es párizsi világkiállításon is bemutatta. Itt dolgozott egyebek közt Vincenzo Moretti, akit murrha üvegből készített tárgyai tettek híressé, jelezve, hogy a régi technikákat nemcsak felelevenítették, de meg is újították.
1896-97-ben Lorenzo Radi Edward Burne-Jones vázlatai alapján mozaikokat készített a római Szent Pál-templomhoz.
A 19. század vége az olasz üvegművészet újabb hanyatlásának időszaka, amelyben a formai elegancia helyébe mindinkább a dús díszítések léptek. Ilyen típusú tárgyaikat az 1889-es párizsi világkiállításon mutatták be, különösebb siker nélkül. Ez után a rövid visszaesés után a muranói üvegművesség visszatért a hagyományos formákhoz, és ennek köszönhetően a 20. században újra felvirágzott.

#### Cseh üveg a 19. században
A cseh üvegesség megszokott technikáit Ludwig Moser bővítette ki. Korai, bonyolult ornamentikájú munkáit főleg iszlám és japán motívumokkal díszítette. Ekkori tárgyaira a gravírozás és a zománcfestés együttes használata volt jellemző – bőséges aranyozással. Saját üveggyára 1893-ban épült fel, és abban a bonyolult módon zománcozott üvegáruk előállításáról az újszerű módon vágott, gravírozott és színezett (pl. pácfestett) üvegekre tért át. A Moser-üveg minősége, tökéletes kidolgozása és művészi értéke gyorsan híressé vált.
A Johann Loetz klostermühlei üveggyárának az első sikereket márványozott üvegeik hozták. Az irizáló üvegekkel az 1890-es évek elején kezdtek kísérletezni. Ezekből főként szecessziós jellegű termékeket gyártottak élénk, olykor szokatlan (mélykék, vörös, sárga és lila) színekben. Kedvelt motívumaik a pávatollak és a stilizált növények voltak.

#### Francia üveg a 19-20. század fordulóján

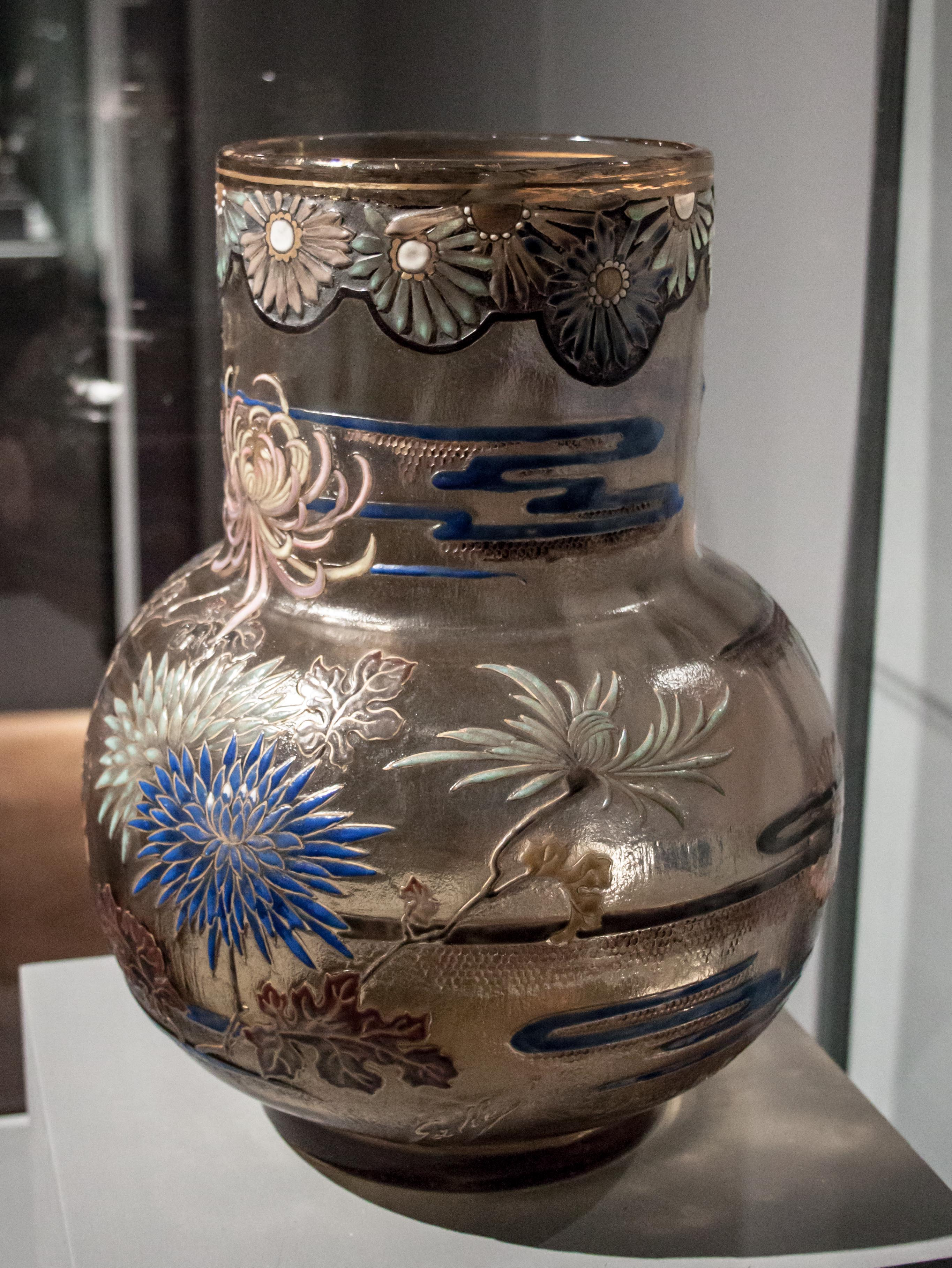
Emile Gallé (1846–1904): Váza krizantémokkal (1896 körül) — Budapest, Iparművészeti Múzeum

A francia üvegművészet a 19. század második felében lépett ki a múlt technológiáinak (pate de verre, középkori iszlám zománcművészet, antik velencei üveg stb.) bűvöletéből. A szecesszió francia változata, az Art Nouveau kiemelkedő üvegművészei közül kiemelendő Eugène Rousseau (1827–1890) és Emile Gallé (1846–1904), majd az utóbbit követő Daum fivérek és René Lalique munkássága.

### Díszüvegek a 20. században
A muranói üvegek legdivatosabb díszítése a sommerso technika lett – ebben a többrétegű színes üveget (rendszerint egy szín különböző árnyalatait, de a színek lehetnek különbözők is) színtelen üveggel veszik körül, amivel színes fényudvarra emlékeztető hatást érnek el.

## Tulajdonságai
Az üvegek szerkezetét, összetételét és tulajdonságait üveg adatbankokban összesítik. Ilyen adatbankok például a SciGlass és az Interglad Azok a tulajdonságok, amik nem kapcsolódnak a megkeményedéshez, legfeljebb harmadfokú regresszióval számíthatók. Gyakran több tulajdonságot is optimalizálni kell, ilyenkor a legkisebb négyzetek módszerével minimalizálják az egyes tulajdonságoknak a kívánt üvegfajtáétól mért távolságainak négyzetösszegét. A lépték helyes megválasztásával a távolságok, így a tulajdonságok is súlyozhatók.
Ilyen tulajdonságok lehetnek:
- a lágyulástartomány (cink-oxiddal és talliummal csökkenthető)
- a törésmutató (bárium-oxiddal, ólom-oxiddal stb. növelhető)
- opálossá tétel (ón-dioxid, kalcium-foszfát, cirkónium-oxid, fluoridok)
- átlátszatlanság az infravörös tartományban (cérium)
- termikus és elektromos tulajdonságok (bór-oxiddal javíthatók)
- törékenység (alumínium-oxiddal csökkenthető)

## Osztályozása

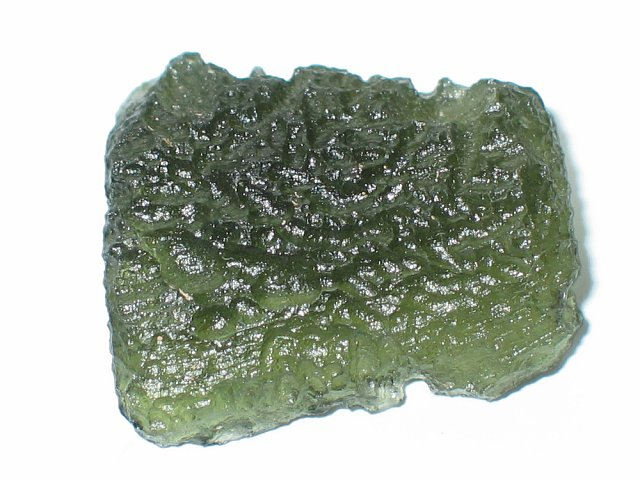
Moldavit, egy természetes üveg. Zöld színét a vas-oxid okozza

### Alapanyaga szerint
A legtöbb üvegfajta alapanyaga szerint besorolható a következő alapkategóriába.

#### Szóda-mész üveg
A szóda-mész üveg a leggyakrabban gyártott üvegfajta, a gyártott üveg körülbelül 90%-a. Főbb fajtái:
- nátronüveg (kalcium-nátrium üveg, vagy mész-nátron üveg): síküveg és öblösüveg alapanyaga,
- káliüveg (vagy kalcium-kálium üveg): finomabb üvegek, csiszolt üvegtárgyak alapanyaga.

Viszonylag jól ellenáll korrozív vegyületeknek, ám kevésbé viseli el a meleget és a hőmérséklet ingadozását. Jellemző összetétele:
- 60-75% szilícium-dioxid,
- 10-18% szóda,
- 5-12% mész.[29][30]

#### Kristályüveg
A kristályüveg (más néven ólomüveg) nagy fénytörése miatt különösen alkalmas igényesen megmunkált, díszes üvegtárgyak gyártásához. Jó elektromos szigetelő, ám kevésbé áll ellen a hirtelen hőváltozásnak. Minimum 20% ólmot tartalmaz. Az üvegben levő ólom leárnyékolja a röntgensugárzást, nagy a törésmutatója és diszperziója.[forrás?]

#### Boroszilikát üveg
A boroszilikát üveg hőálló főzőedények, villanykörték, laboratóriumi eszközök, fényszórók alapanyaga, ami jól viseli a hőmérséklet változásokat és a kémiai korróziót is. Minimum 5% bór-oxidot tartalmaz.

#### Aluminoszilikát üveg
Az elektromos áramkörökben használt aluminoszilikát üveg tulajdonságai a boroszilikát üvegéhez hasonlóak: ellenálló a hőmérsékleti és kémiai hatásoknak.

#### Kvarcüveg
A kvarcüveg nagy tisztaságú szilícium-dioxid üveg
- olyan boroszilikát üveg, amiből majdnem minden nem szilikát alkotóelemet eltávolítottak,
- összeolvasztott, nem kristályos szilícium-dioxid.

Rendkívül hőálló, ami lehetővé teszi felhasználását például az űrkutatásban.

#### További üvegfajták
A vízüveg (nátrium-szilikát) a szó szűkebb értelmében nem üveg, mert vízben oldódik. További speciális üvegek a bór-foszfátüveg. A nem oxidalapú üvegekhez tartoznak a fluorid- és a kalkogenitüvegek, amiket az infravörös optikában használnak fel. Az üvegkerámia egy újabb speciális üvegfajta, ami nem egészében amorf, hanem kristályos régiókat is tartalmaz.[forrás?]

### A gyártás módja szerint
Az üveggyártást üreges (öblös) üvegek, síküveg és speciális üvegek gyártására osztják. Az üreges üvegek konzervüvegek, üvegpalackok, poharak és hasonlók. A tömegtermékeket gépi, az értékes üvegeket emberi erővel fújják. A síküveg úsztatással készül, tükrök, ablaküvegek és rétegzett üvegek számára. A szálüveghez tartoznak az optikai üvegszálak, az üveggyapjú, valamint a műszaki textíliák számos fajtájának alapanyagát képező üvegszál, amelyeket műanyag kompozitokban is felhasználnak. Az optikai üvegekből lencsék készülnek távcsövek és mikroszkópok számára. Az emberi erővel fújt üvegek műtárgyak, leginkább vázák és poharak.

#### Üveglap, síküveg
A fúvott üveghengert sokáig szétvágták, kiterítették, majd előmelegített vashengerekkel közel egyenletes felületűre hengerelték. Régi módszer volt a síküveg előállítására még a „pergetés”. Az üveggömböt felhasították, és addig forgatták, amíg a centrifugális erő hatására korong alakot nem vett fel. Így készültek az első ablaküvegek. Később megfigyelték, hogy a fémlapra öntött üvegolvadék sima lappá folyik szét. A hidegebb fémlapon hűtött–szilárdított üveg a táblaüveg. A normál táblaüveg más módszerekkel, például húzással is előállítható. Az olvadt üveget szerszámmal húzzák lassan és egyenletesen felfelé, az pedig a levegőn lehűlve üvegtáblává dermed. A függőlegesen emelkedő üvegtáblát két oldalról hozzáfekvő hengersorral továbbítják a gyártósoron, majd méretre darabolják. A leginkább torzításmentes az „úsztatott” (angolul: float) üveglap. Az úsztatott üveg eljárást Alastair Pilkington találta fel. A különlegesen sík felületet úgy érik el, hogy az üveget olvasztott ónon úsztatják.

### Kereskedelmi név vagy márka szerint
Antik üveg, flintüveg (ólomüveg, mint optikai üveg), diatrétüveg, hialitüveg (a 19. században síküveg és gyógyszeresüveg), koronaüveg (optikai üveg), kriolitüveg (fehér homályos fluoridüveg). A márkanévre példa a jénai üveg, vagy a ceran (üvegkerámia).

## Előállítása
A gyártás során a folyékony ömledék és az üvegszerűen megszilárduló késztermék közötti állapot folytonos, nincs közöttük éles határ. Ellentétben a szilárd kristályos anyagokkal, az üvegeknek nincs határozott olvadáspontjuk, csupán a viszkozitásuk változik hevítés és hűtés hatására.
A modern üveggyártás során abból is adódik az üvegek változatos összetétele, hogy a különböző földrészeken, különböző ipartelepeken más-más a felhasznált alapanyagok minősége. Változatossá teszi az üvegek összetételét az is, hogy különleges tulajdonságok elérése érdekében kis mennyiségben adalékanyagokat adagolnak a termékekhez.
Leggyakrabban szilíciumalapú üvegeket használnak a háztartási eszközökben, mint például villanykörték vagy ablakok. Az üveg biológiailag inaktív.

### Olvasztás
Az olvasztás több lépésből áll:
- a tulajdonképpeni összeolvasztás 1480 °C körül
- a keletkezett gázok eltávolítása
- hűtés

A történelmi technológiákban ezeket a lépéseket ugyanabban az olvasztómedencében végzik. Ma már csak a kisebb műhelyek, vagy speciális üvegek előállítása céljából dolgoznak ezzel a módszerrel. Az ipari termelésben inkább térben választják el az egyes munkafolyamatokat.
A keletkezett gázok eltávolítása nehézkes az olvadék viszkózussága miatt. Mivel ez a szakasz meghatározza az üveg minőségét, sok különféle módszerrel könnyítik meg.

### Formázás
Az üveg többféleképpen formázható: öntéssel, fúvással, préseléssel, húzással. 
- Az üreges üvegeket, üvegedényeket több eljárás kombinálásával készítik
- Az üvegszálakat egy zuhanyrózsához hasonló eszközön átfolyatva alakítják ki
- Az üvegtáblákat folyatják, öntik vagy húzzák
- Az üvegcsöveket húzással állítják elő

### Hűtés
Az üveg rossz hővezető, ezért ügyelni kell arra, hogy egyenletesen hűljön, és ne törjön el. A hűlés közben keletkező mechanikus feszültség nagysága függ az üveg hőtágulási együtthatójától. A mechanikus feszültséget optikai feszültségmérőkkel mérik. A mért feszültséget temperálással csökkentik, vagyis a külső tartomány hűlésének szabályozásával. A hűtés ideje függ az üveg fajtájától és az előállított terméktől; az egy méternél nagyobb optikai lencséket több mint egy éven át hűtik, nehogy optikai torzulások keletkezzenek bennük.
A hűtésnek két fő módszere van: a helyi és a mozgatásos hűtés. Az iparban az üveget hűvösebb helyre mozgatják; helyi hűtést csak speciális célokra vagy kisebb műhelyekben alkalmaznak, mivel minden kivétel után újra fel kell fűteni a kemencét a következő adag számára.

## Megmunkálása

### Színezése

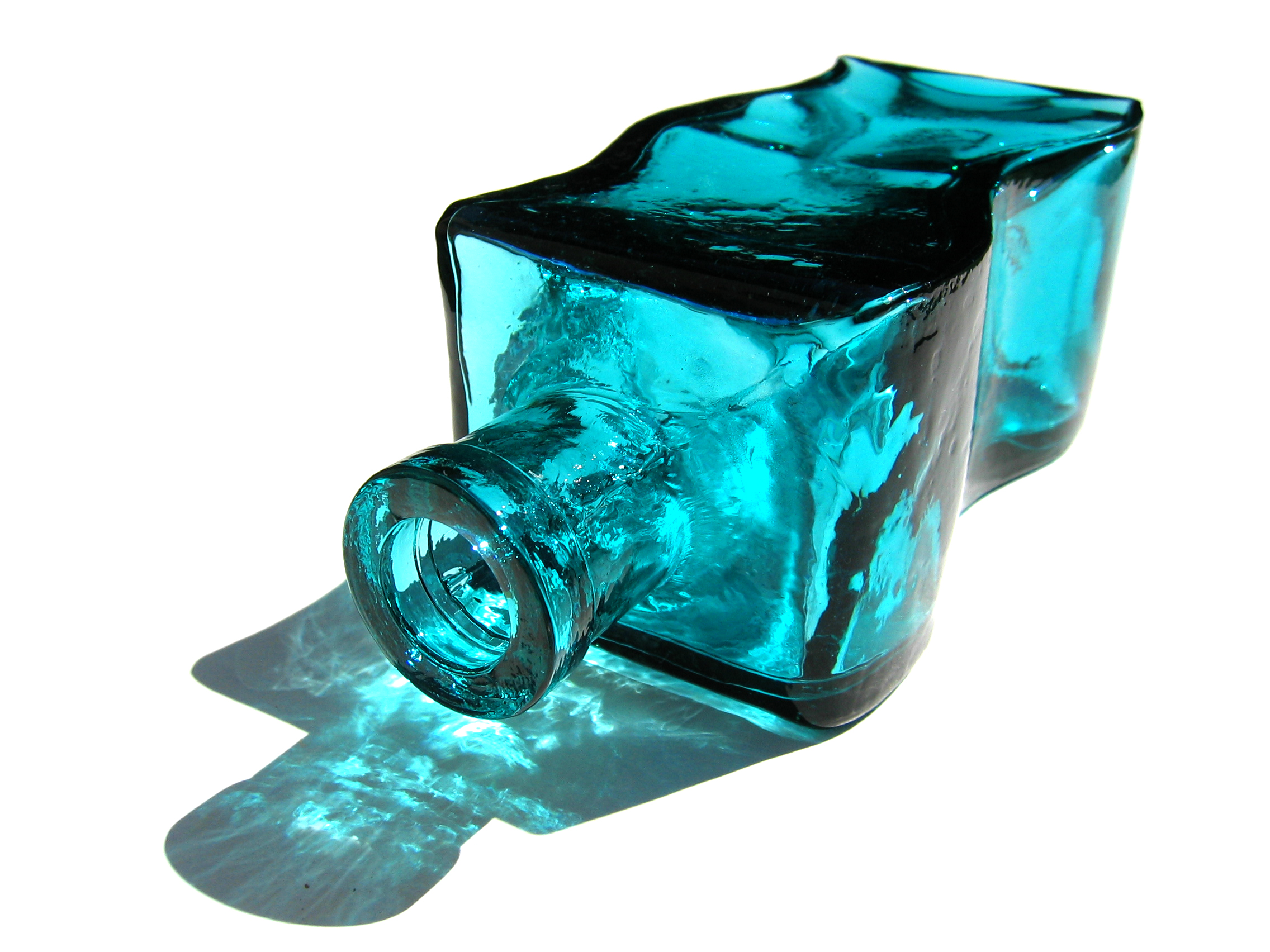
Színes üvegpalack

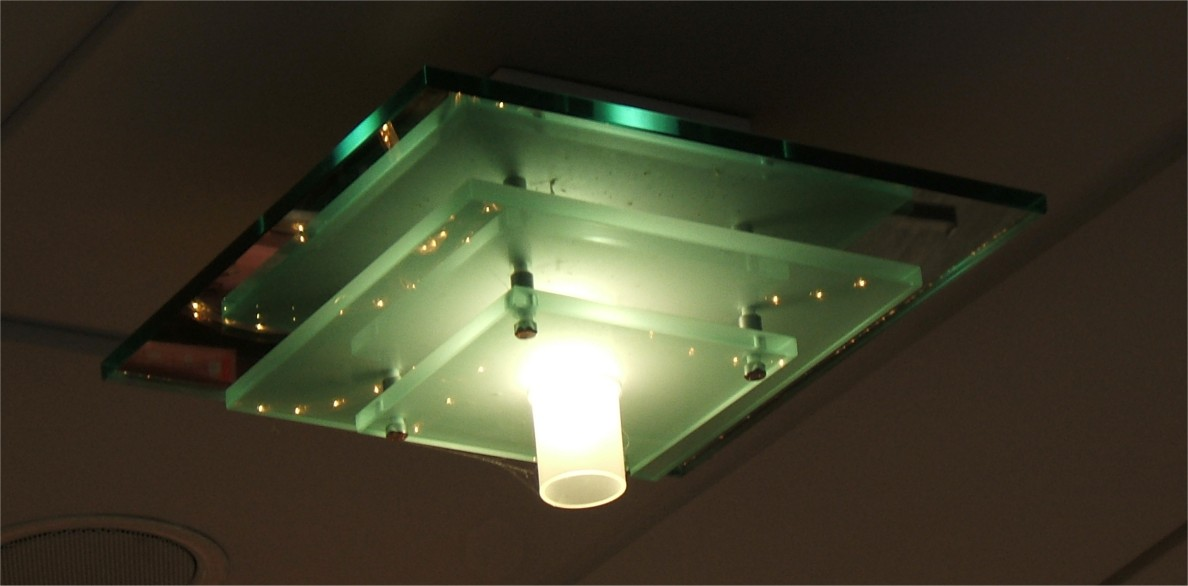
A közönséges úsztatott üveg vastag rétegben zöld a Fe^{2+}-szennyezés miatt

A színes üvegeket fém nanorészecskék hozzáadásával festik. A színezőanyagok aránya 0,1% körüli. A legtöbbet alkalmazott fém az ezüst és az arany, néhány nanométeres átmérőjű nanorészecskék formájában. A nanorészecskék alakja is döntő; nem mindegy, hogy gömb, lemez vagy ellipszoid alakú. Az üvegek fehérítésére fém-oxidokat adagolnak az olvadékhoz; ezek a szennyezéssel komplementer színárnyalatot adják.
- Vas-oxid: a vasion vegyértékétől függően zöld-kékeszöld vagy barna, esetleg sárga
- Réz-oxid: a két értékű rézionoktól kék, az egy értékűekétől piros
- Króm-oxid: a vas-oxiddal együtt zöldre színez
- Urán-oxid: sárgászöld, UV-fényben zölden fluoreszkáló színt ad. Főként a szecesszió idején használták, ma az urán radioaktivitása miatt nem gyártják
- Kobalt(II,III)-oxid: élénk kék; színmentesítésre is alkalmazzák. A kobalt-aluminát is kék színt ad
- Nikkel-oxid: vöröseslila, szürke. Színmentesítenek is vele
- Mangán(IV)-oxid: zöld színárnyalat eltávolítására
- Szelén-oxid: rózsaszín, piros
- Ezüst: sárga
- Indium-oxid: sárga, borostyánsárga
- Neodímium: rózsaszín, lila
- Prazeodímium: zöld
- Szamárium: sárga
- Európium: élénk rózsaszín
- Arany: rubinvörös. Előzőleg királyvízben oldják. Az egyik legdrágább szín

### A felszín nemesítése
- Lecsapatással nagyon vékony fémréteget vihetnek az üveg felszínére. A legtöbb ablaküveget visszaverővé teszik az infravörös tartományban. A hősugárzás visszaverődik, így kintről kevésbé jut be a nagy meleg, és bentről is kevésbé megy ki hideg időben.
- Az átlátszó dielektrikus anyag, mint bevonat lehetővé teszi mind a tükrözésmentesítést, mind a tükörkészítést egy bizonyos színtartományra. A szemüveglencséket és a fényképezőgépek lencséit tükröződésmentesítik. Tudományos célokra készülnek üvegek, amik egy bizonyos hullámhosszt 99,9999%-ban tükröznek, vagy 99,999%-ban áteresztenek.
- Homokcsiszolással vagy folysavval az üveg átlátszatlanná tehető. Az így átlátszatlanná tett üveg még mindig átereszti a fény nagy részét. Így készülnek a tejüveg lámpák és ablaküvegek, amik erősen szórják a fényt.

### Üvegmegmunkáló technikák
- Élfénycsiszolás: a tükör széleinek 1,5 mm × 1,5 mm -es éltörése "I" illetve "C" profillal.
- Fazettázás (egyenes fazetta): a tükör egyenes oldalainak szögbecsiszolása, 5 mm-től 50 mm szélességben, 4-25 fokig.
- Íves fazetta: a tükör íves oldalainak szögbecsiszolása, 5 mm-től 35 mm szélességben, 4-10 fokig.
- Mikrofazettázás: alakos és egyenes fazettázással, bármilyen formájú és kis méretű üveget vagy tükröt csiszolunk. Ezt dekorációként vagy Tiffany-üvegekhez használják.
- Szögbecsiszolás: az üveg széleit 45°-os, illetve bármilyen szögben csiszolják. Ez az üveg összeragasztásánál játszik szerepet.
- Gravírozás: az üveg vagy tükör felületében történő becsiszolás. Mintákat lehet kialakítani vele.
- Kagylócsiszolás: becsiszolás az üveg felületébe, tolóajtóknál fogantyú helyett használják.
- Furatozás: különböző átmérőjű furatok készítése, 4–100 mm átmérőben.
- Hőszigetelés: két vagy több rétegű üveg összeragasztása különböző légréssel, 5,5 mm-től 19,5 mm-ig.
- Szabás (méretre szabás): gyémánt vágófejjel felületi bontást képez az erre kifejlesztett szerszám. Kifinomult technikával a vágás mentén az üveget el lehet törni.
- Homokfúvás: szórópisztollyal nagysebességű homokszemcsékkel ütköztetik az üveg felületét, így matt felület keletkezik.
- Savmaratás: többnyire a síküveggyártásban használják. Savval kezelik az üveg felületét, így szintén matt felület képződik.
- Savmaratás üvegcsiszolás folyamán: az ólomkristály tárgyakat kén- és folysav elegyével maratják. Így egy hajszálvékony felületet eltávolítanak a munkadarabról, melyen az előzetesen felcsiszolt minták teljesen áttetszőek lesznek. Ezután viszik fel a matt mintákat az üvegcsiszolók.
- Nyomtatott más néven printelt üveg: Az üveg egyik oldalára üvegnyomtatásra alkalmas eszközzel nyomtatnak.

## Fordítás

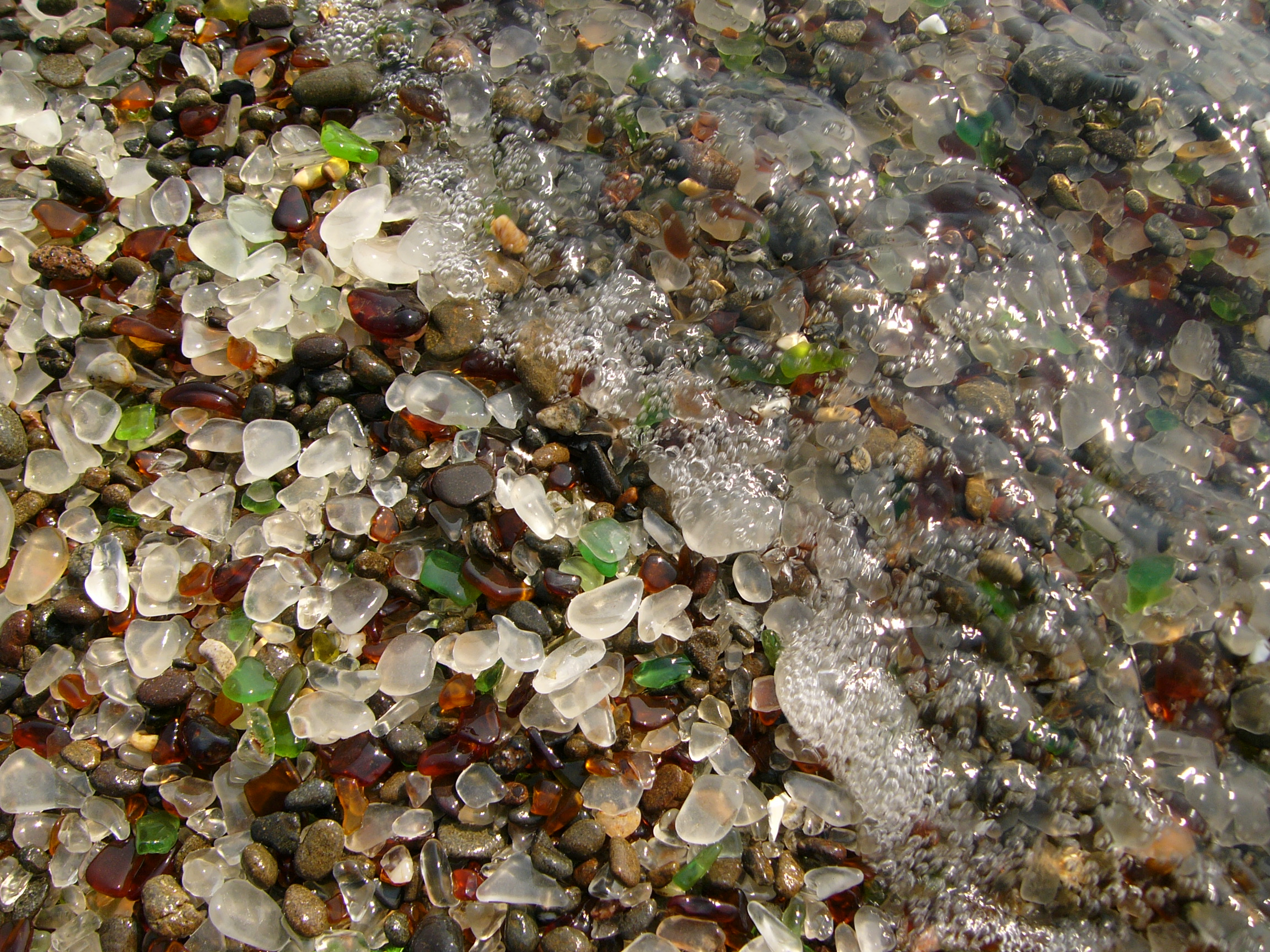
A kaliforniai Fort Bragg mellett található Glass Beach üvegkavicsai a MacKerricher Nemzeti Parkban

Ez a szócikk részben vagy egészben  a   Glas című német Wikipédia-szócikk fordításán alapul.  Az eredeti cikk szerkesztőit annak laptörténete sorolja fel. Ez a jelzés csupán a megfogalmazás eredetét és a szerzői jogokat jelzi, nem szolgál a cikkben szereplő információk forrásmegjelöléseként.